# Liste der Biografien/Mea–Mee
Liste der Biografien |
Portal Biografien |
Personensuche
# |
A |
B |
C |
D |
E |
F |
G |
H |
I |
J |
K |
L |
M |
N |
O |
P |
Q |
R |
S |
T |
U |
V |
W |
X |
Y |
Z |
?
 
Ma |
Mb |
Mc |
Md |
Me |
Mf |
Mg |
Mh |
Mi |
Mj |
Mk |
Ml |
Mm |
Mn |
Mo |
Mp |
Mq |
Mr |
Ms |
Mt |
Mu |
Mv |
Mw |
Mx |
My |
Mz
 
Mea–Mee |
Mef |
Meg |
Meh |
Mei |
Mej |
Mek |
Mel |
Mem |
Men |
Meo |
Mep |
Mer |
Mes |
Met |
Meu |
Mev |
Mew |
Mex |
Mey |
Mez
Die Liste der Biografien führt alle Personen auf, die in der deutschsprachigen Wikipedia einen Artikel haben. Dieses ist eine Teilliste mit 1170 Einträgen von Personen, deren Namen mit den Buchstaben „Mea“ – „Mee“ beginnt.

## Mea–Mee

### Mea
- Mea, Paul (1939–2021), kiribatischer römisch-katholischer Geistlicher und Bischof von Tarawa und Nauru
- Meabe, Miren Agur (* 1962), baskische Schriftstellerin und Übersetzerin
- Meacci, Mauro (* 1955), italienischer Priester, Abt von Subiaco
- Meacham, Anne (1925–2006), US-amerikanische Schauspielerin
- Meacham, James (1810–1856), US-amerikanischer Politiker
- Meacham, Trenton (* 1985), US-amerikanischer Basketballspieler
- Meacher, Molly, Baroness Meacher (* 1940), britische Sozialarbeiterin und Life Peeress
- Mead, Albert E. (1861–1913), US-amerikanischer Politiker
- Mead, Alden (* 1932), US-amerikanischer Chemiker
- Mead, Alicia (* 1995), englische Squashspielerin
- Mead, Andrew, US-amerikanischer Komponist, Musikwissenschaftler und -pädagoge
- Mead, Armistead D. (1901–1980), US-amerikanischer Offizier, Generalmajor der US-Army
- Mead, Beth (* 1995), englische FußballspielerinBeth Mead (* 1995)

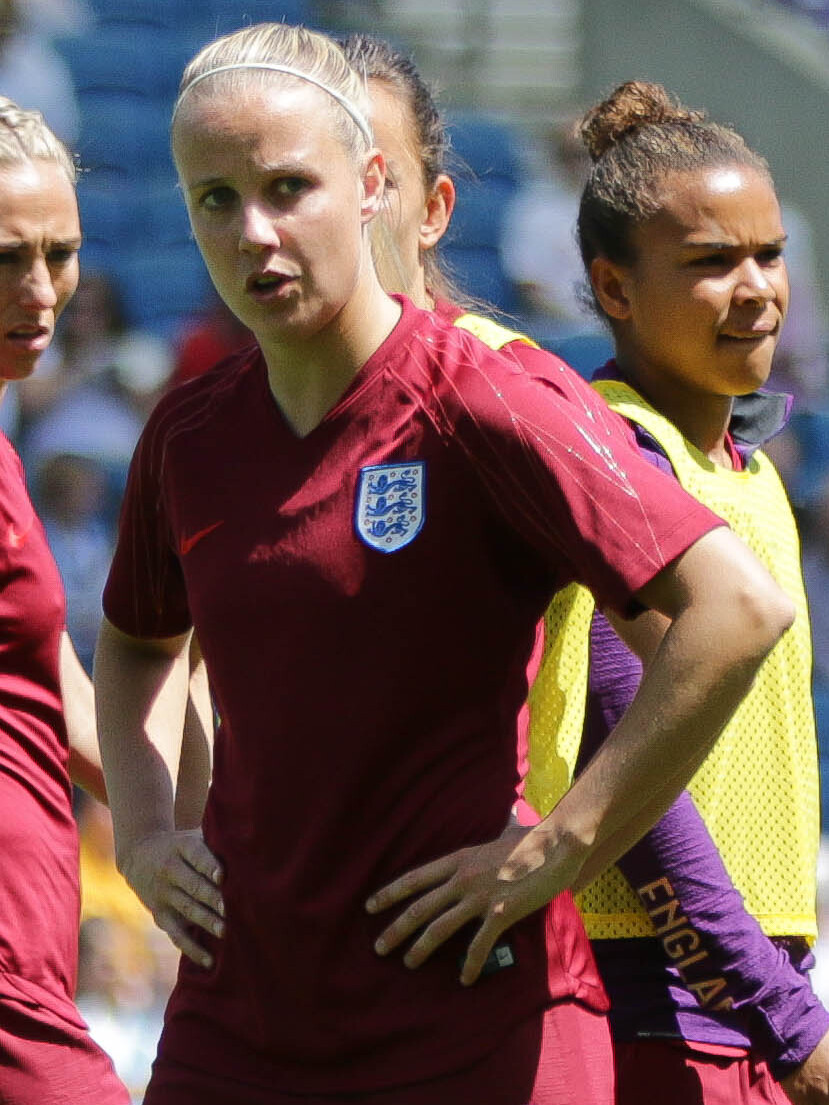
Beth Mead (* 1995)

- Mead, Carver (* 1934), amerikanischer Informatiker, Elektrotechnik-Ingenieur, Mikroelektroniker, und Unternehmer
- Mead, Courtland (* 1987), US-amerikanischer Schauspieler und Synchronsprecher
- Mead, Cowles (1776–1844), US-amerikanischer Politiker
- Mead, Ed V. (1921–1983), US-amerikanischer Politiker
- Mead, Edwin Doak (1849–1937), US-amerikanischer Autor, Herausgeber und Pazifist
- Mead, Elwood (1858–1936), US-amerikanischer Ingenieur, Erbauer des Hoover-Dam
- Mead, George Herbert (1863–1931), US-amerikanischer Philosoph, Soziologe und Psychologe
- Mead, George Robert Stow (1863–1933), englischer Autor, Theosoph und Gründer der Quest Society
- Mead, Harold (1910–1997), britischer Science-Fiction-Autor
- Mead, James F. (1916–1987), US-amerikanischer Biochemiker und Ernährungswissenschaftler
- Mead, James G. (* 1943), US-amerikanischer Cetologe
- Mead, James M. (1885–1964), US-amerikanischer Politiker
- Mead, John A. (1841–1920), US-amerikanischer Politiker
- Mead, Larkin Goldsmith (1835–1910), US-amerikanischer Bildhauer
- Mead, Lucia True Ames (1856–1936), US-amerikanische Pazifistin und Feministin
- Mead, Marcia (1879–1967), US-amerikanische Architektin
- Mead, Margaret (1901–1978), US-amerikanische Anthropologin und EthnologinMargaret Mead (1901–1978)

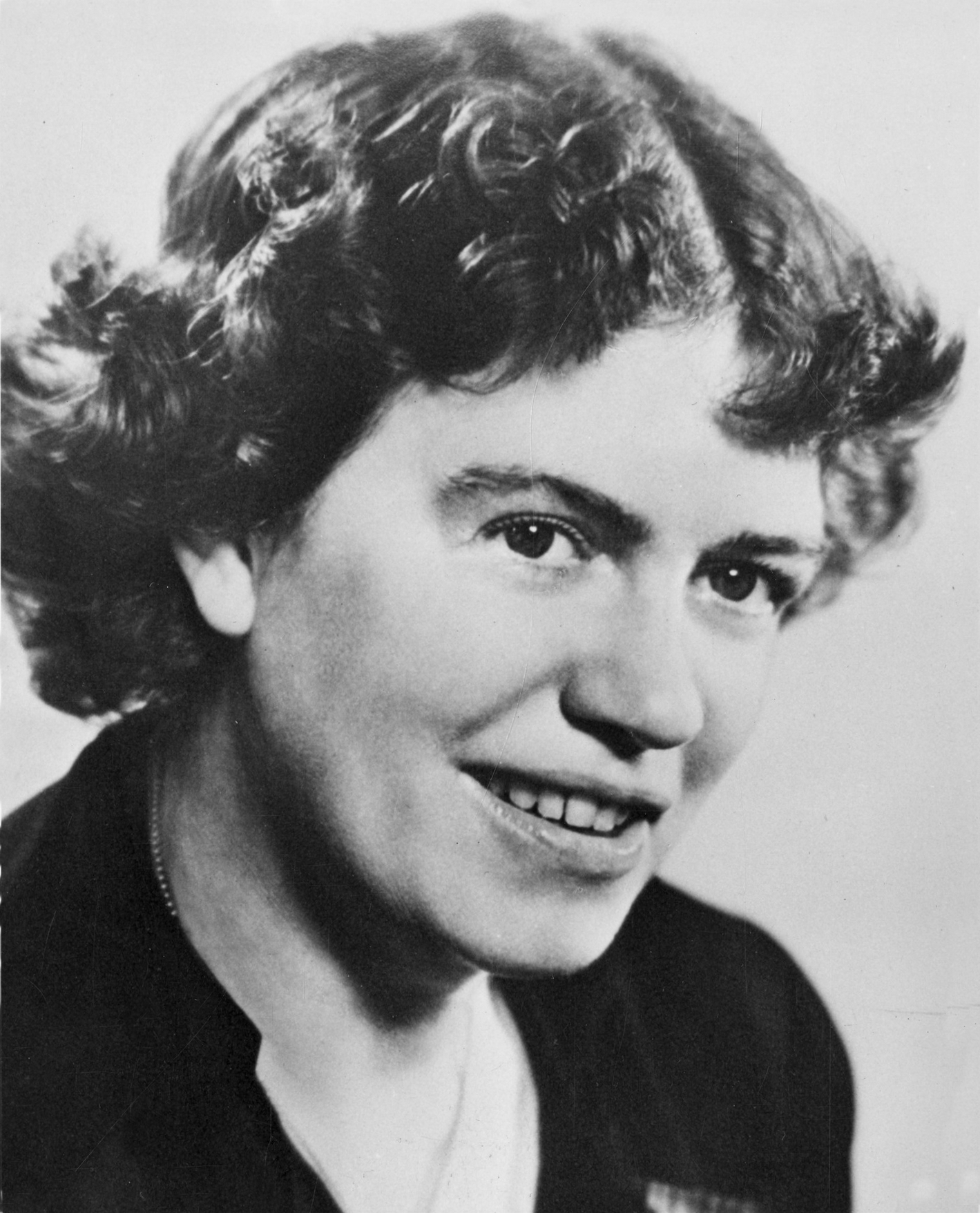
Margaret Mead (1901–1978)

- Mead, Matt (* 1962), US-amerikanischer Jurist und Politiker
- Mead, Nick (* 1995), US-amerikanischer Ruderer
- Mead, Ray (1921–1998), britisch-kanadischer Maler
- Mead, Richard (1673–1754), englischer Arzt
- Mead, Richelle (* 1976), US-amerikanische Fantasy-Autorin
- Mead, Roger (1938–2015), britischer Mathematiker
- Mead, Sallie Pero (1893–1981), US-amerikanische Mathematikerin und Elektroingenieurin
- Mead, Steven (* 1962), britischer Euphoniumspieler
- Mead, Syd (1933–2019), US-amerikanischer Designer für die Industrie und die FilmbrancheSyd Mead (1933–2019)

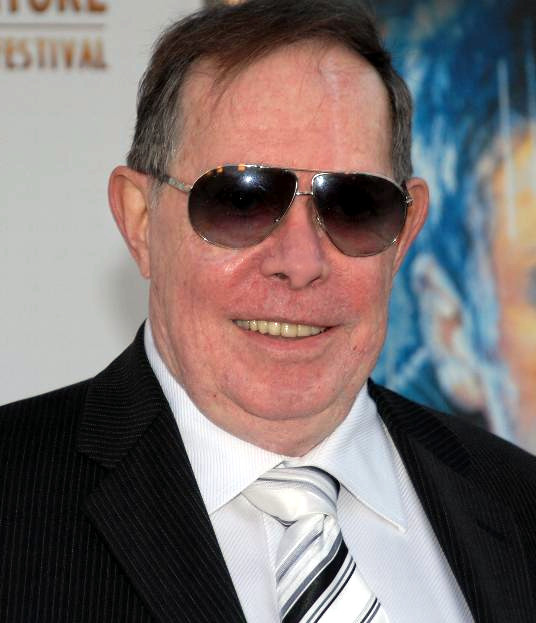
Syd Mead (1933–2019)

- Mead, Taylor (1924–2013), US-amerikanischer Experimentalfilmer und Schauspieler
- Mead, Thomas (1904–1983), US-amerikanischer Filmproduzent, Filmregisseur und Filmschaffender
- Mead, Tim (* 1981), englischer Opernsänger (Countertenor) mit Schwerpunkt auf Barockoper
- Mead, William Rutherford (1846–1928), US-amerikanischer Architekt
- Mead-Lawrence, Andrea (1932–2009), US-amerikanische Skirennläuferin
- Meade, Alexa (* 1986), US-amerikanische Künstlerin
- Meade, Carl J. (* 1950), US-amerikanischer Astronaut
- Meade, David C. (1940–2019), US-amerikanischer Offizier, Generalmajor der US-Army
- Meade, Edwin R. (1836–1889), US-amerikanischer Jurist und Politiker
- Meade, Emily (* 1989), US-amerikanische Schauspielerin
- Meade, George Gordon (1815–1872), General der United States ArmyGeorge Gordon Meade (1815–1872)

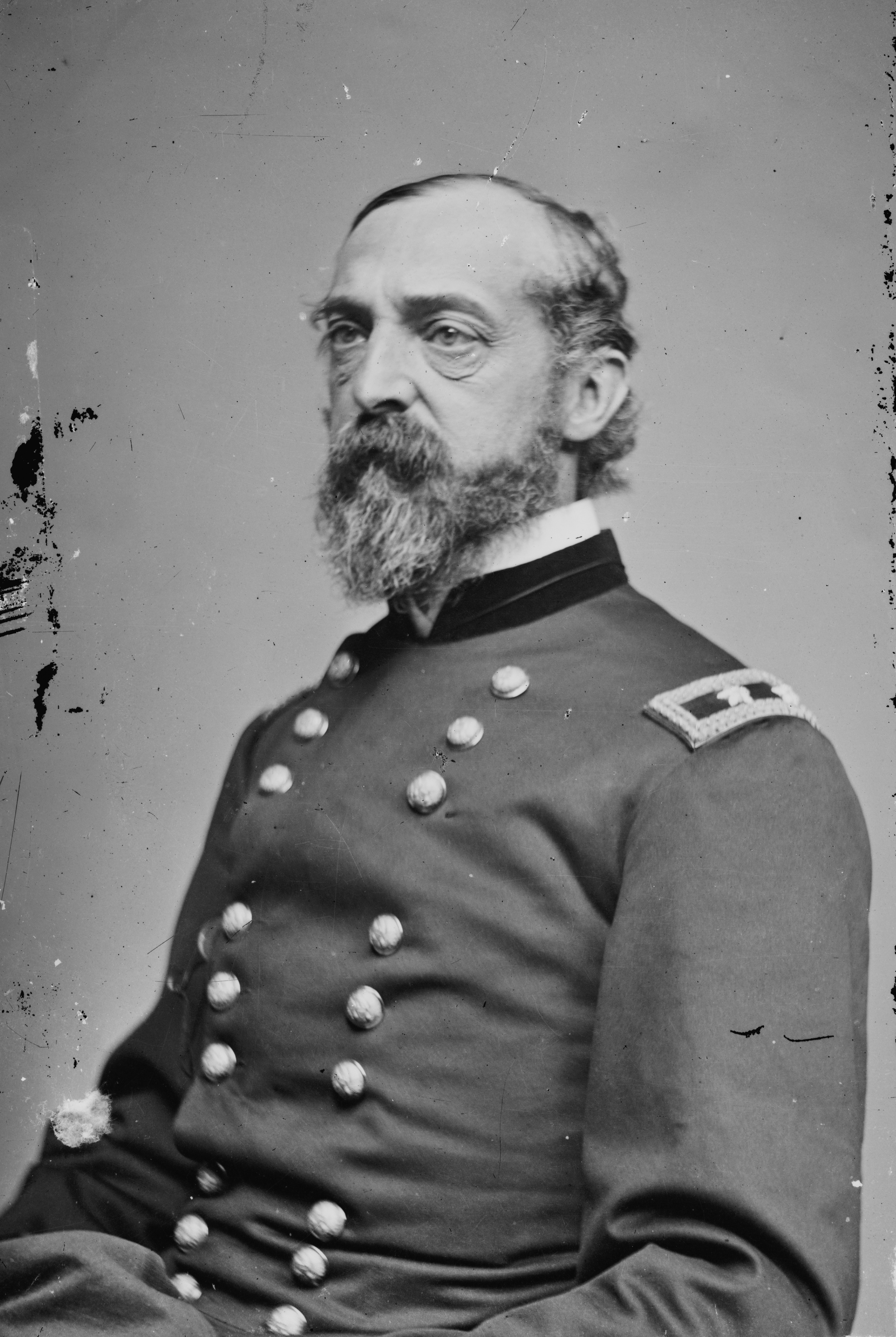
George Gordon Meade (1815–1872)

- Meade, Glenn (* 1957), irischer Schriftsteller und Journalist
- Meade, Hugh (1907–1949), US-amerikanischer Politiker
- Meade, James Edward (1907–1995), britischer Ökonom
- Meade, L. T. (1844–1914), irische Schriftstellerin
- Meade, Marietta (* 1956), belgisch-US-amerikanische Schauspielerin, Synchronsprecherin, Übersetzerin, Buchautorin
- Meade, Reuben (* 1954), montserratischer Politiker; Premier von Montserrat
- Meade, Richard (1938–2015), britischer Vielseitigkeitsreiter
- Meade, Richard Kidder (1803–1862), US-amerikanischer Politiker
- Meade, Tom (1939–2013), US-amerikanischer Automobildesigner und -konstrukteur
- Meade, Wendell H. (1912–1986), US-amerikanischer Politiker
- Meade-Waldo, Edmund (1855–1934), englischer Ornithologe und Naturschützer
- Meader, Darmon (* 1961), US-amerikanischer Jazzmusiker (Gesang, Saxophon, Arrangement)
- Meader, George (1907–1994), US-amerikanischer Politiker
- Meader, Vaughn (1936–2004), US-amerikanischer Comedian, Parodist, Musiker und Schauspieler
- Meadley, James (* 1984), australischer Radrennfahrer
- Meadmore, Clement (1929–2005), US-amerikanisch-australischer Bildhauer
- Meador, Eddie (1937–2023), US-amerikanischer American-Football-Spieler, Footballfunktionär
- Meador, Joshua (1911–1965), US-amerikanischer Animator, Spezialeffektkünstler und Maler
- Meadow, Elliot (1945–2017), britischer Jazzautor, Rundfunkmoderator und Musikproduzent
- Meadowcroft, Jim (1946–2015), englischer Snookerspieler
- Meadowcroft, Thomas (* 1972), australischer Komponist
- Meadowcroft, William Henry (1853–1937), US-amerikanischer Rechtsanwalt, Autor und langjähriger Sekretär von Thomas Alva Edison
- Meadowes, Philip († 1757), englischer Politiker (MP) und Diplomat
- Meadows, Audrey (1922–1996), US-amerikanische Schauspielerin
- Meadows, Bernard (1915–2005), britischer Bildhauer
- Meadows, Carolyn D. (* 1938), US-amerikanische Waffenaktivistin und NRA-Vorsitzende
- Meadows, Catherine, US-amerikanische Mathematikerin und Kryptologin
- Meadows, Clarence W. (1904–1961), US-amerikanischer Politiker
- Meadows, Darryl (* 1961), US-amerikanischer American-Football-Spieler
- Meadows, Dennis L. (* 1942), US-amerikanischer ÖkonomDennis L. Meadows (* 1942)

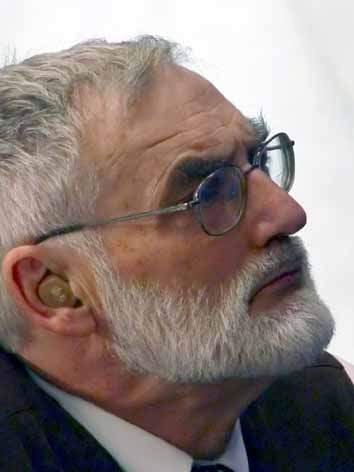
Dennis L. Meadows (* 1942)

- Meadows, Donella (1941–2001), US-amerikanische Umweltwissenschaftlerin und Autorin
- Meadows, Earle (1913–1992), US-amerikanischer Stabhochspringer
- Meadows, Foz, australische Person, die bloggt und schriftstellerisch tätig ist
- Meadows, Frederick (1886–1975), kanadischer Mittel- und Langstreckenläufer
- Meadows, Gavin (* 1977), britischer Schwimmer
- Meadows, Jayne (1919–2015), US-amerikanische Schauspielerin
- Meadows, Jenny (* 1981), britische Mittelstreckenläuferin
- Meadows, Julie (* 1974), US-amerikanische Pornodarstellerin
- Meadows, Kristen (* 1957), US-amerikanische Schauspielerin
- Meadows, Mark (* 1959), US-amerikanischer Politiker
- Meadows, Mark G., US-amerikanischer Jazzmusiker (Piano, Komposition)
- Meadows, Michael (* 1987), englischer Automobilrennfahrer
- Meadows, Michelle (* 1981), schwedische Schauspielerin
- Meadows, Ron (* 1964), britischer Mechaniker und Manager
- Meadows, Shane (* 1972), britischer Regisseur und Drehbuchautor
- Meadows, Tim (* 1961), US-amerikanischer Schauspieler und KomikerTim Meadows (* 1961)

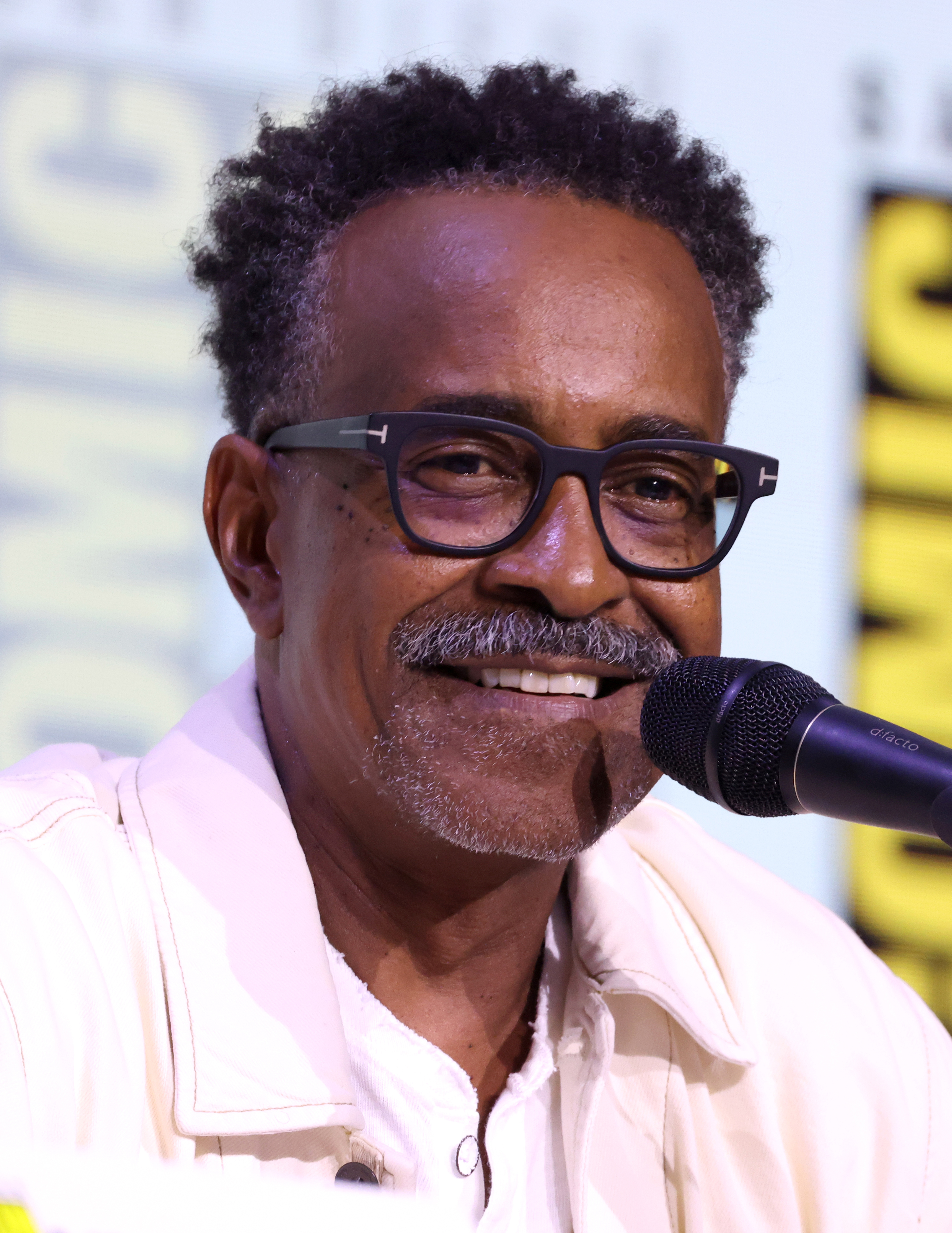
Tim Meadows (* 1961)

- Meads, Colin (1936–2017), neuseeländischer Rugby-Union-Spieler
- Meads, Stan (* 1938), neuseeländischer Rugby-Union-Spieler
- Meads, Stephen (* 1970), englischer Squashspieler
- Meagan, Mick (1934–2022), irischer Fußballspieler und -trainer
- Meagher, Aileen (1910–1987), kanadische Leichtathletin
- Meagher, Anthony Giroux (1940–2007), kanadischer Erzbischof
- Meagher, Daniel Joseph (* 1961), australischer römisch-katholischer Geistlicher, Weihbischof in Sydney
- Meagher, Mary T. (* 1964), US-amerikanische Schwimmerin
- Meagher, Rick (* 1953), kanadischer Eishockeyspieler
- Meagher, Sylvia (1921–1989), US-amerikanische Medizinerin und Buchautorin
- Meagher, Thomas Francis (1823–1867), US-amerikanischer Politiker, Gouverneur von Montana
- Méaille, Philippe (* 1973), französischer Schriftsteller und Kunstsammler
- Meaker, Emeline (1838–1883), US-amerikanische Mörderin
- Meaker, Marijane (1927–2022), US-amerikanische Schriftstellerin
- Meakin, Alf (* 1938), britischer Sprinter
- Meakin, Paul (* 1944), britisch-US-amerikanischer theoretischer Physiker und Chemiker
- Meakin, Sofia (* 1998), Schweizer Ruderin
- Meakin, Steve (* 1961), englischer Snookerspieler
- Meakins, Karen (* 1972), barbadische Squashspielerin
- Meale, David, US-amerikanischer Diplomat
- Mealing, Bonnie (1912–2002), australische Schwimmerin
- Mealing, John (* 1942), britischer Keyboarder, Arrangeur und Komponist
- Mealli, Adalino (1910–2001), italienischer Radrennfahrer
- Mealli, Bruno (1937–2023), italienischer Radrennfahrer
- Mealy, George H. (1927–2010), US-amerikanischer Mathematiker
- Méan, Franciscus-Antonius de (1756–1831), Fürstbischof von Lüttich und Erzbischof von Mecheln
- Méan, Marc (* 1985), Schweizer Jazzmusiker (Piano, Synthesizer, Komposition)
- Meandrow, Michail Alexejewitsch (1894–1946), sowjetischer Offizier
- Meaney, Colm (* 1953), irischer SchauspielerColm Meaney (* 1953)

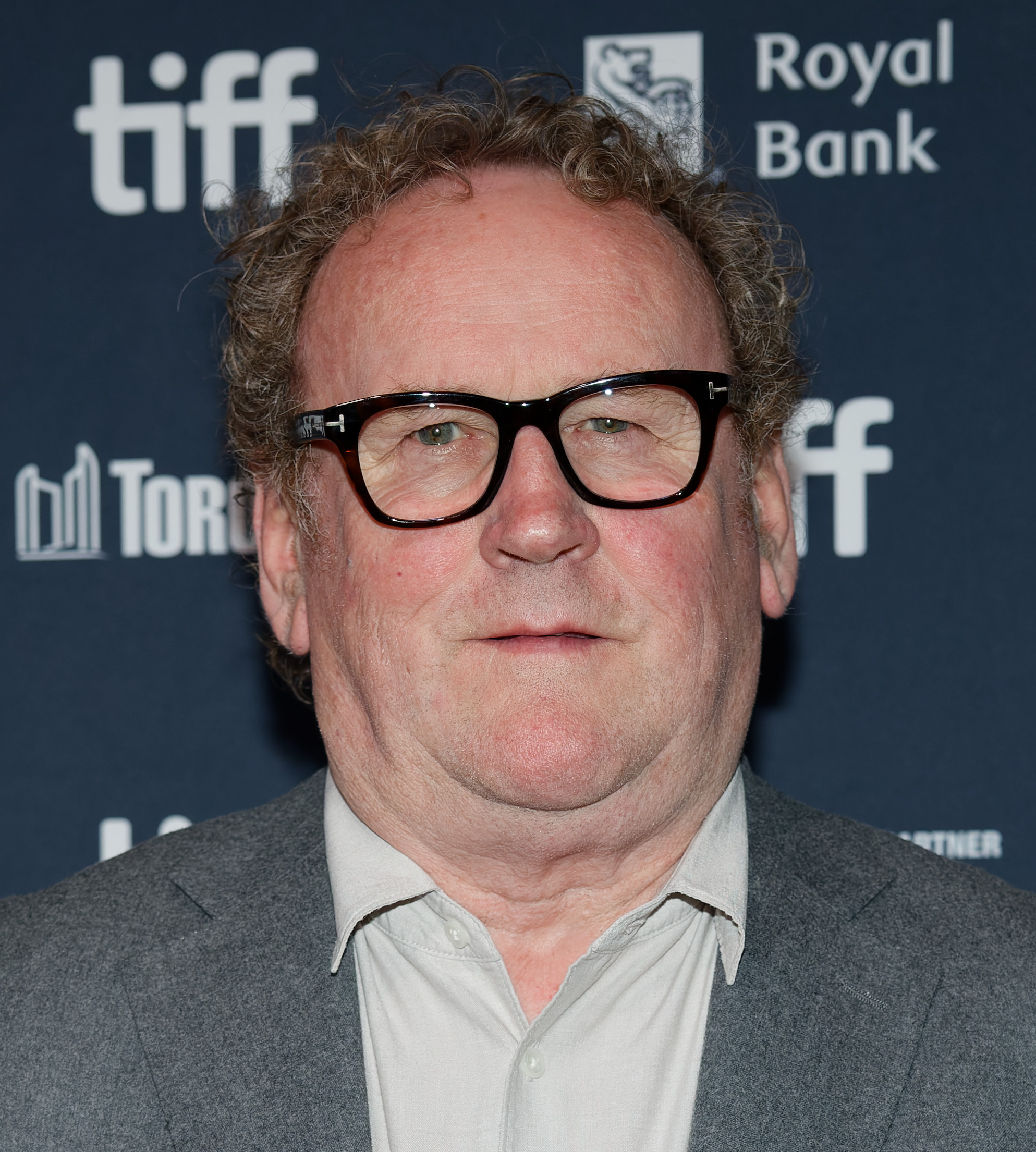
Colm Meaney (* 1953)

- Meaney, Con (1890–1970), irischer Politiker (Fianna Fáil)
- Meaney, Thomas (1931–2022), irischer Politiker (Fianna Fáil)
- Meaningful Stone (* 1996), südkoreanische Indie-Rock-Musikerin
- Meano, Cesare (1899–1957), italienischer Drehbuchautor und Theaterregisseur
- Méano, Francis (1931–1953), französischer Fußballspieler
- Méano, Guy (1934–2023), französischer Fußballspieler
- Means, Andre, US-amerikanischer Basketballspieler
- Means, David (* 1961), US-amerikanischer Schriftsteller
- Means, Gardiner (1896–1988), US-amerikanischer Wirtschaftswissenschaftler, Regierungsberater und Autor
- Means, John Hugh (1812–1862), US-amerikanischer Politiker (Demokratische Partei), Gouverneur von South Carolina
- Means, Larry (* 1947), US-amerikanischer Politiker
- Means, Rice W. (1877–1949), US-amerikanischer Politiker (Republikanische Partei)
- Means, Russell (1939–2012), US-amerikanischer Indianeraktivist, Mitglied des American Indian MovementRussell Means (1939–2012)

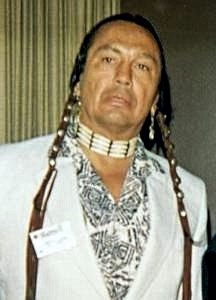
Russell Means (1939–2012)

- Means, Steven (* 1990), US-amerikanischer American-Football-Spieler
- Meany, George (1894–1980), US-amerikanischer Gewerkschafter
- Meany, Helen (1904–1991), US-amerikanische Wasserspringerin
- Meany, Paul (* 1976), amerikanischer Sänger und Keyboarder
- Mear One (* 1971), amerikanischer Künstler
- Meara, Anne (1929–2015), US-amerikanische Schauspielerin und Komikerin
- Meara, Joe (* 1975), nordirischer Snookerspieler
- Meares, Ainslie (1910–1986), australischer Psychiater
- Meares, Anna (* 1983), australische Radrennfahrerin
- Meares, Cecil (1877–1937), britischer Musher und Expeditionsteilnehmer
- Meares, John († 1809), englischer Seefahrer, Navigator und Entdecker
- Meares, Kerrie (* 1982), australische Bahnradsportlerin und Trainerin
- Mearns, Barbara (* 1955), schottische Autorin von Ornithologenbiographien
- Mearns, Edgar Alexander (1856–1916), US-amerikanischer Ornithologe und Naturforscher
- Mearns, F. K. (1915–1997), US-amerikanischer Offizier, Generalmajor der US-Army
- Mears, Adrian (* 1969), australischer Jazz-Posaunist und Komponist
- Mears, Brad (* 1970), US-amerikanischer Kugelstoßer
- Mears, Casey (* 1978), US-amerikanischer NASCAR-Rennfahrer
- Mears, Christopher (* 1993), britischer Wasserspringer
- Mears, Derek (* 1972), US-amerikanischer Stuntman und SchauspielerDerek Mears (* 1972)

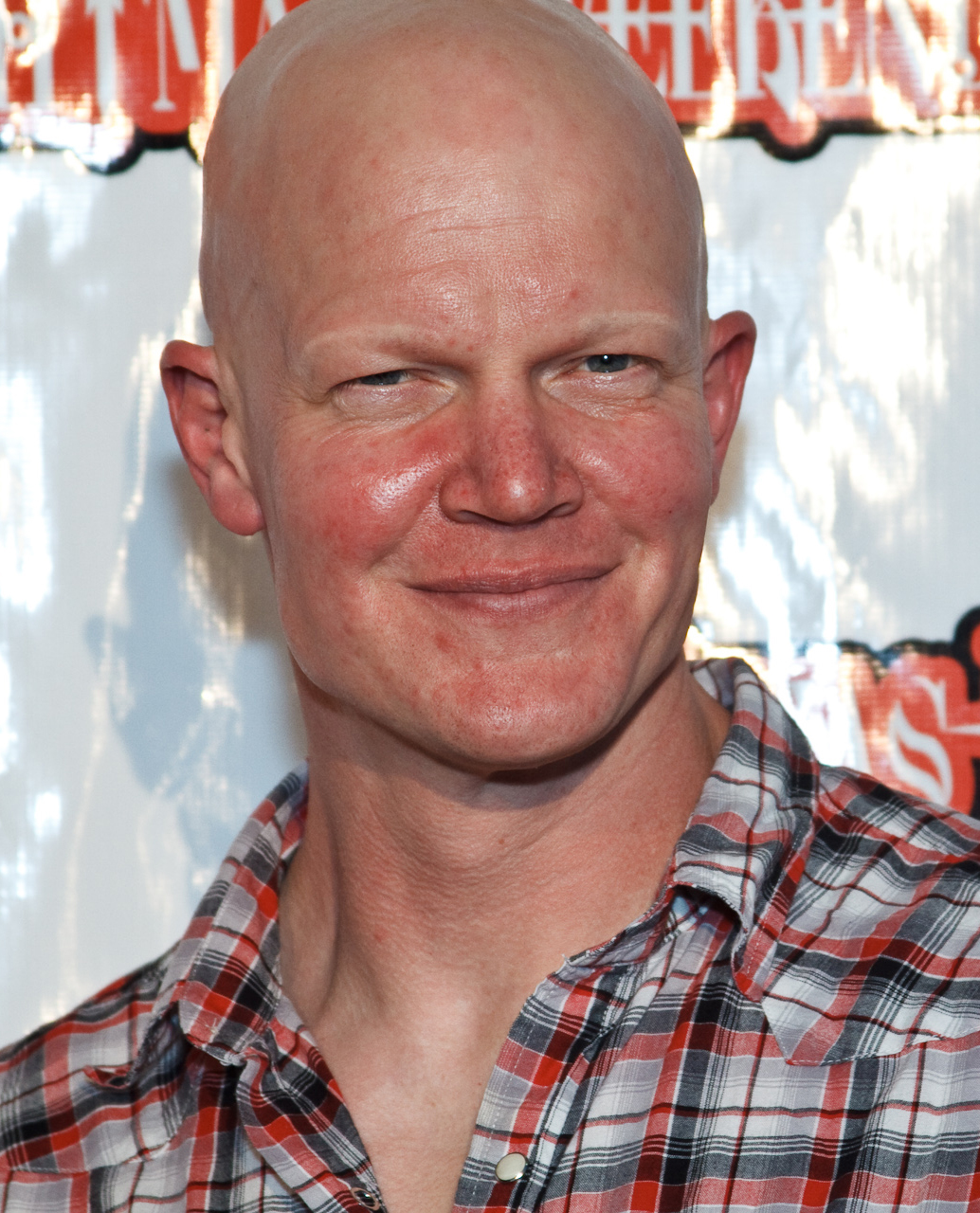
Derek Mears (* 1972)

- Mears, Helen Farnsworth (1872–1916), US-amerikanische Bildhauerin
- Mears, Jason, amerikanischer Jazzmusiker (Altsaxophon, Klarinette, Komposition)
- Mears, Lee (* 1979), englischer Rugby-Union-Spieler
- Mears, Martha, englische Hebamme und Autorin
- Mears, Otto (1840–1931), russisch-US-amerikanischer Unternehmer
- Mears, Raymond Paul (* 1964), britischer Survivaltrainer, Autor und Filmemacher
- Mears, Rick (* 1951), US-amerikanischer Automobilrennfahrer
- Mears, Tyrone (* 1983), englischer Fußballspieler
- Mearsheimer, John J. (* 1947), US-amerikanischer Politologe
- Measo, Sisay (* 1980), äthiopische Marathonläuferin
- Measures, Harry Bell (1862–1940), britischer Architekt
- Meat, deutscher DJ und Musikproduzent
- Meat Katie, Breakbeat-Produzent und DJ
- Meat Loaf (1947–2022), US-amerikanischer Rocksänger und SchauspielerMeat Loaf (1947–2022)

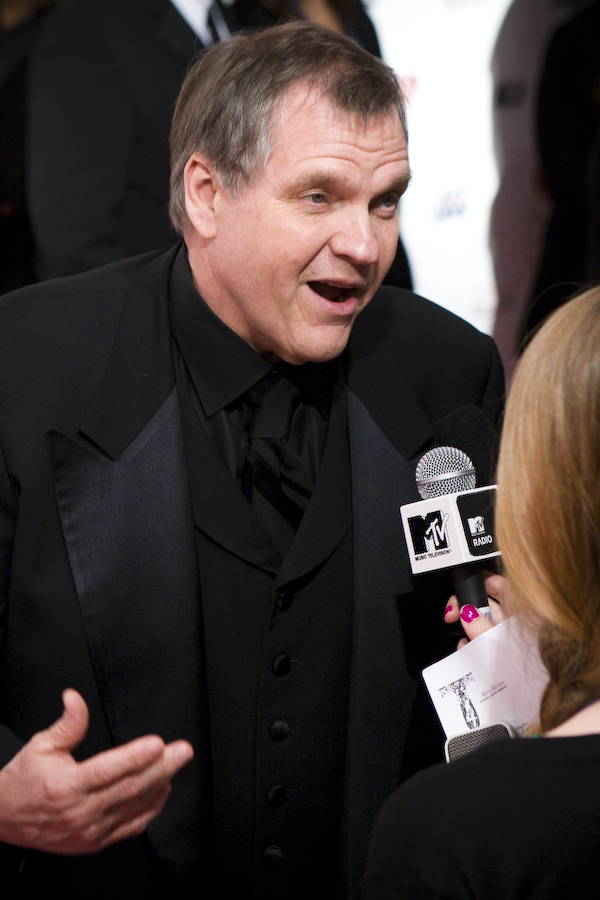
Meat Loaf (1947–2022)

- Meath, Jonathan (* 1955), US-amerikanischer Filmproduzent
- Meatyard, Ralph Eugene (1925–1972), amerikanischer Fotograf
- Meau (* 2000), niederländische Sängerin, Songwriterin und Produzentin
- Meaubert, Adolph (1827–1890), deutscher Regisseur und Schauspieler
- Meaubert, Carl (1800–1863), deutscher Komiker, Sänger (Bass) und Schauspieler
- Meaux, Antoine de (* 1972), französischer Schriftsteller, Regisseur und Journalist
- Meaux, Camille de (1830–1907), französischer Politiker
- Meaux, Huey (1929–2011), US-amerikanischer Musikproduzent
- Meaux, Joséphine de (* 1977), französische Schauspielerin
- Meawad, Nada (* 1998), ägyptische Beachvolleyballspielerin
- Meaza Ashenafi (* 1964), äthiopische Frauenrechtsaktivistin
- Meazza, Giuseppe (1910–1979), italienischer Fußballspieler und -trainerGiuseppe Meazza (1910–1979)

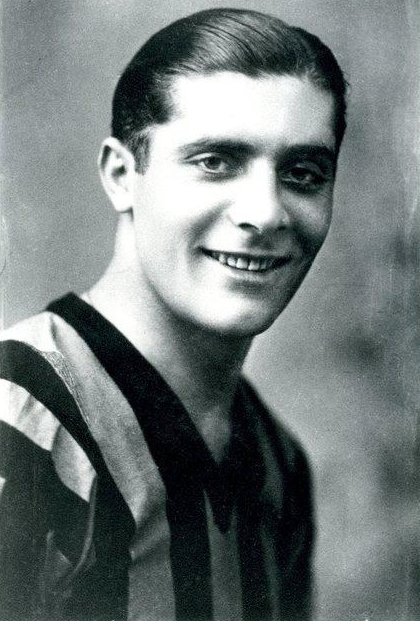
Giuseppe Meazza (1910–1979)

### Meb
- Mebane, Alexander (1744–1795), US-amerikanischer Politiker
- Mebarek, Nora (* 1972), französische Politikerin (PS), MdEP
- Mebart, Michael († 1621), Hofbaumeister in Bayreuth
- Mebazaa, Fouad (1933–2025), tunesischer Diplomat und Politiker
- Mebel, Moritz (1923–2021), deutscher Urologe und SED-Funktionär
- Mebenga Amombo, Charlotte (* 1981), kamerunische Sprinterin
- Mebes, Gilles (* 1958), Autor
- Mebes, Hermann (1829–1899), Generaldirektor der Reichseisenbahnen in Elsaß-Lothringen
- Mebes, Julius (1796–1882), preußischer Offizier und Militärschriftsteller
- Mebes, Paul (1872–1938), deutscher Architekt
- Mébiame, Léon (1934–2015), gabunischer Politiker und Premierminister der Republik Gabun (1975–1990)
- Mebiame, Tanguy (* 1993), gabunischer Fußballschiedsrichter
- Mebkhout, Zoghman (* 1949), algerischer Mathematiker
- Mebold, Hans Peter (1942–2001), deutscher Orgelbauer
- Mebold, Karl August (1798–1854), deutscher Journalist
- M’Ebono, Mebenga († 1914), kamerunischer Offizier und Widerstandskämpfer gegen die deutsche Kolonialmacht
- Mebrahtu, Daniel, äthiopischer Tennisspieler
- Mebrahtu, Merhawi (* 2003), eritreischer Langstreckenläufer
- Mebs, Dietrich (* 1942), deutscher Toxinologe und Hochschullehrer
- Mebs, Gudrun (* 1944), deutsche Schauspielerin und Schriftstellerin
- Mebs, Theodor (1930–2017), deutscher Ornithologe und Autor
- Mebude, Adedire (* 2004), schottisch-nigerianischer Fußballspieler
- Mebus, Johannes (1896–1979), deutscher Politiker (CDU der DDR), MdV und evangelischer Theologe
- Mebus, Marko (* 1993), deutscher Jazzmusiker (Trompete, Komposition)
- Mebus, Oliver (* 1993), deutscher EishockeyspielerOliver Mebus (* 1993)

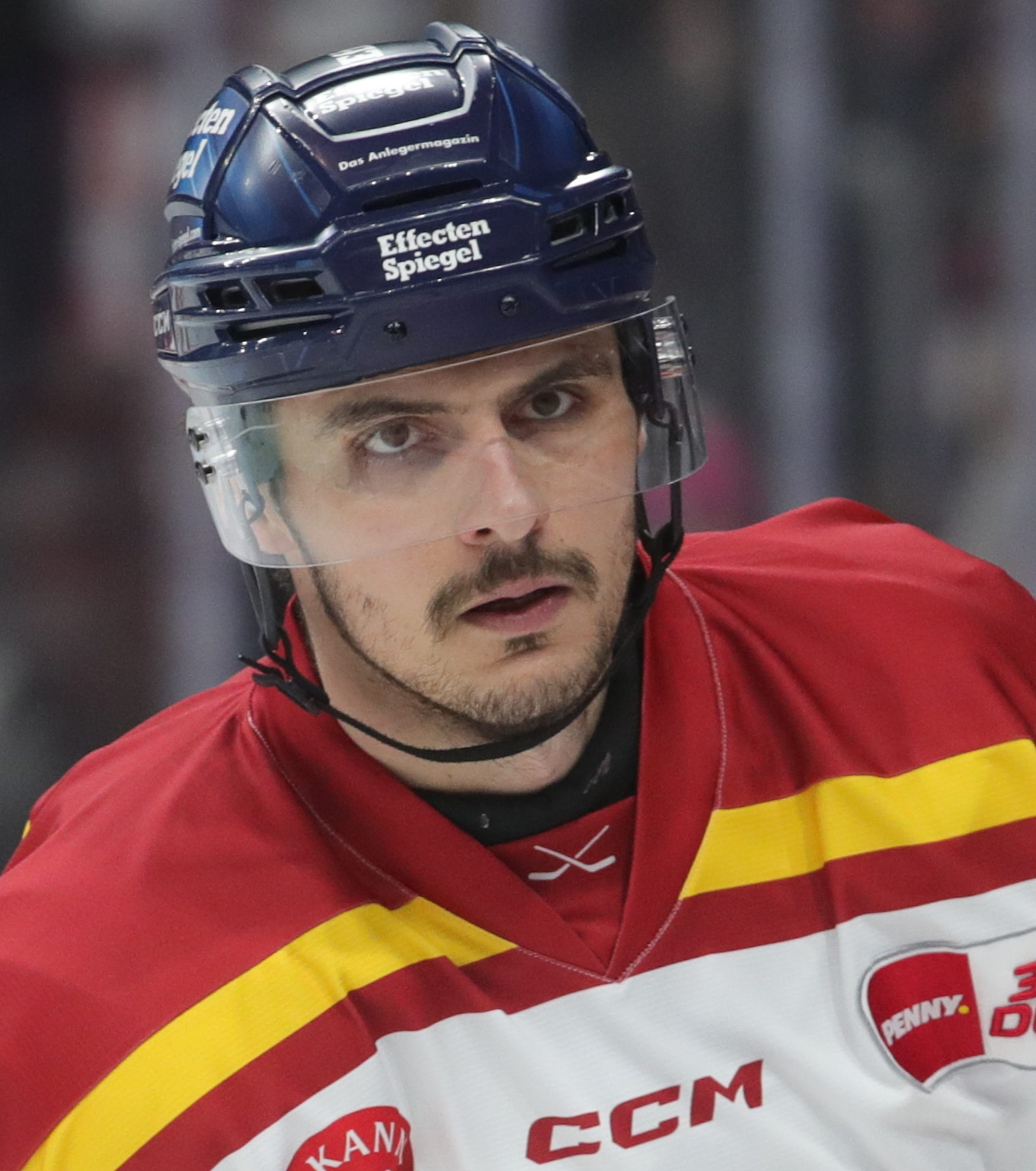
Oliver Mebus (* 1993)

- Mebus, Paul (1920–1993), deutscher Fußballspieler
- Mebusch, Heinz Günter (1952–2001), deutscher Fotograf

### Mec
- Meca, David (* 1974), katalanischer Langstreckenschwimmer und Extremsportler
- Mečár, Pavel (* 1980), slowakischer Badmintonspieler
- Mecca, Lou (1923–2003), US-amerikanischer Jazz-Gitarrist und Hochschullehrer
- Mecchi, Irene (* 1949), US-amerikanische Schriftstellerin und Drehbuchautorin
- Meccia, Celeste (* 1986), argentinisch-italienische Handballspielerin
- Mecenseffy, Artur von (1865–1917), österreichisch-ungarischer Feldmarschalleutnant
- Mecenseffy, Grete (1898–1985), österreichische Historikerin
- Mech, L. David (* 1937), US-amerikanischer VerhaltensforscherL. David Mech (* 1937)

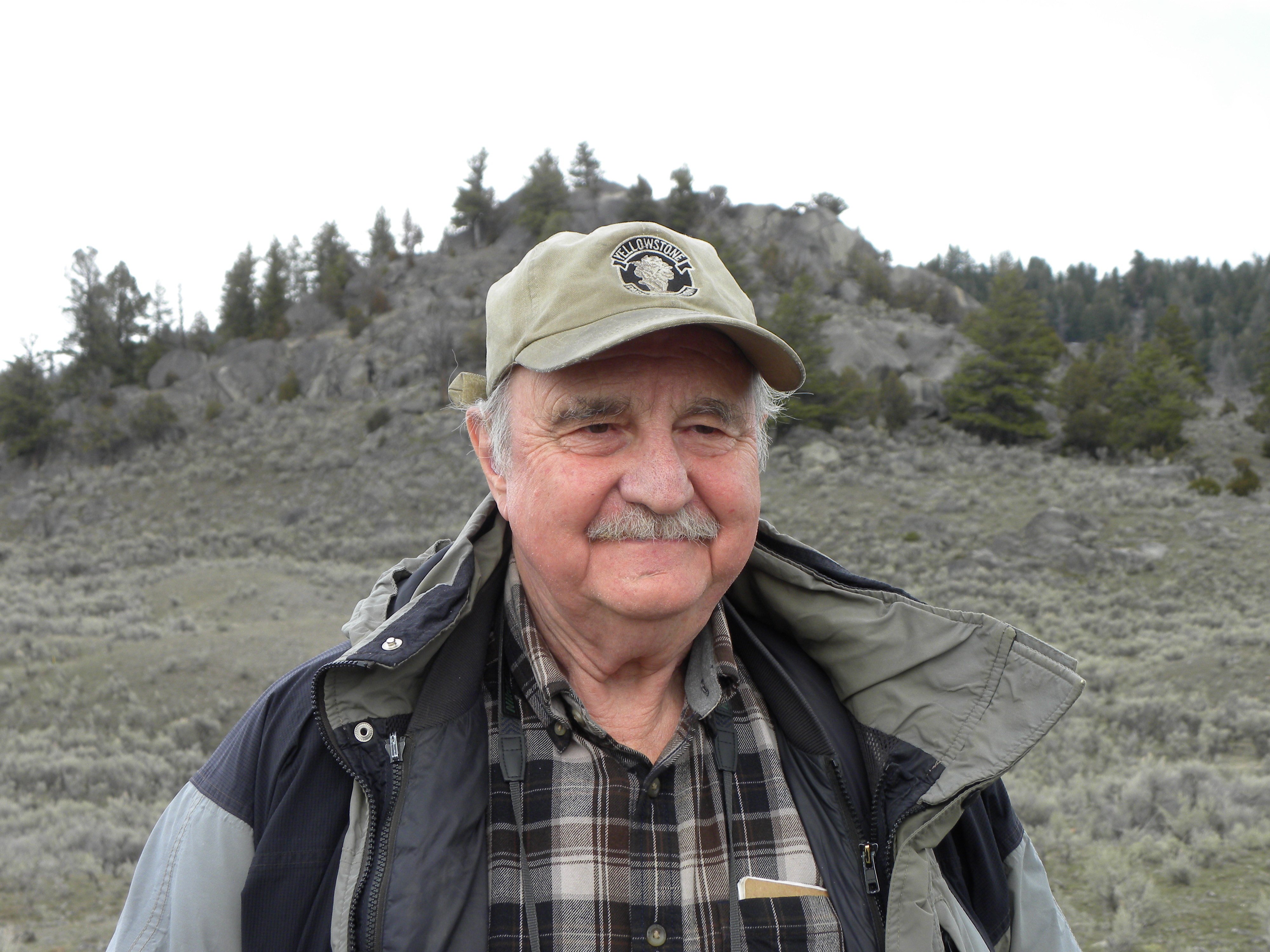
L. David Mech (* 1937)

- Mechaal, Adel (* 1990), spanischer Leichtathlet
- Mechaal, Emine Hatun (* 1995), türkische Mittel- und Langstreckenläuferin
- Méchain, Pierre (1744–1804), französischer Astronom und Geograph
- Méchali, François (* 1950), französischer Musiker
- Méchali, Jean-Louis (* 1947), französischer Jazzmusiker (Schlagwerk, Komposition) und Musikproduzent
- Méchaly, Nathaniel (* 1972), französischer Filmkomponist
- Mecham, Evan (1924–2008), US-amerikanischer Politiker
- Mechanic, David (* 1936), US-amerikanischer Gesundheitswissenschaftler
- Mechanic, William M. (* 1950), US-amerikanischer Filmproduzent und Filmprofessor
- Mechanicus, Philip (1889–1944), niederländischer Journalist
- Mechanik, Alex (* 1986), US-amerikanischer Kurzfilmregisseur und -produzent sowie Drehbuchautor
- Mechanik, Israil (1909–1989), sowjetischer Gewichtheber
- Mechau, Emil (1882–1945), deutscher Feinmechaniker, Entwickler des Filmprojektors
- Mechau, Jacob Wilhelm (1745–1808), deutscher Maler, Zeichner und Radierer
- Mechdijew, Alexander Alexandrowitsch (* 1984), russischer Badmintonspieler
- Mecheels, Jürgen (1928–2006), deutscher Chemiker
- Mecheels, Otto (1894–1979), deutscher Chemiker und Hochschullehrer
- Mecheels, Stefan (* 1960), deutscher Wissenschaftler und Institutsleiter
- Mechel, Andreas (* 1991), deutscher Eishockeytorwart
- Mechel, Christian von (1737–1817), Schweizer Kupferstecher
- Mechel, Michael (1944–2014), deutscher Schauspieler
- Mechele, Brandon (* 1993), belgischer Fußballspieler
- Mechelen, Maria (1903–1991), deutsche Benediktineroblatin und Sozialarbeiterin
- Mechels, Udo (* 1976), belgischer Popsänger
- Mechem, Edwin L. (1912–2002), US-amerikanischer Politiker (Republikanische Partei), Gouverneur von New Mexico, Senator für New Mexico
- Mechem, Kirke (* 1925), US-amerikanischer Komponist
- Mechem, Merritt C. (1870–1946), US-amerikanischer Politiker
- Mechenbier, Jörkk (* 1977), deutscher Musiker und AutorJörkk Mechenbier (* 1977)

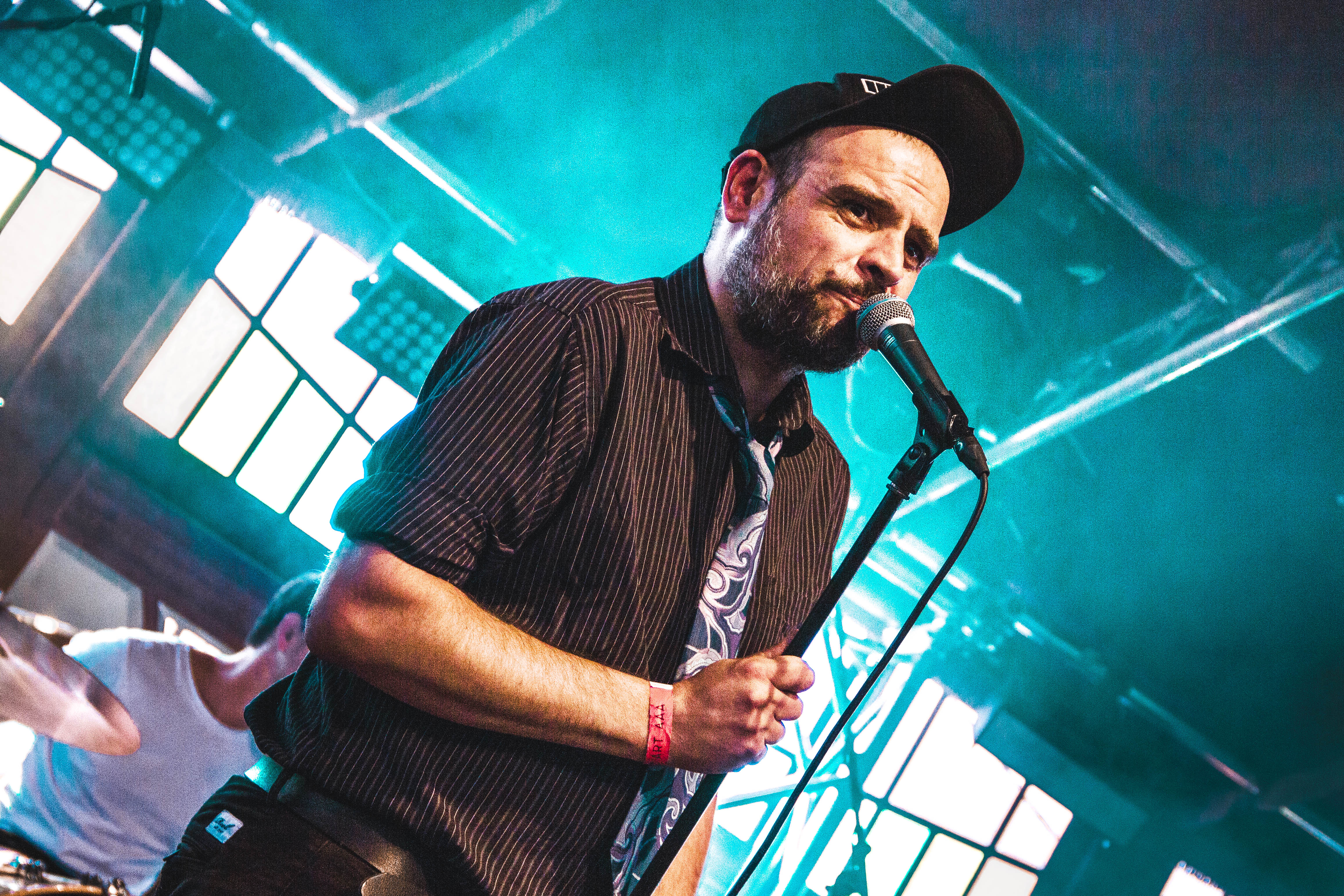
Jörkk Mechenbier (* 1977)

- Mecheril, Paul (* 1962), deutscher Bildungswissenschaftler
- Mechetti, Pietro (1777–1850), italienisch-österreichischer Musikverleger
- Mechichi, Hichem (* 1974), tunesischer Politiker
- Méchin, Alexandre (1772–1849), französischer Politiker und Staatsrat sowie Präfekt in mehreren Départements
- Mechitar von Sebasteia (1676–1749), armenisch-apostolischer Geistlicher
- Mechkat, Farhad (* 1937), iranischer Dirigent
- Mechle-Grosmann, Hedwig (1857–1928), deutsch-ungarische Genremalerin
- Mechlen, Paul (1888–1961), deutscher Maler und Innenraumgestalter
- Mechlenburg, Karl Marstrand (1876–1957), deutscher Diplomat
- Mechlenburg, Lorenz Friedrich (1799–1875), dänischer evangelisch-lutherischer Pastor und nordfriesischer Dichter und Sprachforscher
- Mechler, Anna (* 1985), deutsche Chemikerin
- Mechler, Maximilian (* 1984), deutscher Skispringer
- Mechler, Pia (* 1983), deutsche Schauspielerin
- Mechler, Thierry (* 1962), französischer Komponist und Organist
- Mechler, Walter (* 1917), deutscher Politiker (LDPD), MdV
- Mechler, Wolf-Dieter (* 1953), deutscher Historiker und Autor
- Mechling, Heiner (1892–1976), deutscher Fußballspieler
- Mechling, Heinz (* 1945), deutscher Sportwissenschaftler, Hochschullehrer
- Mechlis, Lew Sacharowitsch (1889–1953), sowjetischer PolitikerLew Sacharowitsch Mechlis (1889–1953)

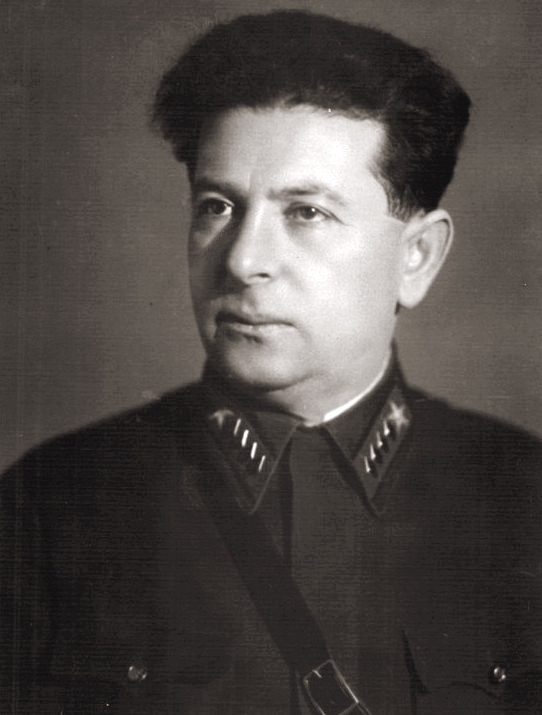
Lew Sacharowitsch Mechlis (1889–1953)

- Mechlovits, Zoltán (1891–1951), ungarischer Tischtennis-Weltmeister
- Mechlowicz, Scott (* 1981), US-amerikanischer Schauspieler
- Mechmedow, Jussein (1924–2014), bulgarischer Ringer
- Mechner, Jordan (* 1964), US-amerikanischer Spieleentwickler
- Mechnig, Elfriede (1901–1986), deutsche Literaturagentin, Übersetzerin und Privatsekretärin von Erich Kästner
- Mechnig, Hans (1929–2016), deutscher Fußballspieler
- Mechnig, Lara (* 2000), liechtensteinische Synchronschwimmerin
- Mechonzew, Jegor Leonidowitsch (* 1984), russischer Boxer
- Mechoso, Julio Oscar (1955–2017), US-amerikanischer SchauspielerJulio Oscar Mechoso (1955–2017)

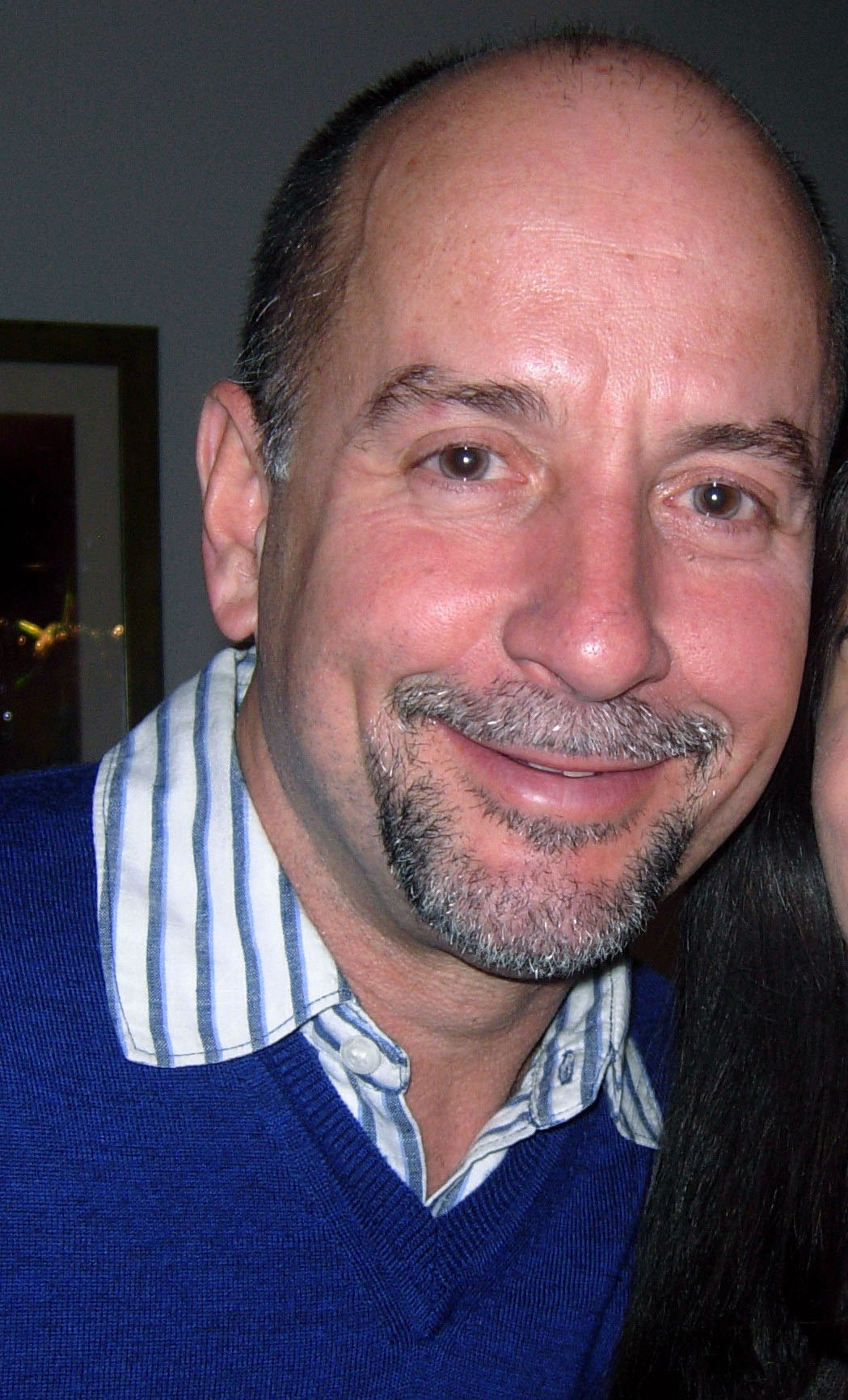
Julio Oscar Mechoso (1955–2017)

- Mechoulam, Raphael (1930–2023), israelischer Chemiker und Hochschullehrer
- Mechov, Wilhelm (1654–1712), deutscher Mediziner und Bergmedikus, Korrespondent mit Gottfried Wilhelm Leibniz
- Mechow, Dietrich (1925–2015), deutscher Schauspieler und Synchronsprecher
- Mechow, Friedrich Wilhelm Alexander von (1831–1904), preußischer Major, Sammler und Afrikaforscher
- Mechow, Heinz (1922–2008), deutscher Politiker (SPD), MdL
- Mechow, Karl Benno von (1897–1960), deutscher Autor
- Mechsner, Franz (* 1953), deutscher Humanbiologe und Schriftsteller
- Mechsner, Sylvia (* 1972), deutsche Gynäkologin und Hochschullehrerin
- Mechtcherine, Viktor (* 1964), russisch-deutscher Bauingenieur und Hochschullehrer
- Mechtel, Angelika (1943–2000), deutsche Schriftstellerin
- Mechtel, Hartmut (* 1949), deutscher Schriftsteller
- Mechtenberg, Lydia (* 1976), deutsche Volkswirtin
- Mechtenberg, Theo (* 1928), deutscher katholischer Theologe, Dozent, Publizist, Germanist, Übersetzer
- Mechtersheimer, Alfred (1939–2018), deutscher Friedensforscher, Politikwissenschaftler und Politiker (parteilos), MdB
- Mechthild I. von Wohldenberg († 1223), Äbtissin des Stifts Gandersheim (1196–1223)
- Mechthild II. von Anhalt (1392–1463), Äbtissin
- Mechthild II. von Wohldenberg († 1316), Äbtissin vom Stift Gandersheim
- Mechthild von Andechs († 1254), Benediktinerinnenäbtissin
- Mechthild von Baden, deutsche Gräfin von Württemberg
- Mechthild von Bayern (1532–1565), Markgräfin von Baden
- Mechthild von Bienburg, Äbtissin des Damenstifts Buchau
- Mechthild von dem Berge († 1383), Äbtissin im Stift Freckenhorst
- Mechthild von Gießen, Gräfin von Gießen, Gattin des Pfalzgrafen von Tübingen Rudolf I.
- Mechthild von Hackeborn (1241–1299), christliche MystikerinMechthild von Hackeborn (1241–1299)

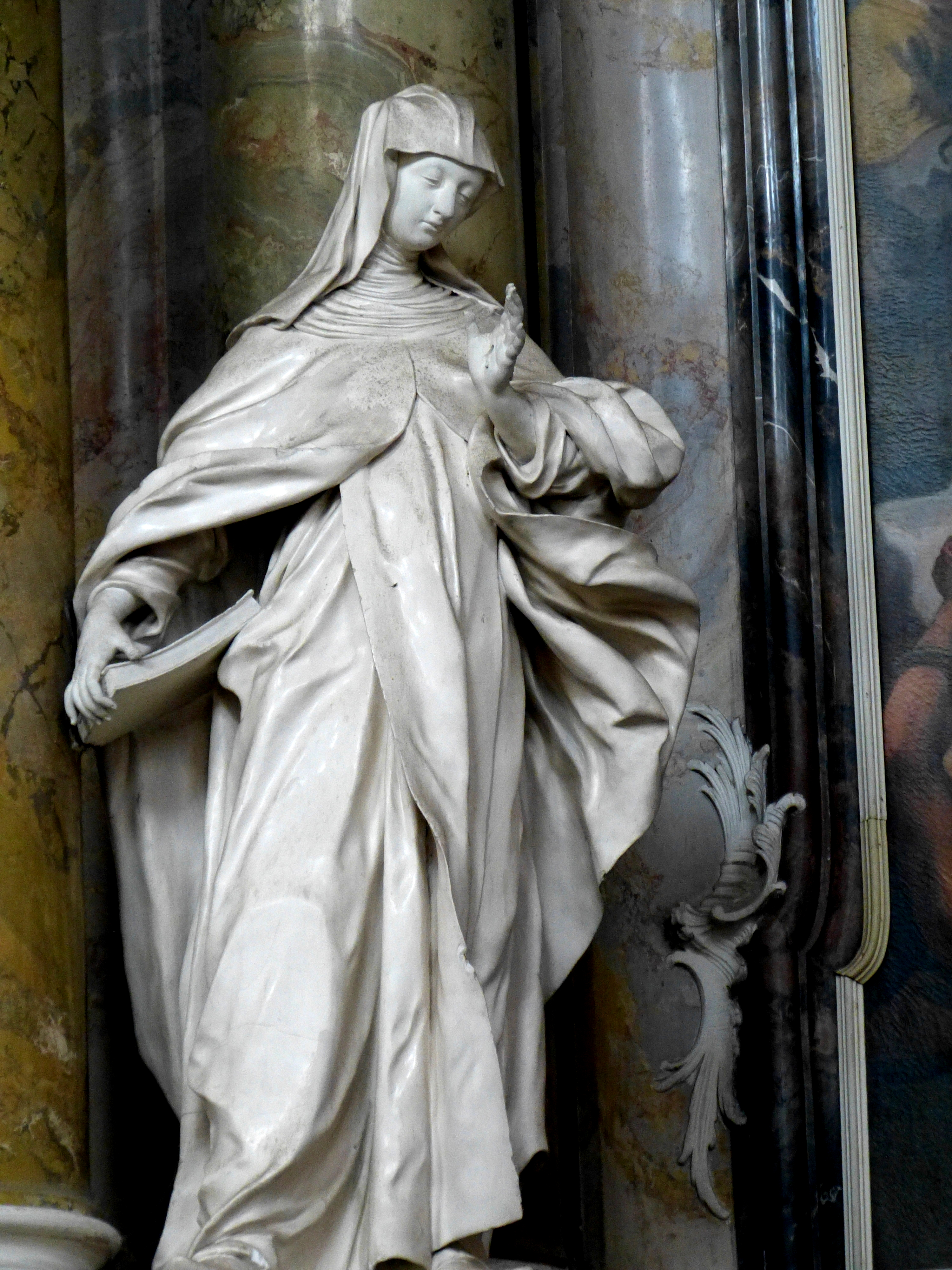
Mechthild von Hackeborn (1241–1299)

- Mechthild von Hessen (1473–1505), deutsche Herzogin von Kleve
- Mechthild von Holstein († 1288), Königin von Dänemark (1250–1252)
- Mechthild von Holte († 1304), Adelige
- Mechthild von Kleve († 1309), Landgräfin von Hessen
- Mechthild von Magdeburg († 1282), deutsche Mystikerin des MittelaltersMechthild von Magdeburg († 1282)

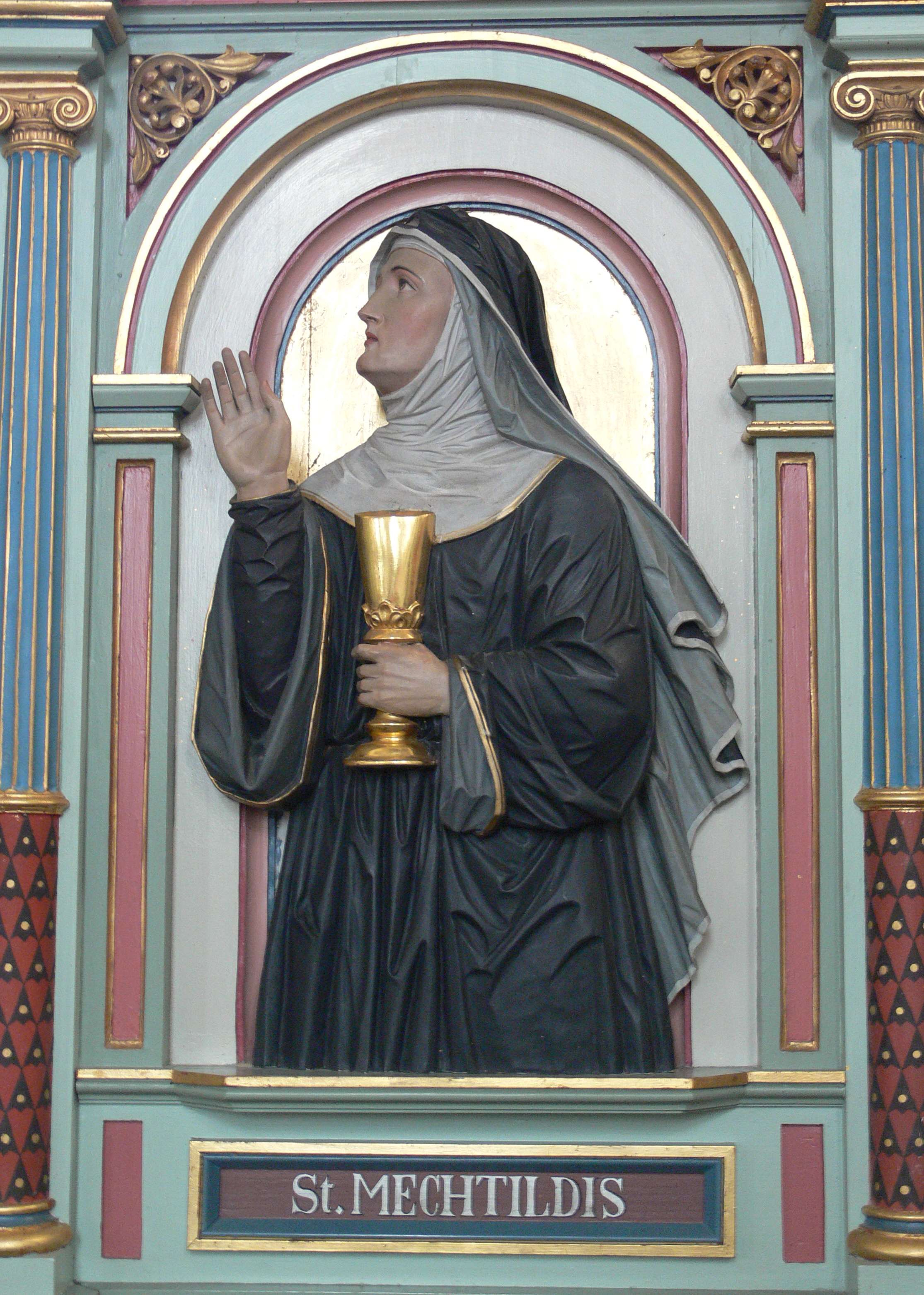
Mechthild von Magdeburg († 1282)

- Mechthild von Nassau († 1323), Prinzessin von Nassau, Herzogin von Oberbayern und Pfalzgräfin bei Rhein
- Mechthild von Sayn, Gräfin von Sayn
- Mechtild von Dießen († 1160), Augustiner-Chorfrau und Äbtissin von Edelstetten
- Mechtild von Geldern († 1384), deutsche Adlige
- Mechtild von Isenburg († 1303), Äbtissin im Stift Nottuln (1278 bis 1303)
- Mechtild von Seedorf, Klostergründerin und Nonne
- Mechtild von Wunnenberg († 1268), Fürstäbtissin des Fraumünsterklosters in Zürich
- Mechtildis von Bongard, Äbtissin der Reichsabtei Burtscheid
- Mechtler, Peter (* 1950), österreichischer Komponist und Entwickler von Hard- und Software digitaler Musik
- Měchura, Leopold Eugen (1804–1870), böhmischer Komponist
- Měchurová, Terezie (1807–1860), Ehefrau von František Palacký
- Mechwart, András (1834–1907), deutscher Maschinenbauingenieur und Unternehmer in Ungarn
- Mécia Lópes de Haro, leonesische Adlige und Königin von Portugal
- Mečiar, Vladimír (* 1942), slowakischer Politiker, Jurist und Amateurboxer
- Mečíř, Miloslav (* 1964), slowakischer TennisspielerMiloslav Mečíř (* 1964)

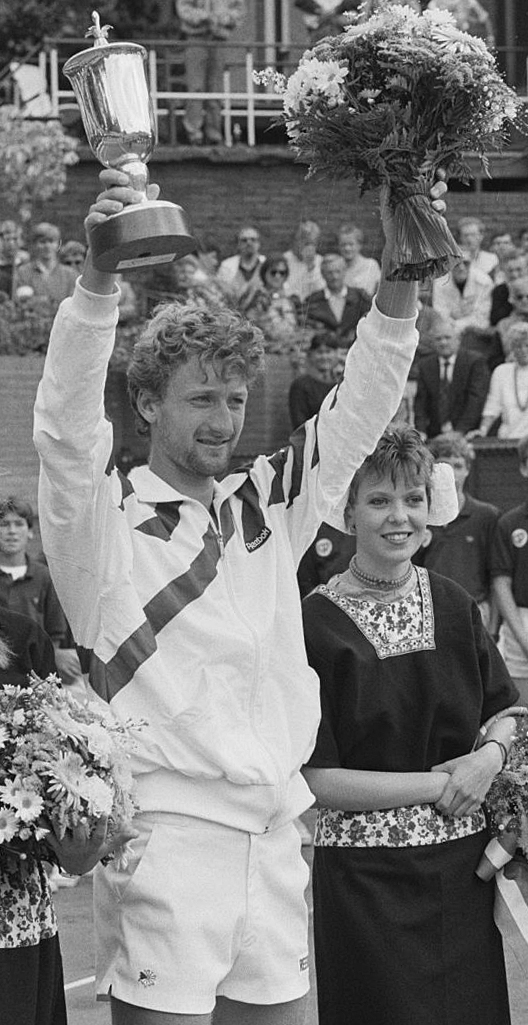
Miloslav Mečíř (* 1964)

- Mečíř, Miloslav, junior (* 1988), slowakischer Tennisspieler
- Mėčius, Stasys (* 1955), litauischer Strongman und Schwerathletik-Trainer
- Meck (* 1981), englischer DJ und Musikproduzent
- Meck, Andreas (1959–2019), deutscher Architekt, Stadtplaner und Hochschullehrer
- Meck, Barbara (* 1945), deutsche Schriftstellerin
- Meck, Georg (* 1967), deutscher Wirtschaftsjournalist und Buchautor
- Meck, Jakob, deutscher Radrennfahrer
- Meck, Joseph († 1758), deutscher Kapellmeister, Komponist und Geigenvirtuose des Fürstbischofs von Eichstätt
- Meck, Leonhard (1787–1861), Schauspieler
- Meck, Nadeschda Filaretowna von (1831–1894), russische Mäzenin
- Meck, Nikolai Karlowitsch von (1863–1929), russischer Eisenbahnunternehmer und Mäzen
- Meck, Sabina, polnische Jazzmusikerin (Gesang, Komposition)
- Meck, Sabine (* 1955), deutsche Sozialwissenschaftlerin
- Mečkarovski, Dimitar (* 1975), nordmazedonischer Fußballschiedsrichter
- Meckauer, Lotte (1894–1971), deutsche Schriftstellerin
- Meckauer, Walter (1889–1966), deutscher Schriftsteller
- Meckbach, Eva (* 1981), deutsche Schauspielerin, Hörspiel- und HörbuchsprecherinEva Meckbach (* 1981)

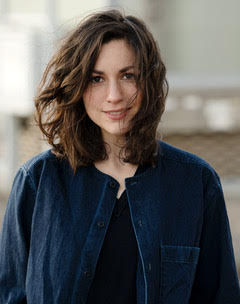
Eva Meckbach (* 1981)

- Meckbach, Johann († 1592), hessischer Verwaltungsbeamter
- Meckbach, Johannes (1495–1555), deutscher Mediziner
- Meckbach, Wilhelm Rudolf (1543–1603), Jurist, hessischer, sächsischer und brandenburgischer Verwaltungsbeamter
- Mecke, Christian (* 1966), deutscher Jurist, Richter am Bundessozialgericht
- Mecke, Dieter (1933–2013), deutscher Biochemiker und Chemiker
- Mecke, Fred (* 1960), deutscher Fußballspieler
- Mecke, Hanna (1857–1926), deutsche Kindergärtnerin und Fröbelpädagogin
- Mecke, Hans (* 1936), deutscher Fußballspieler
- Mecke, Helmut (* 1945), deutscher Herausgeber, Drucker und Verleger
- Mecke, Jochen (* 1956), deutscher Romanist und Literaturwissenschaftler
- Mecke, Joseph (1938–2014), deutscher Mathematiker und Hochschullehrer
- Mecke, Karl-Conrad (1894–1982), deutscher Marineoffizier, zuletzt Kapitän zur See der Kriegsmarine
- Mecke, Reinhard (1895–1969), deutscher Physiker
- Mecke, Willi (1918–1991), deutscher Fußballspieler
- Meckel von Hemsbach, Adolf (1856–1893), deutscher Maler
- Meckel von Hemsbach, Heinrich (1821–1856), deutscher Mediziner
- Meckel, Albrecht (1790–1829), deutscher Anatom und Gerichtsmediziner
- Meckel, Carl Anton (1875–1938), deutscher Architekt
- Meckel, Caspar Wilhelm (1790–1852), deutscher Kaufmann, Unternehmer und Handelskammerpräsident in Elberfeld
- Meckel, Christoph (1935–2020), deutscher Schriftsteller und GraphikerChristoph Meckel (1935–2020)

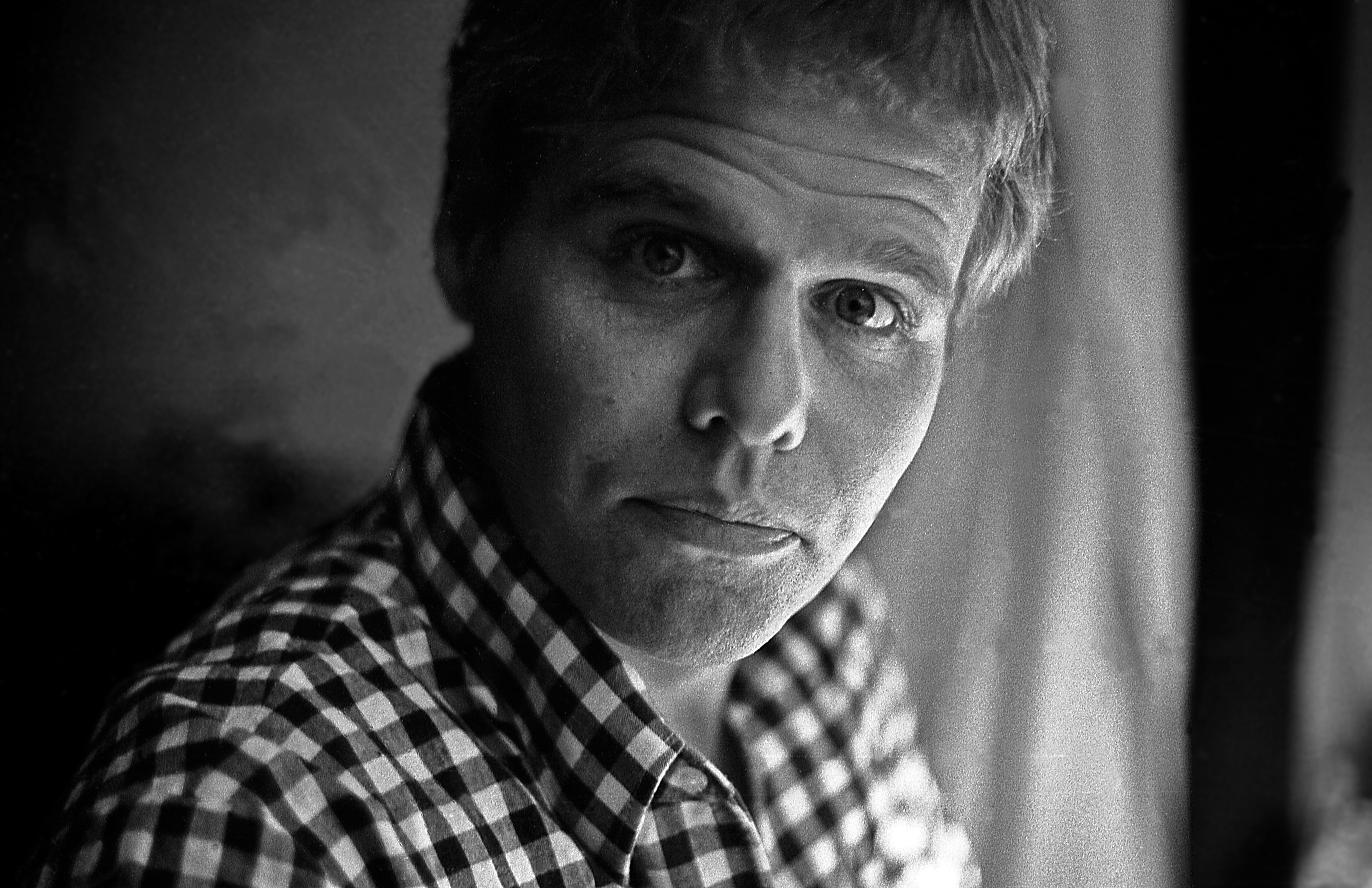
Christoph Meckel (1935–2020)

- Meckel, Eberhard (1907–1969), deutscher Schriftsteller und Graphiker
- Meckel, Erich (1919–1981), deutscher Politiker (SPD), MdL
- Meckel, Ernst-Eugen (1911–1977), deutscher evangelischer Pfarrer und Kirchenfunktionär
- Meckel, Hans (1910–1995), deutscher Seeoffizier, zuletzt Kapitän zur See der Bundesmarine
- Meckel, Jacob (1842–1906), preußischer Generalmajor, Militärberater der japanischen Armee
- Meckel, Johann Friedrich (1724–1774), deutscher Mediziner
- Meckel, Johann Friedrich der Jüngere (1781–1833), deutscher Anatom und Begründer der Teratologie
- Meckel, Johann Ludwig (1813–1898), deutscher Kupferschmied und Abgeordneter
- Meckel, Josef Johann (* 1845), deutscher Lehrer und Abgeordneter
- Meckel, Lena (* 1992), deutsche Schauspielerin
- Meckel, Markus (* 1952), deutscher Politiker (SDP, SPD), MdV und DDR-Außenminister
- Meckel, Max (1847–1910), deutscher Architekt
- Meckel, Miriam (* 1967), deutsche KommunikationswissenschaftlerinMiriam Meckel (* 1967)

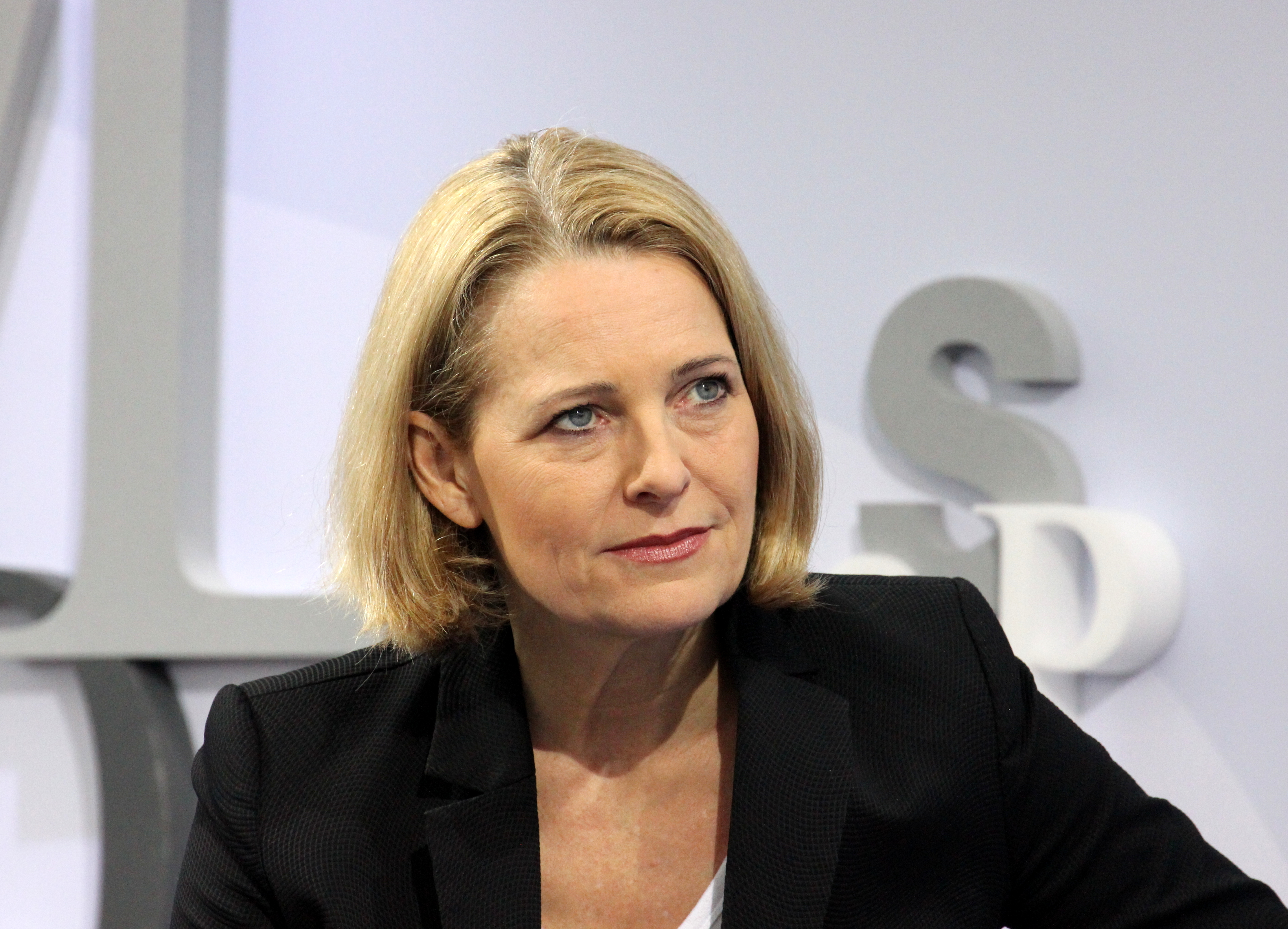
Miriam Meckel (* 1967)

- Meckel, Philipp Friedrich Theodor (1755–1803), deutscher Mediziner
- Meckel, Rudolf (1910–1975), sudetendeutscher Politiker (NSDAP), MdR
- Meckel, Thomas (* 1981), deutscher Theologe
- Meckelburg, Ernst (1927–2008), deutscher Autor
- Meckelburg, Friedrich Adolf (1809–1881), deutscher Archivar
- Meckelburg, Wolfgang (* 1949), deutscher Politiker (CDU)
- Meckelein, Wolfgang (1919–1988), deutscher Geograph und Politiker
- Meckelnborg, Christina (* 1956), deutsche Klassische Philologin
- Meckenem, Israhel van der Ältere, niederrheinischer Kupferstecher und Goldschmied
- Meckenem, Israhel van der Jüngere († 1503), deutscher Kupferstecher
- Meckenstock, Günter (1948–2020), deutscher evangelischer Theologe und Hochschullehrer
- Meckenstock, Manes (* 1961), deutscher Komiker und Moderator
- Meckes, Ingo (* 1976), deutscher Handballspieler und Sportfunktionär
- Mecking, Henrique da Costa (* 1952), brasilianischer Schachmeister und Geistlicher
- Mecking, Ludwig (1879–1952), deutscher Geograph und Meteorologe
- Mecking, Sabine (* 1967), deutsche Historikerin
- Mecking, Stefan (* 1966), deutscher Chemiker und Hochschullehrer
- Meckl, Jürgen, deutscher Volkswirtschaftler und Hochschullehrer
- Mecklenburg, Adolf Friedrich zu (1873–1969), deutscher Afrikareisender, Kolonialpolitiker und Präsident des Deutschen Olympischen KomiteesAdolf Friedrich zu Mecklenburg (1873–1969)

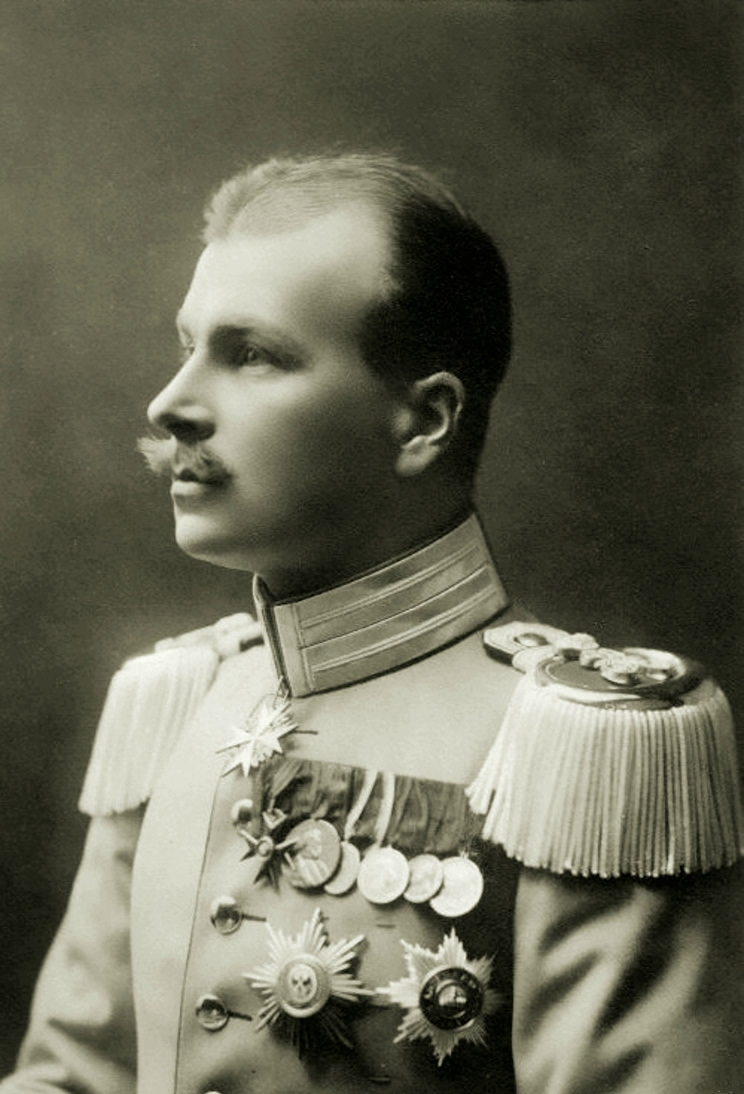
Adolf Friedrich zu Mecklenburg (1873–1969)

- Mecklenburg, Diederich von (1833–1893), mecklenburgischer Rittergutsbesitzer, Hofbeamter und Verwaltungsbeamter
- Mecklenburg, Ernst (* 1927), deutscher DBD-Funktionär, MdV
- Mecklenburg, Friedrich Ludwig von (1821–1884), preußischer Oberst
- Mecklenburg, Henri von (* 1976), deutscher Schauspieler und Sprecher
- Mecklenburg, Jens (* 1960), deutscher Autor
- Mecklenburg, Karl (* 1960), US-amerikanischer Footballspieler und Footballtrainer
- Mecklenburg, Karl Friedrich von (1784–1854), deutscher Offizier, Spekulant und Kunstsammler
- Mecklenburg, Ludwig (1820–1882), deutscher Landschafts- und Vedutenmaler, Lithograf und Grafiker
- Mecklenburg, Norbert (* 1943), deutscher Germanist
- Mecklenburg, Rico (* 1949), deutscher Politiker (SPD)
- Meckler, David (* 1987), US-amerikanischer Eishockeyspieler
- Meckler, Otto (1892–1944), deutscher römisch-katholischer Geistlicher und Märtyrer
- Mecklinger, Axel (* 1961), deutscher Neuropsychologe
- Mecklinger, Ludwig (1919–1994), deutscher Politiker (SED), MdV, Minister für Gesundheitswesen der DDRLudwig Mecklinger (1919–1994)

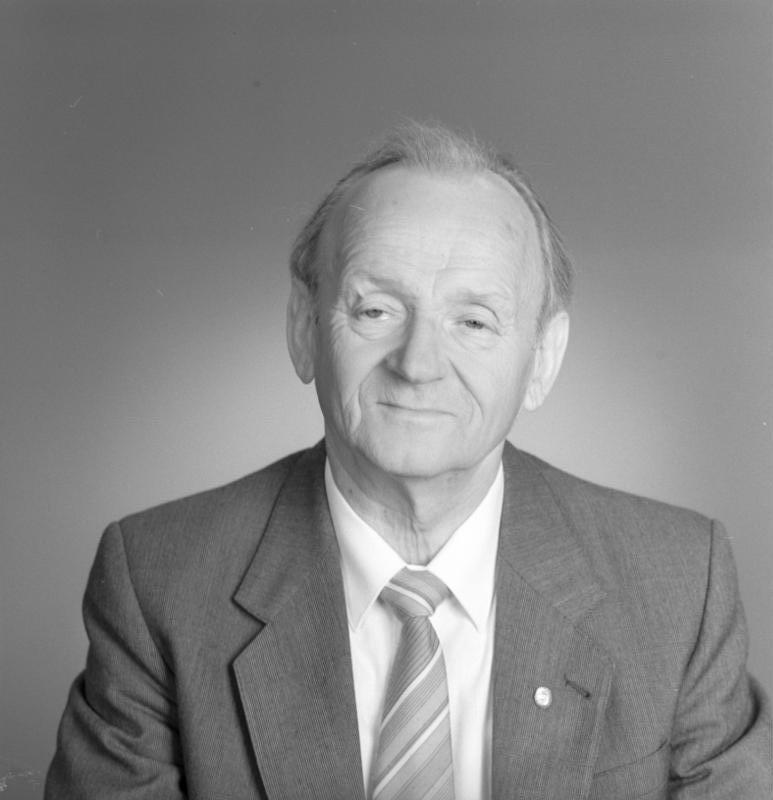
Ludwig Mecklinger (1919–1994)

- Meckseper, Cord (* 1934), deutscher Bauforscher und Architekturhistoriker
- Meckseper, Friedrich (1936–2019), deutscher Maler, Grafiker, Zeichner und Konstrukteur
- Meckseper, Josephine (* 1964), deutsche Künstlerin, die in New York lebt und arbeitet
- Meckseper, Philip, deutscher Komponist, Liedtexter und Musikproduzent
- Meco (1939–2023), US-amerikanischer Musikproduzent und Musiker
- Meco, Vincenzo (* 1940), italienischer Radrennfahrer
- Mecour, Susanne (1738–1784), Theaterschauspielerin
- Mécs, Mónika (* 1967), ungarische Filmproduzentin
- Mecséry de Tsoór, Karl (1804–1885), österreichischer Beamter und Statthalter
- Mecséry de Tsoor, Karl Johann (1770–1832), k. k. Feldmarschall-Lieutenant und Ritter des Maria-Theresia-Ordens
- Mecum, Anton (1857–1925), Oberbürgermeister von Gießen
- Mecys, Aliute (1943–2013), deutsche Künstlerin
- Meczele, Thomas (* 1980), deutscher Schauspieler
- Meczulat, Ulrich (* 1976), deutscher Kurzfilmregisseur, Drehbuchautor und Produzent

### Med

#### Meda
- Meda, Alberto (* 1945), italienischer Industriedesigner
- Méda, Didier (1963–1999), französischer Freestyle-Skisportler
- Medaiskis, Teodoras (* 1951), litauischer Ökonom und Politiker
- Medak, Peter (* 1937), ungarischer Filmregisseur
- Medakin, Alexander Georgijewitsch (1937–1993), russischer Fußballspieler
- Medal, Mark (* 1957), US-amerikanischer Boxer
- Medalen, Linda (* 1965), norwegische Fußballspielerin
- Medali, Doron (* 1977), israelischer Musiker
- Medalinskas, Alvydas (* 1963), litauischer Politiker und Journalist
- Medalla, David (1942–2020), philippinischer Künstler
- Medamus, antiker Toreut und Silberschmied
- Medan, Sava (* 1964), serbischer Jazzmusiker (Kontrabass)
- Medany, Aya (* 1988), ägyptische Pentathletin
- Medany, Marawan (* 2000), bahrainischer Diskuswerfer
- Medar, Vladimir (1923–1978), jugoslawischer Schauspieler
- Médard, Louis (1768–1841), französischer Tuchhändler und Bibliophiler
- Médard, Muriel (* 1968), französisch-amerikanische Informatikerin und Hochschullehrerin
- Médard, Philippe (1959–2017), französischer Handballspieler
- Medardus von Noyon, Bischof von Vermandois, dann von Noyon und später von Tournai, HeiligerMedardus von Noyon

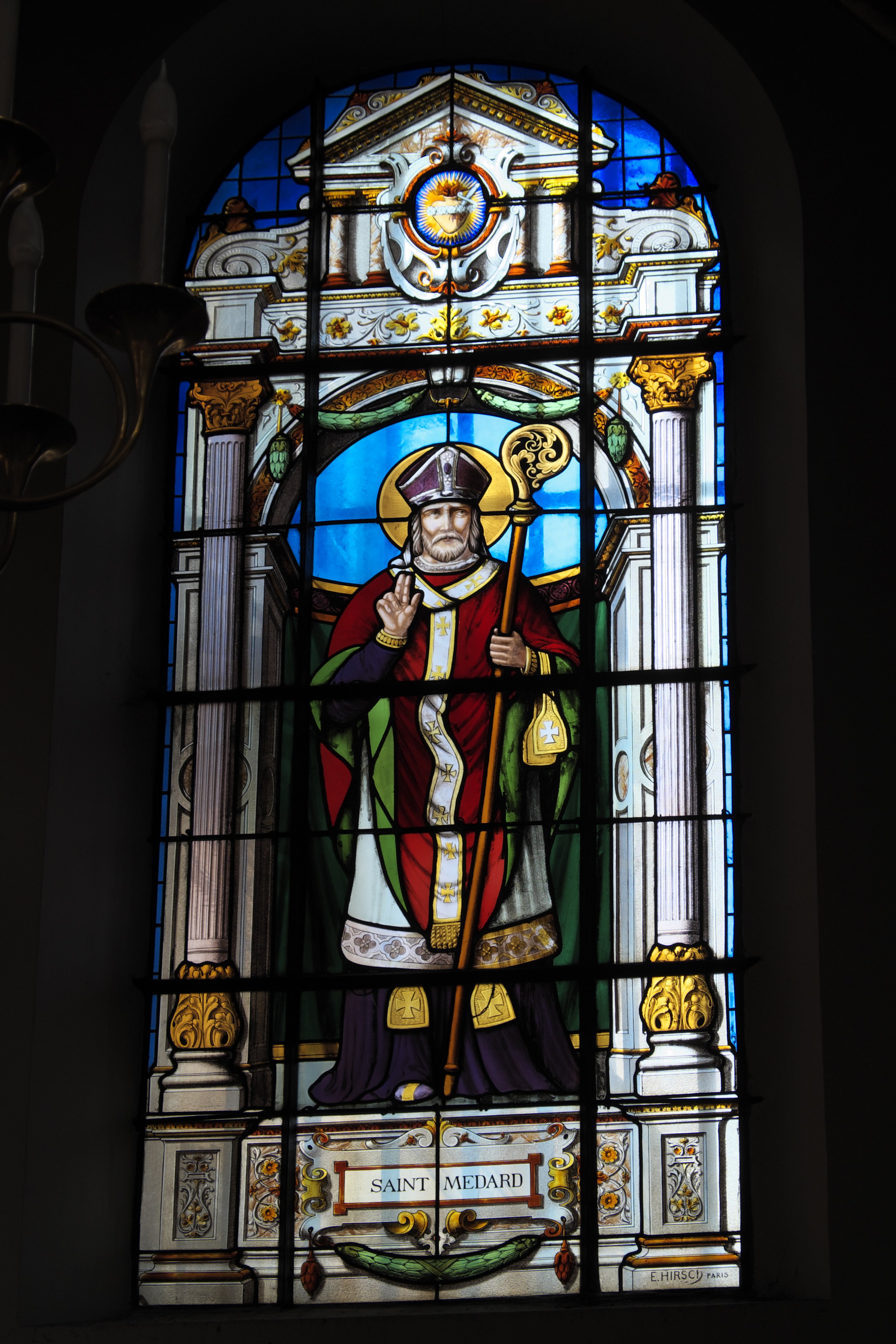
Medardus von Noyon

- Medarious, Henry (* 1998), ghanaischer Fußballspieler
- Medaris, John Bruce (1902–1990), US-amerikanischer Offizier, Leiter der Army Ballistic Missile Agency
- Medary, Samuel (1801–1864), US-amerikanischer Politiker
- Medati, Paul (1944–2008), englischer Snooker- und Poolbillardspieler
- Medau, Carl Wilhelm (1791–1866), deutscher Lithograf, Drucker und Verleger
- Medau, Hinrich (1890–1974), deutscher Gymnastikpädagoge
- Medavoy, Mike (* 1941), US-amerikanischer Filmproduzent und Mitbegründer von Orion Pictures
- Medawar, Peter (1915–1987), englischer Anatom
- Medawar, Pierre Kamel (1887–1985), israelischer Bischof

#### Medc
- Medcalf, Francis Henry (1803–1880), Bürgermeister von Toronto

#### Medd
- Medd, Mary (1907–2005), britische Architektin
- Medde, Isaure (* 2000), französische Mountainbikerin
- Meddeb, Abdelwahab (1946–2014), tunesisch-französischer Autor und muslimischer Islamkritiker
- Meddeb, Hind (* 1978), französische Filmregisseurin und Journalistin
- Meddi, Roberto (* 1953), italienischer Kameramann und Regisseur
- Meddings, Danny (* 1968), englischer Squashspieler
- Meddings, Derek (1931–1995), britischer Spezialist für Spezialeffekte und Modelle
- Meddings, Edgar (1923–2020), britischer Bobfahrer
- Meddour, Mounia (* 1978), algerisch-französische Filmregisseurin

#### Mede
- Mede, Joseph (1586–1638), englischer Gelehrter (Philologe, Historiker) und Theologe
- Mede, Petra (* 1970), schwedische Komikerin, Moderatorin und SchauspielerinPetra Mede (* 1970)

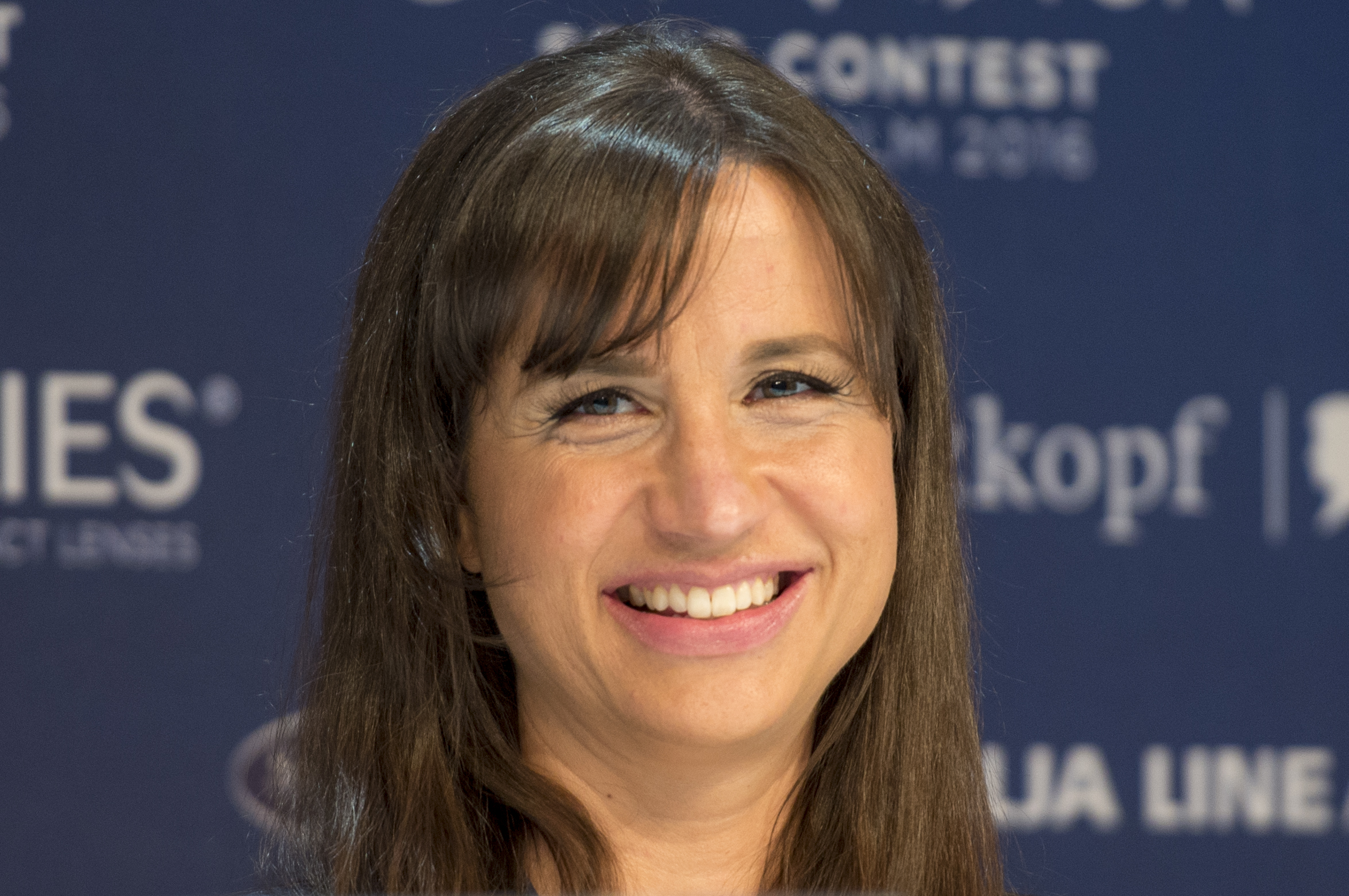
Petra Mede (* 1970)

- Medebajew, Sowetbek (* 1965), kasachischer Kommunalpolitiker, Bürgermeister der Stadt Sätbajew
- Médecin, Jacques (1928–1998), französischer Kommunalpolitiker
- Médecin, Jean (1890–1965), französischer Politiker, Mitglied der Nationalversammlung
- Medefindt, Gisela (* 1957), deutsche Ruderin
- Medego, Ahmed Evariste (* 1982), tschadischer Fußballspieler
- Medeiros Delgado, José de (1905–1988), brasilianischer Geistlicher, Erzbischof von Fortaleza
- Medeiros Leite, José de (1898–1977), brasilianischer Geistlicher, römisch-katholischer Bischof von Oliveira
- Medeiros Silva, João Justino de (* 1966), brasilianischer Geistlicher, römisch-katholischer Erzbischof von Goiânia
- Medeiros, Anacleto de (1866–1907), brasilianischer Musiker und Komponist
- Medeiros, Antonio Cachapuz de (1952–2016), brasilianischer Jurist, Richter am Internationalen Seegerichtshof
- Medeiros, António Joaquim de (1846–1897), portugiesischer Geistlicher, römisch-katholischer Bischof von Macau
- Medeiros, Carlos Alberto (* 1942), portugiesischer Geograph
- Medeiros, Dirceu de Oliveira (* 1973), brasilianischer Geistlicher, römisch-katholischer Bischof von Camaçari
- Medeiros, Elli (* 1956), uruguayische Schauspielerin
- Medeiros, Etiene (* 1991), brasilianische Schwimmsportlerin
- Medeiros, Glenn (* 1970), US-amerikanischer Sänger
- Medeiros, Humberto Sousa (1915–1983), US-amerikanischer Geistlicher, Kardinal der römisch-katholischen Kirche
- Medeiros, Inês de (* 1968), portugiesische Schauspielerin und Politikerin
- Medeiros, Iuri (* 1994), portugiesischer Fußballspieler
- Medeiros, José Artur Denot (* 1943), brasilianischer Diplomat
- Medeiros, Keely (* 1987), brasilianische Kugelstoßerin
- Medeiros, Lionel (* 1977), portugiesischer Fußballspieler
- Medeiros, Maria de (* 1965), portugiesische Schauspielerin, Sängerin, Regisseurin und DrehbuchautorinMaria de Medeiros (* 1965)

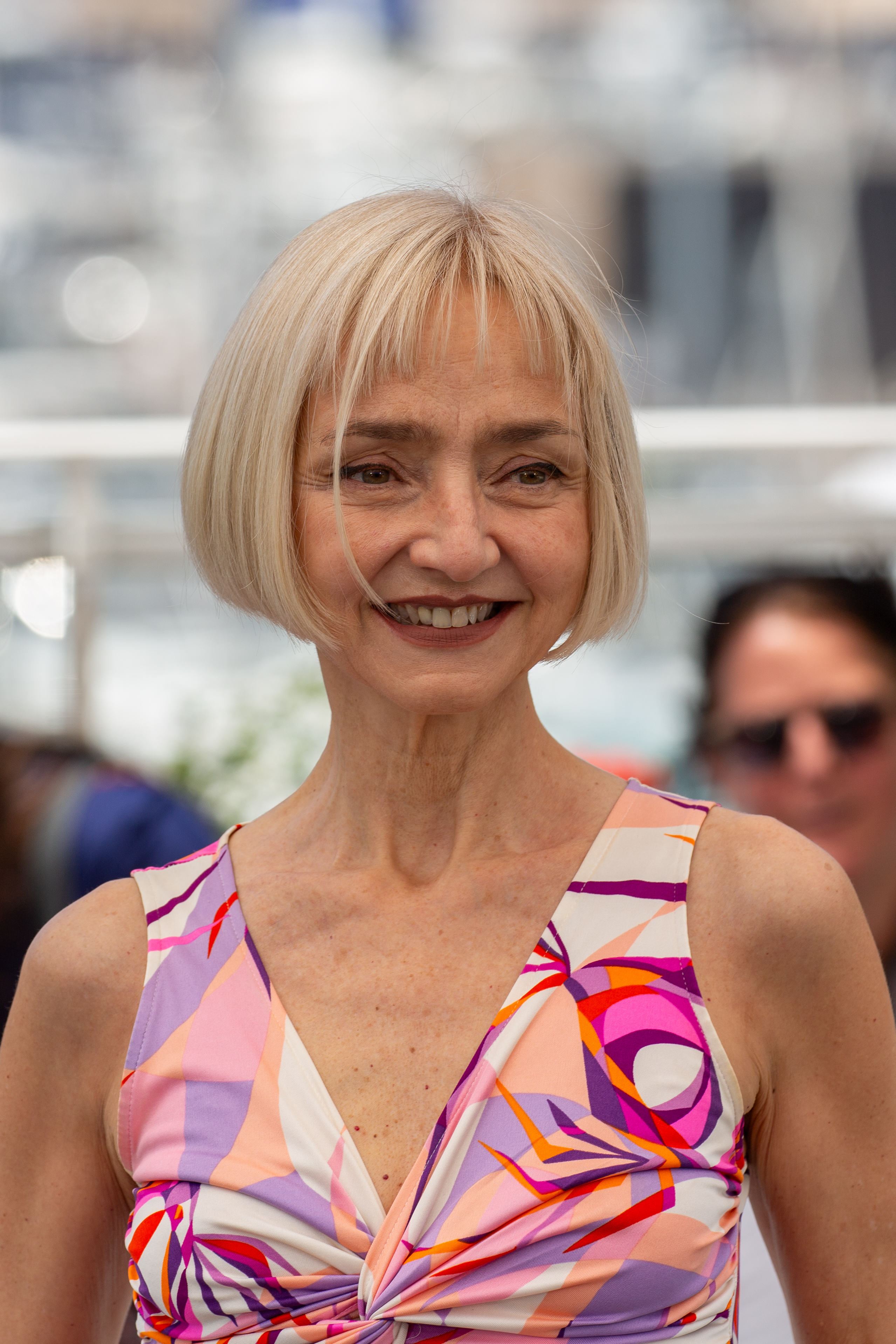
Maria de Medeiros (* 1965)

- Medeiros, Rafael (* 1990), brasilianischer Rollstuhltennisspieler
- Medeiros, Stéphane de (* 1972), französischer Künstler
- Medeiros, Tarciana (* 1978), afrobrasilianische Ökonomin
- Medeiros, Xinaik (* 1974), brasilianischer Kommunalpolitiker
- Medek von Müglitz, Martin (1538–1590), Erzbischof von Prag
- Medek, Ivan (1925–2010), tschechischer Musiktheoretiker, Musikkritiker, Radiomoderator und Journalist
- Medek, Ivo (* 1956), tschechischer Komponist und Musikpädagoge
- Medek, Mikuláš (1926–1974), tschechischer Maler
- Medek, Monika (* 1979), österreichische Opern- und Konzertsängerin mit der Stimmlage Sopran
- Medek, Rudolf (1890–1940), tschechischer Schriftsteller und Offizier
- Medek, Tilo (1940–2006), deutscher Komponist und Musikverleger
- Medel Pérez, José Trinidad (1928–2017), mexikanischer Geistlicher, römisch-katholischer Erzbischof von Durango
- Medel, Elena (* 1985), spanische Dichterin, Romanautorin, Literaturkritikerin und Verlegerin
- Medel, Gary (* 1987), chilenischer FußballspielerGary Medel (* 1987)

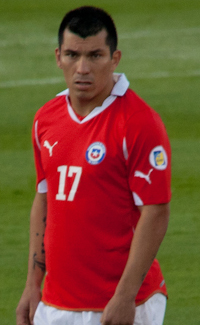
Gary Medel (* 1987)

- Medel, Marco (* 1989), chilenischer Fußballspieler
- Medel, Tallie (* 1986), US-amerikanische Schauspielerin
- Medel, Youcef Sabri (* 1996), algerischer Badmintonspieler
- Medela, Oscar (1972–2012), spanischer Snookerspieler in der Schweiz
- Medelci, Mourad (1943–2019), algerischer Politiker und Außenminister
- Medeleț, Florin (1943–2005), rumänischer Archäologe und Althistoriker
- Medellín Ostos, Roberto (1881–1941), mexikanischer Chemieingenieur und Rektor der Universidad Nacional Autónoma de México
- Medelsky, Hermine (1884–1940), österreichische Schauspielerin
- Medelsky, Lotte (1880–1960), österreichische Schauspielerin
- Medem, Alexander von (1803–1859), russischer Diplomat
- Medem, Alexander von (1814–1879), preußischer Generalleutnant
- Medem, Christoph Johann Friedrich von (1763–1838), deutsch-baltischer Geheimrat in russischen Diensten und russischer Botschafter in Washington
- Medem, Eberhard Freiherr von (1913–1993), deutscher Verwaltungsjurist
- Medem, Friedrich Johann Graf von (1912–1984), deutscher Zoologe und Herpetologe
- Medem, Friedrich Ludwig von (1799–1885), deutscher Archivar und Historiker
- Medem, Ida von (1836–1922), deutsche Schriftstellerin
- Medem, Julio (* 1958), spanischer Filmregisseur und DrehbuchautorJulio Medem (* 1958)

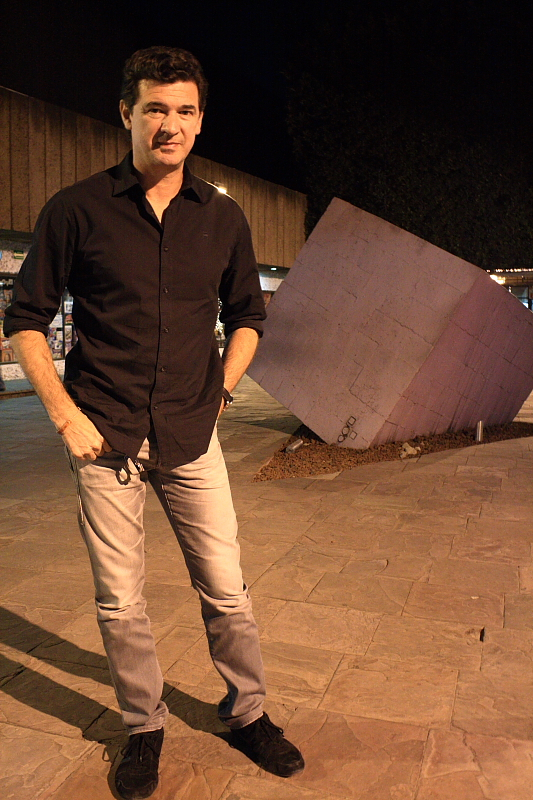
Julio Medem (* 1958)

- Medem, Kurt von (1848–1920), preußischer General der Infanterie und Chef der Landgendarmerie
- Medem, Nikolai von (1795–1870), deutsch-baltisch-russischer General der Artillerie und Hochschullehrer
- Medem, Paul von (1800–1854), russischer Diplomat
- Medem, Peter von (1801–1877), kurländischer Kreismarschall und Landesbevollmächtigter
- Medem, Walter von (1887–1945), deutscher Offizier, Journalist und SA-Führer
- Medem, Wladimir Dawidowitsch (1879–1923), russisch-jüdischer Gewerkschafter
- Medema, Ken (* 1943), US-amerikanischer Komponist und Sänger
- Meden, Andreas von der (1943–2017), deutscher Schauspieler, Synchron- und Hörspielsprecher
- Meden, Carl August von der (1841–1911), erster Präsident des Deutschen Tennis BundesCarl August von der Meden (1841–1911)

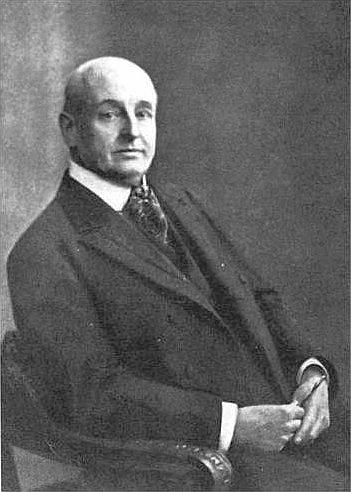
Carl August von der Meden (1841–1911)

- Meden, Karl-Friedrich von der (1896–1961), deutscher Generalleutnant der Wehrmacht während des Zweiten Weltkriegs
- Meden, Nelly (1928–2004), argentinische Filmschauspielerin
- Meden, Tonio von der (* 1936), deutscher Schauspieler, Regisseur, Synchron- und Hörspielsprecher
- Medenica, Pedja (* 1980), serbischer Sänger/Songwriter
- Medenica, Vesna (* 1957), montenegrinische Richterin
- Medennikow, Anatoli Sergejewitsch (* 1958), sowjetischer Eisschnellläufer
- Meder, Angela (* 1956), deutsche Primatologin
- Meder, Anna (1606–1649), deutsche Buchdruckerin und Druckerin
- Meder, Davic (* 1992), deutscher Volleyballspieler
- Meder, David (1548–1616), deutscher Pfarrer
- Meder, Erich (1897–1966), österreichischer Textdichter
- Meder, Georg (1536–1599), Dichter und Astronom
- Meder, Heinrich (1904–1985), österreichischer evangelischer Pfarrer
- Meder, Helias (1761–1825), reformierter Theologe
- Meder, Iris (1965–2018), deutsch-österreichische Kunsthistorikerin
- Meder, Johann Gabriel (* 1729), deutscher Komponist
- Meder, Johann Valentin († 1719), deutscher Sänger, Komponist und Organist
- Meder, Joseph (1857–1934), österreichischer Kunsthistoriker
- Meder, Kaspar (1798–1875), bayerischer Landwirt, Landtagsabgeordneter und Abgeordneter des Zollparlaments
- Meder, Marian (* 1980), deutscher SchauspielerMarian Meder (* 1980)

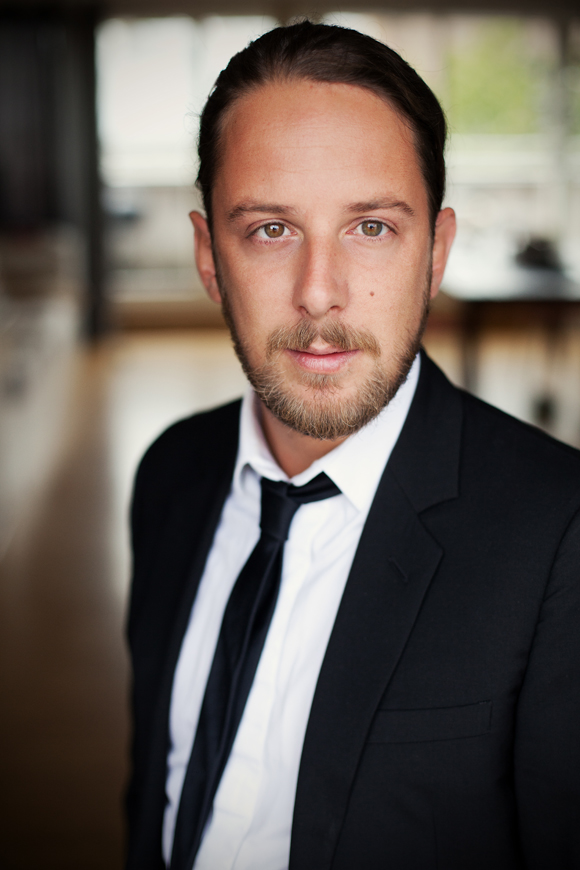
Marian Meder (* 1980)

- Meder, Michael (1614–1690), deutscher Buchdrucker und Verleger
- Meder, Norbert (* 1947), deutscher Pädagoge
- Meder, Paul (1872–1949), deutscher Schriftsteller und evangelischer Theologe
- Meder, Stephan (* 1956), deutscher Rechtswissenschaftler und Hochschullehrer
- Mederacke, Kurt (1910–1983), deutscher Fagottist und Komponist
- Mederake, Peter (* 1939), deutscher ehemaliger Politiker (NDPD), MdV
- Méderel, Maxime (* 1980), französischer Radrennfahrer
- Mederer, Conrad von (1781–1840), österreichischer Generalmajor
- Mederer, Herbert (* 1946), deutscher Süßwarenfabrikant
- Mederer, Johann Nepomuk (1734–1808), deutscher Jesuit, Historiker und Hochschullehrer
- Mederer, Josef (* 1949), deutscher Politiker (CSU), Präsident des Bezirkstags von Oberbayern
- Mederer, Matthäus (1739–1805), österreichischer Chirurg
- Mederich, alamannischer Gaukönig (bis 357)
- Medericus, Heiliger, Benediktinerabt
- Mederitsch, Johann († 1835), österreichischer Komponist, Kapellmeister und Lehrer
- Mederle, Franz (1893–1955), deutscher Rechtsanwalt und Kommunalpolitiker
- Méderlet, Claude Eugène (1867–1934), französischer römisch-katholischer Bischof
- Medernach, Hans (1928–2007), deutscher Verleger
- Medero, Benito (1922–2007), uruguayischer Politiker
- Mederos, Francisco (* 1994), uruguayischer Fußballspieler
- Mederos, María Laura (* 1990), venezolanisches Fotomodell
- Mederos, Martín (* 1985), uruguayischer Fußballspieler
- Mederos, Rodolfo (* 1940), argentinischer Bandoneonspieler, Dirigent, Dozent und Komponist
- Mederow, Heinrich (* 1945), deutscher Ruderer
- Mederow, Paul (1887–1974), deutscher Schauspieler und Hörspielsprecher
- Mederus, Petrus (1602–1678), siebenbürgisch-sächsischer Dichter, Geistlicher und Pädagoge
- Medes, Grace (1886–1967), US-amerikanische Biochemikerin
- Medeski, John (* 1965), US-amerikanischer Jazzorganist, Keyboarder und Komponist

#### Medf
- Medford, Don (1917–2012), US-amerikanischer Fernseh- und Filmregisseur
- Medford, Hernán (* 1968), costa-ricanischer Fußballspieler
- Medford, Kay (1919–1980), US-amerikanische Theater- und Filmschauspielerin

#### Medg
- Medgyesová, Renáta (* 1983), slowakische Hoch- und Weitspringerin
- Medgyessy, Péter (* 1942), ungarischer Politiker, Ministerpräsident von Ungarn (2002–2004)Péter Medgyessy (* 1942)

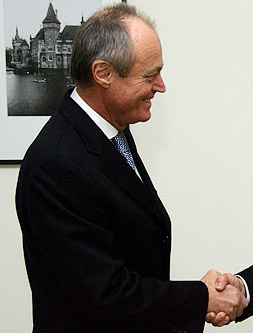
Péter Medgyessy (* 1942)

#### Medh
- Medhaffar, Baya (* 1995), tunesische Filmschauspielerin und Sängerin
- Medhananda (1908–1994), deutscher Schüler von Sri Aurobindo
- Medhin, Teklemariam (* 1989), eritreischer Langstreckenläufer
- Medhin, Tesfay (* 1953), äthiopischer Geistlicher; Bischof von Adigrat, Äthiopien
- Medhurst, Paul (1953–2009), britisch-neuseeländischer Radrennfahrer
- Medhus, Svenn Erik (* 1982), norwegischer Handballspieler

#### Medi
- Mediani, Maurizio (* 1968), italienischer Automobilrennfahrer
- Mediano, Lorenzo (* 1959), spanischer Mediziner, Abenteurer, Survival-Ausbilder und Autor
- Mediavilla, Claude (* 1947), französischer Kalligraf und Typograf
- Mediavilla, Felipe (1913–1977), chilenischer Fußballspieler
- Medic, Dalibor (* 1979), österreichischer Kampfsportler und Kampfsporttrainer (Taekwondo)
- Medić, Jakov (* 1998), kroatischer Fußballspieler
- Medić, Merjema (* 1999), bosnische Fußballspielerin
- Medić, Nenad (* 1983), kanadischer Pokerspieler
- Medić, Petar (* 1996), kroatischer Handballspieler
- Medić, Slobodan (1966–2013), serbischer Kommandant der Škorpioni
- Medić, Sofija (* 1991), serbische Volleyballspielerin
- Medica, Jack (1914–1985), US-amerikanischer Schwimmer
- Medici, Alessandro de’ (1510–1537), Duca della città di Penna und Herzog von Florenz
- Medici, Anna Maria Luisa de’ (1667–1743), Ehefrau von Johann Wilhelm, Kurfürst von der Pfalz
- Medici, Bernardo Antonio de’ († 1552), italienischer Bischof, Botschafter der Medici
- Medici, Bia de’ (1536–1542), uneheliche Tochter von Cosimo I. de’ Medici, Großherzog der Toskana
- Medici, Carlo di Ferdinando de’ (1595–1666), italienischer Kardinal und Bischof
- Medici, Caterina de’ (1519–1589), Prinzessin von Urbino, durch Heirat Königin von FrankreichCaterina de’ Medici (1519–1589)

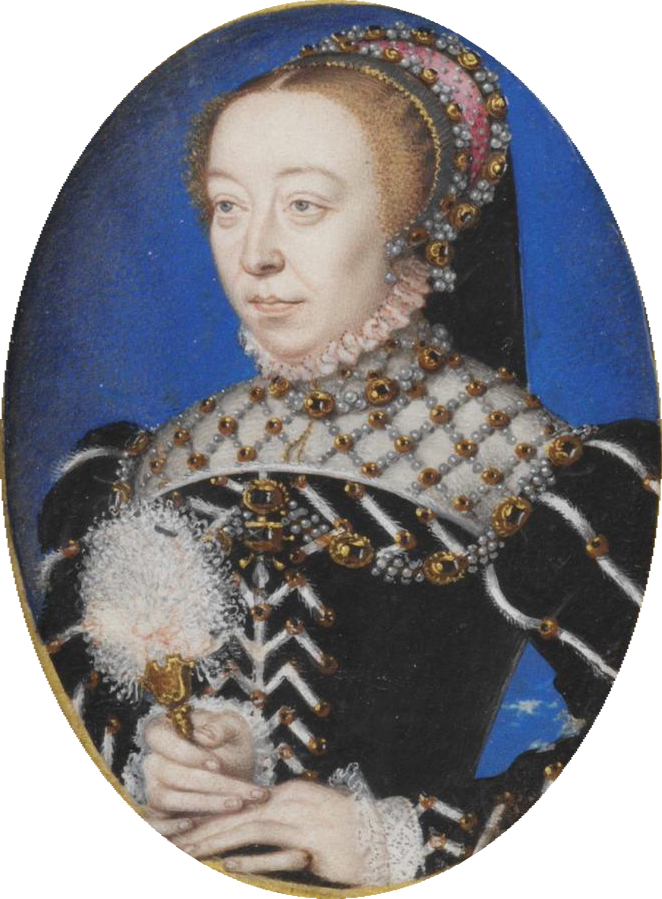
Caterina de’ Medici (1519–1589)

- Medici, Caterina de’ (1593–1629), Herzogin von Mantua
- Medici, Cosimo de’ (1389–1464), florentinischer Bankier
- Medici, Cosimo I. de’ (1519–1574), Herzog der Toskana
- Medici, Cosimo II. de’ (1590–1621), Großherzog von Toskana
- Medici, Cosimo III. de’ (1642–1723), Großherzog der Toskana
- Medici, Eleonora de’ (1567–1611), Herzogin von Mantua
- Médici, Emílio Garrastazu (1905–1985), brasilianischer Politiker, Präsident Brasiliens (1969–1974)
- Medici, Ferdinando de’ (1663–1713), ältere Sohn von Großherzog Cosimo III. de' Medici und Marguerite Louise d'Orléans
- Medici, Francesco Maria de’ (1660–1711), italienischer Kardinal und Mäzen
- Medici, Garzia de’ (1547–1562), Sohn von Cosimo I. de’ Medici
- Medici, Giacomo, italienischer Antikenhändler
- Medici, Giacomo (1817–1882), italienischer General und Politiker
- Medici, Gian Gastone de’ (1671–1737), letzter Großherzog der Toskana aus dem Hause MediciGian Gastone de’ Medici (1671–1737)

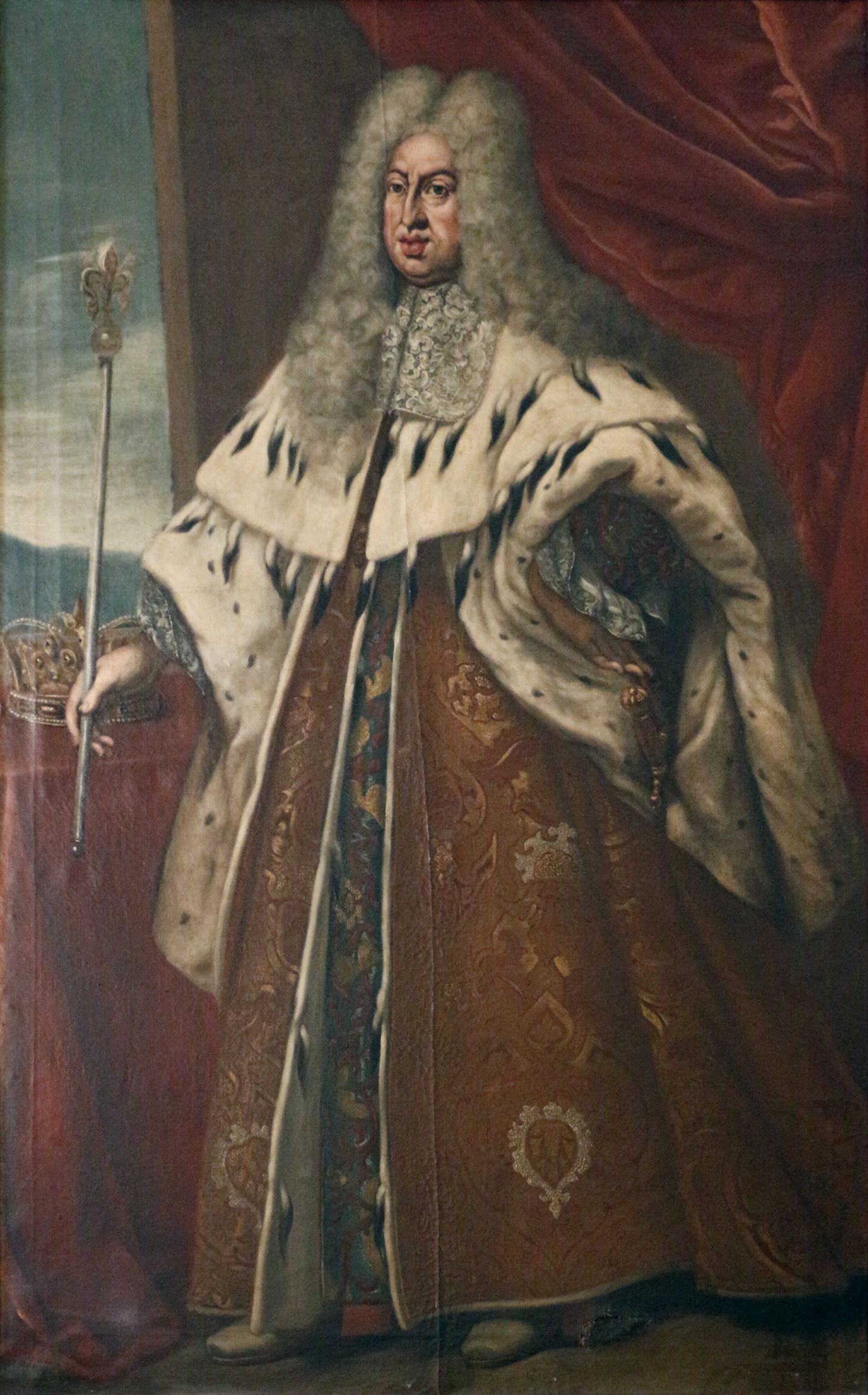
Gian Gastone de’ Medici (1671–1737)

- Medici, Gian Giacomo († 1555), italienischer Condottiere, Herzog von Marignano sowie Marquis von Musso und Lecco
- Medici, Giancarlo de’ (1611–1663), Sohn von Cosimo II. de’ Medici und Kardinal
- Medici, Giovanni di Bicci de’ (1360–1429), Begründer der Bankdynastie der Medici
- Medici, Giovanni di Cosimo de’ (1421–1463), jüngerer Sohn von Cosimo de Medici
- Medici, Giovanni di Pierfrancesco de’ (1467–1498), Vater von Giovanni dalle Bande Nere
- Medici, Giuliano di Lorenzo de’ (1479–1516), Herzog von Nemours; Herr von Florenz
- Medici, Giuliano di Piero de’ (1453–1478), florentinischer Politiker; Mitregent seines Bruders Lorenzo (1469–1478)
- Medici, Giuseppe (1907–2000), italienischer Politiker
- Medici, Ippolito de’ (1511–1535), Sohn des Giuliano di Lorenzo de Medici, Erzbischof von Avignon und Kardinal
- Medici, Isabella de’ (1542–1576), Tochter von Cosimo I. de’ Medici, dem ersten Großherzog der Toskana und Eleonora von Toledo
- Medici, Leopoldo de’ (1617–1675), italienischer Kardinal und Kunstförderer
- Medici, Lorenzino de’ (1514–1548), italienischer Schriftsteller, Mitglied der Familie Medici
- Medici, Lorenzo di Giovanni de’ († 1440), florentinischer Bankier
- Medici, Lorenzo di Pierfrancesco de’ (1463–1503), italienischer Bankier und Kunstmäzen
- Medici, Lorenzo di Piero de’ (1492–1519), Herzog von Urbino (1516–1519); Herr von Florenz (1513–1519)
- Medici, Lucrezia di Lorenzo de’ (1470–1553), Tochter von Lorenzo den Prächtigen
- Medici, Maddalena de’ (1473–1519), Tochter von Lorenzo den Prächtigen
- Medici, Margherita de’ (1612–1679), Herzogin von Parma und Piacenza
- Medici, Maria de’ (1575–1642), Frau des französischen Königs Heinrich IV. und Regentin für Ludwig XIII.Maria de’ Medici (1575–1642)

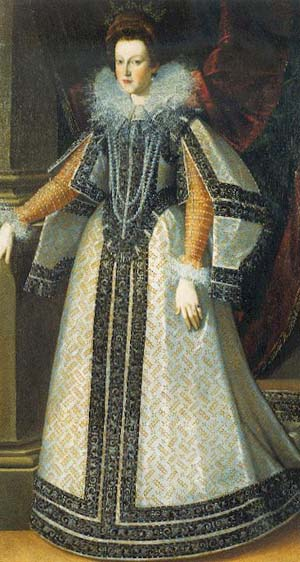
Maria de’ Medici (1575–1642)

- Medici, Maria Maddalena de’ (1600–1633), achtes Kind von Ferdinand I. de’ Medici und Christine von Lothringen
- Médici, Matías (* 1975), argentinischer Radrennfahrer
- Medici, Pierfrancesco de’ der Ältere (1430–1476), italienischer Bankier
- Medici, Pierfrancesco de’ der Jüngere (1487–1525), Medici
- Medici, Piero di Cosimo de’ (1416–1469), Alleinherrscher über Florenz (1464–1469)
- Medici, Piero di Lorenzo de’ (1472–1503), Herr von FlorenzPiero di Lorenzo de’ Medici (1472–1503)

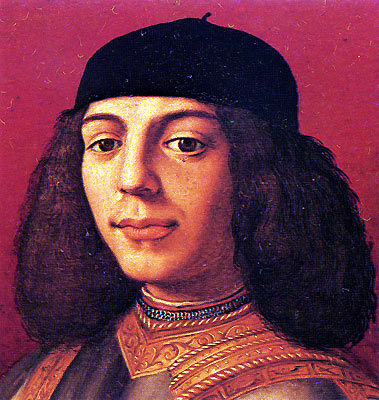
Piero di Lorenzo de’ Medici (1472–1503)

- Medici, Salvestro de’ (1331–1388), Gonfaloniere der Stadt Florenz
- Medici, Virginia de’ (1568–1615), Mitglied der Familie Medici und Herzogin von Modena und Reggio
- Medicine Crow, Joseph (1913–2016), US-amerikanischer Autor, Historiker, Arzt
- Médicis, João Augusto de (1936–2004), brasilianischer Diplomat
- Medick, Hans (* 1939), deutscher Historiker
- Medick, Veit (* 1980), deutscher Journalist
- Medick-Krakau, Monika (1946–2011), deutsche Politikwissenschaftlerin
- Medicus, August (1882–1947), deutscher Verwaltungsjurist und Bezirksoberamtmann
- Medicus, Dieter (1929–2015), deutscher Rechtswissenschaftler
- Medicus, Dieter (* 1957), deutscher Eishockeyspieler
- Medicus, Franz Albrecht (1890–1967), deutscher Jurist
- Medicus, Friedrich (1813–1893), deutscher Pomologe
- Medicus, Friedrich Casimir (1736–1808), deutscher Botaniker und Gartendirektor
- Medicus, Friedrich von (1847–1904), deutscher Politiker, Bürgermeister von Aschaffenburg
- Medicus, Fritz (1869–1945), deutscher Ingenieur und Manager der Energiewirtschaft
- Medicus, Fritz (1876–1956), deutsch-schweizerischer Philosoph
- Medicus, Gerhard (* 1950), österreichischer Humanethologe und evolutionsbiologisch denkender Psychiater
- Medicus, Heinrich (1743–1828), badischer Oberst und Sagensammler
- Medicus, Ludwig (1847–1915), deutscher Chemiker und Pharmazeut
- Medicus, Ludwig Walrad (1771–1850), deutscher Hochschullehrer für Forstwirtschaft und Landwirtschaft
- Medicus, Thomas (* 1953), deutscher Journalist und Autor
- Medicus, Thomas (* 1988), österreichischer InstallationskünstlerThomas Medicus (* 1988)

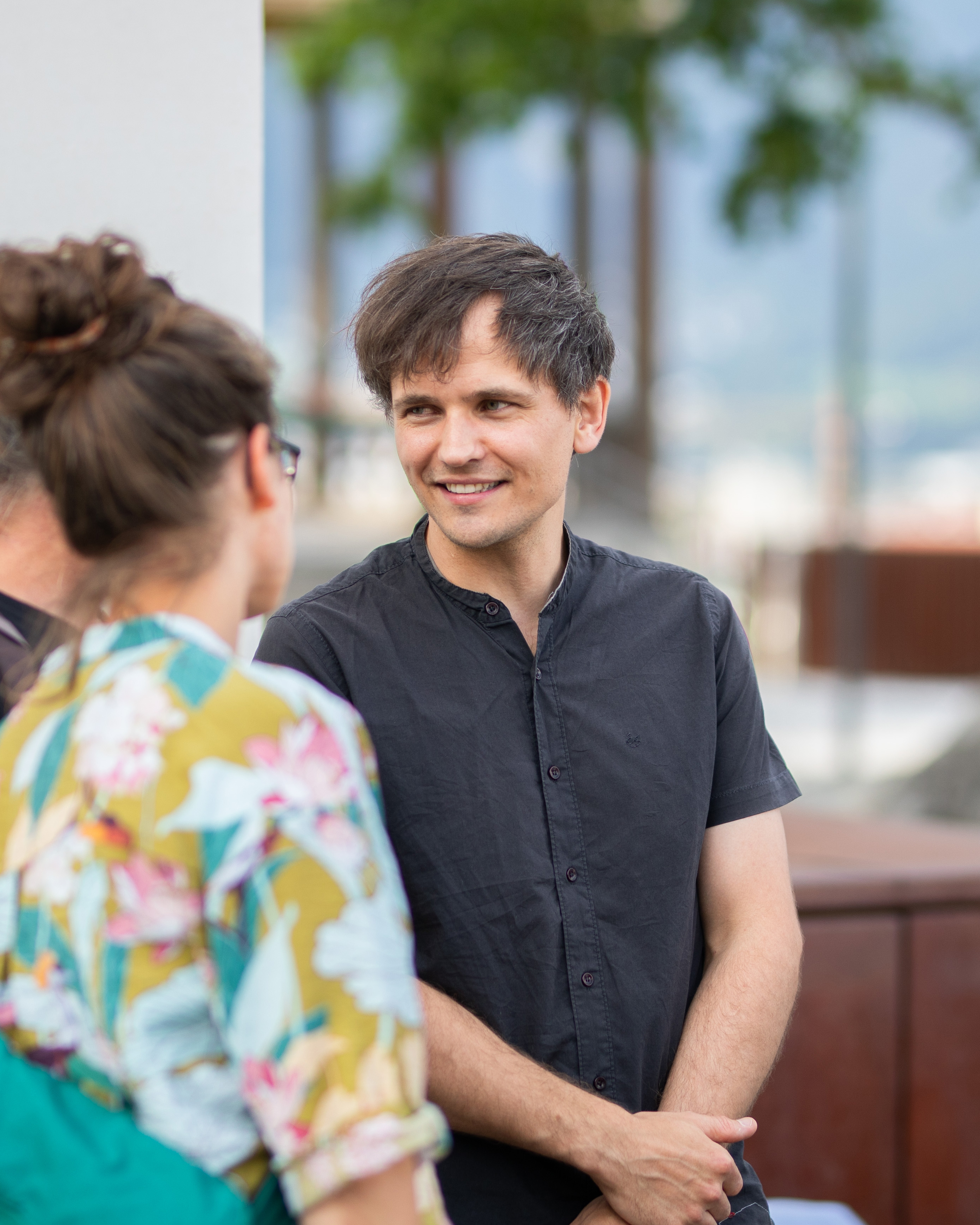
Thomas Medicus (* 1988)

- Mediekša, Liudas (* 1954), litauischer Manager
- Mediger, Jost (* 1948), deutscher Politiker, Staatssekretär in Mecklenburg-Vorpommern
- Mediger, Walther (1915–2007), deutscher Historiker
- Medilanski, Livia (* 1945), deutsch-rumänische Gymnastiktrainerin
- Medill, Joseph (1823–1899), US-amerikanischer Politiker
- Medill, William (1802–1865), US-amerikanischer Politiker
- Medin, Gastone (1905–1973), italienischer Filmarchitekt
- Medin, Karl Oskar (1847–1927), schwedischer Kinderarzt und Entdecker des epidemischen Charakters der spinalen Kinderlähmung
- Medina (* 1982), dänische R&B- und Hip-Hop-SängerinMedina (* 1982)

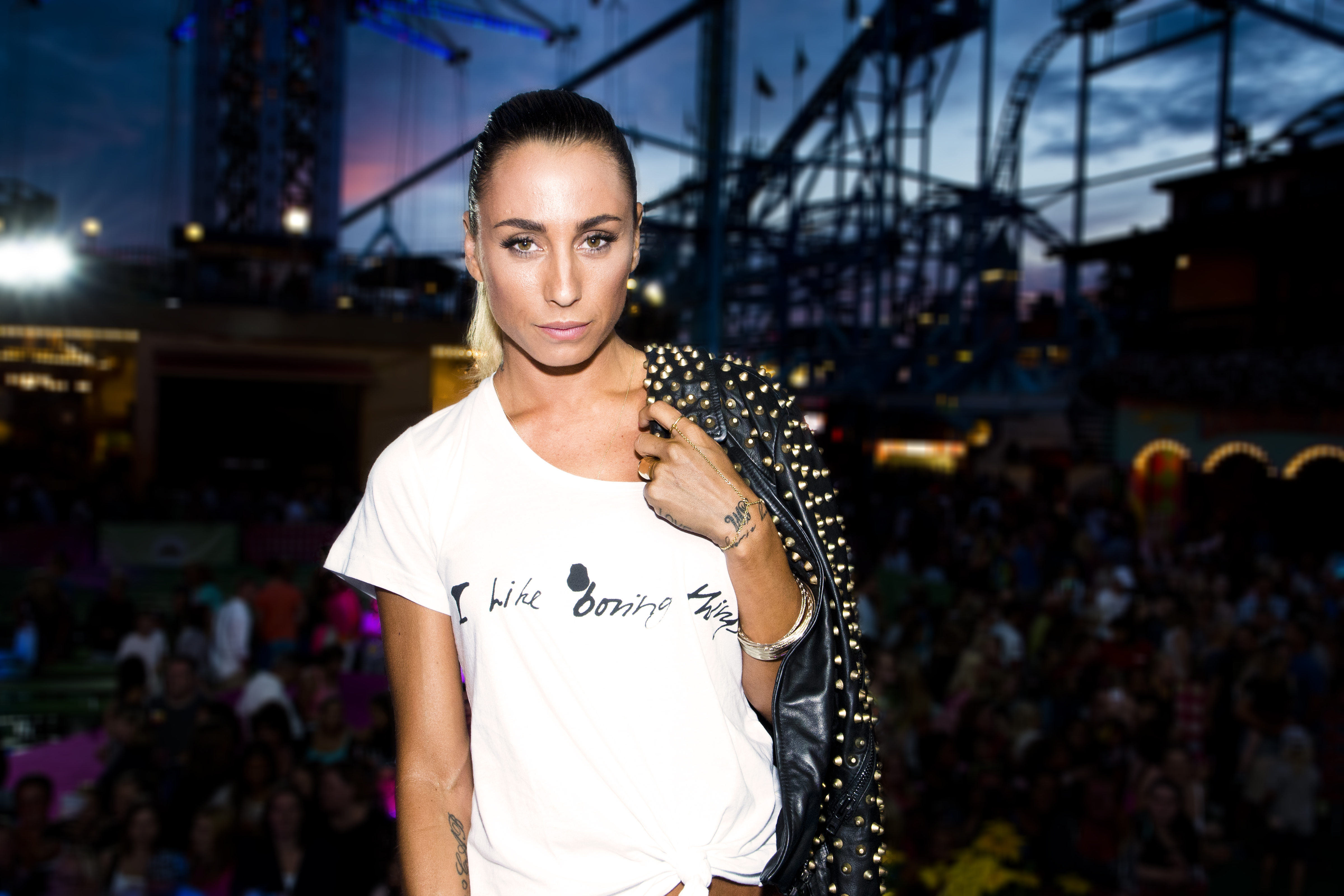
Medina (* 1982)

- Medina Acosta, Germán (* 1958), kolumbianischer römisch-katholischer Geistlicher, Bischof von Engativá
- Medina Angarita, Isaías (1897–1953), Offizier, Politiker und Präsident von Venezuela (1941–1945)
- Medina Balam, Mario (* 1963), mexikanischer römisch-katholischer Geistlicher, Weihbischof in Yucatán
- Medina Bello, Ramón (* 1966), argentinischer Fußballspieler
- Medina Cantalejo, Luis (* 1964), spanischer Fußballschiedsrichter
- Medina da Silva, Fabiano (* 1982), brasilianischer Fußballspieler
- Medina de la Cruz, Rodrigo (* 1972), mexikanischer Jurist und Politiker
- Medina Echavarría, José Ramón (1903–1977), spanischer Soziologe
- Medina Estévez, Jorge Arturo (1926–2021), chilenischer Geistlicher, Kurienkardinal der römisch-katholischen Kirche
- Medina García, Antonio (1919–2003), spanischer Schachspieler
- Medina Garfias, Herculano (* 1967), mexikanischer römisch-katholischer Geistlicher, Bischof von Ciudad Guzmán
- Medina Garrigues, Anabel (* 1982), spanische Tennisspielerin
- Medina González, Marcelino (* 1960), kubanischer Politiker und Diplomat
- Medina Menéndez, Tomás (1803–1884), Supremo Director von El Salvador
- Medina Mora, Eduardo (* 1957), mexikanischer Jurist und Politiker
- Medina Olmos, Manuel (1869–1936), spanischer Geistlicher, römisch-katholischer Bischof von Guadix, Seliger
- Medina Ortega, Manuel (* 1935), spanischer Politiker (PSOE), MdEP
- Medina Quiroga, Cecilia (* 1935), chilenische Juristin
- Medina Ramírez, Francisco (1922–1988), mexikanischer Ordensgeistlicher, römisch-katholischer Prälat von El Salto
- Medina Salinas, Mario Melanio (* 1939), paraguayischer römisch-katholischer Geistlicher, emeritierter Bischof von San Juan Bautista de las Misiones
- Medina Santillán, Eduardo (* 1972), mexikanischer Fußballspieler
- Medina Valderas y Fernández de Córdova, Felipe Neri (* 1797), Supremo Director und Präsident von Honduras
- Medina y Medina, Miguel Antonio (1916–1972), kolumbianischer römisch-katholischer Geistlicher, Bischof von Montería
- Medina Zavala, José Toribio (1852–1930), chilenischer Bibliograf und Geschichtsschreiber
- Medina, Alberto (* 1983), mexikanischer Fußballspieler
- Medina, Alexander (* 1978), uruguayischer Fußballspieler
- Medina, Anabel (* 1996), dominikanische Sprinterin
- Medina, Antenor, argentinischer Fußballspieler
- Medina, Augusto (* 1993), uruguayischer Fußballspieler
- Medina, Bartolomé de († 1585), spanischer Kaufmann und Metallurge
- Medina, Bartolomé de († 1580), spanischer Dominikaner, Theologieprofessor
- Medina, Canelita (1939–2023), venezolanische Sängerin
- Medina, Carla (* 1984), mexikanische Schauspielerin, Moderatorin und Sängerin
- Medina, Carlos (* 1965), andorranischer Fußballspieler
- Medina, Chris (* 1983), US-amerikanischer Popsänger
- Medina, Cristian (* 2002), argentinischer Fußballspieler
- Medina, Danilo (* 1951), dominikanischer Politiker, gewählter Präsident der Dominikanischen Republik
- Medina, Darko Sagara, deutschsprachiger Synchronsprecher
- Medina, Desiderio (1919–1986), chilenischer Fußballspieler
- Medina, Domingo, uruguayischer Politiker
- Medina, Erika (* 1985), US-amerikanische Schauspielerin
- Medina, Ernest (1936–2018), US-amerikanischer Offizier im Vietnamkrieg
- Medina, Facundo (* 1999), argentinischer Fußballspieler
- Medina, Fernando (* 1962), chilenischer Fußballspieler
- Medina, Francis (* 1996), philippinischer Hürdenläufer
- Medina, Francisco (* 1977), deutsch-chilenischer Theater- und FernsehschauspielerFrancisco Medina (* 1977)

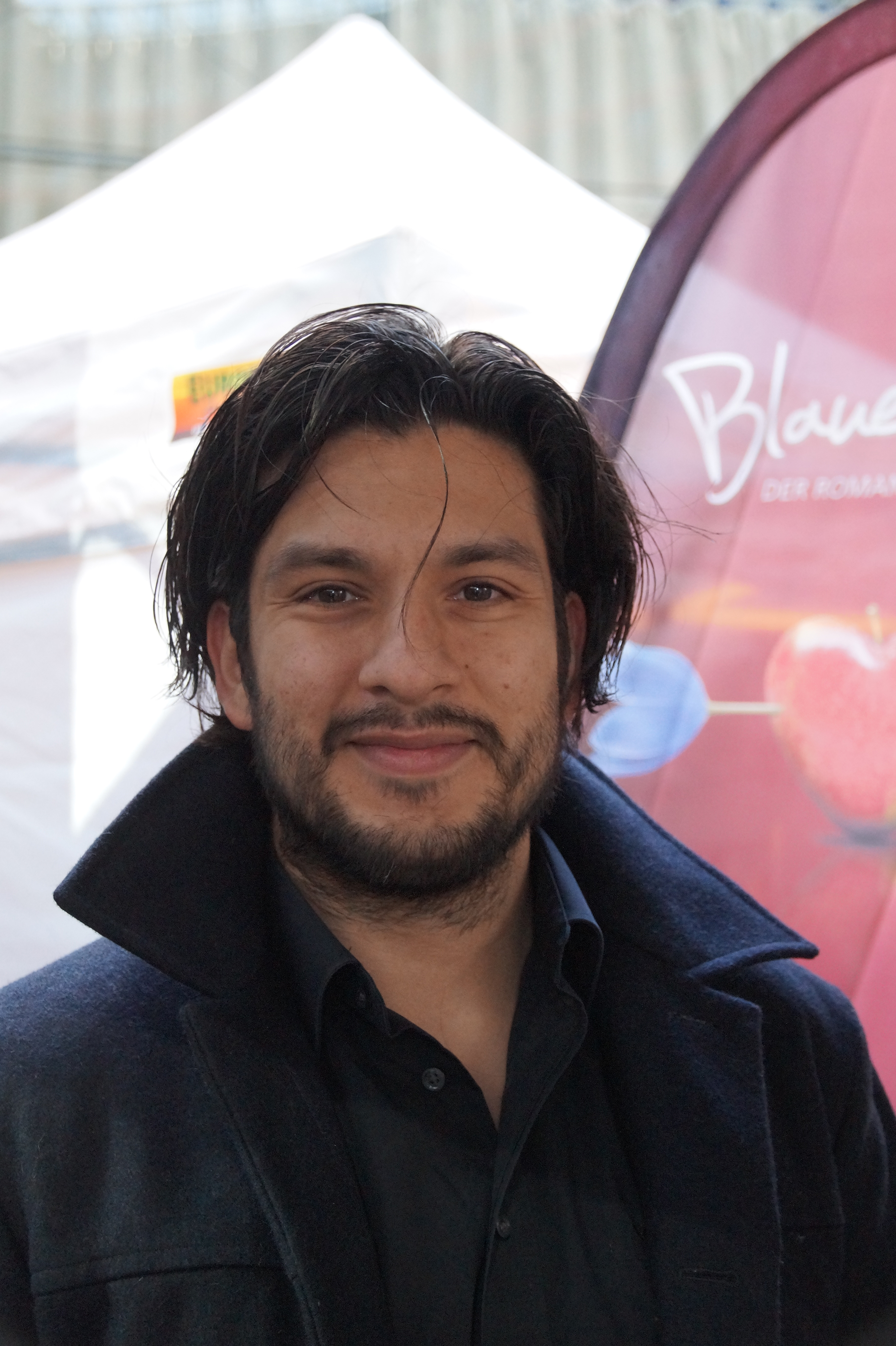
Francisco Medina (* 1977)

- Medina, Franco (1874–1960), venezolanischer Geiger, Komponist und Musikpädagoge
- Medina, Gabriel (* 1993), brasilianischer Surfer
- Medina, Gabriela (* 1985), mexikanische Leichtathletin
- Medina, Hazel (1937–2012), US-amerikanische Schauspielerin und Sozialarbeiterin panamaischer Abstammung
- Medina, Hernán (* 1937), kolumbianischer Radrennfahrer
- Medina, Hugo (1929–1998), uruguayischer Politiker
- Medina, Humberto (1942–2011), mexikanischer Fußballspieler
- Medina, Ignacio Damián (* 1967), argentinischer Geistlicher, römisch-katholischer Bischof von Río Gallegos
- Medina, Jaume (1949–2023), katalanischer Philologe, Latinist, Schriftsteller, Übersetzer und Dichter
- Medina, Jesús (* 1959), mexikanischer Dirigent
- Medina, Jesús (* 1997), paraguayischer Fußballspieler
- Medina, José (* 1973), chilenischer Radrennfahrer
- Medina, José María (1826–1878), Präsident von Honduras
- Medina, José María (1921–2005), uruguayischer Fußballspieler
- Medina, Juan Carlos (* 1983), mexikanischer Fußballspieler
- Medina, Juan José, Präsident von Paraguay
- Medina, Juan Manuel (1948–1973), mexikanischer Fußballspieler
- Medina, Lina, peruanische junggebärende FrauLina Medina

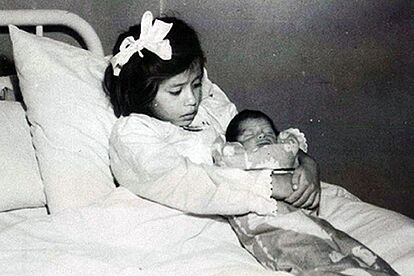
Lina Medina

- Medina, Luis (* 1952), kubanischer Mittel- und Langstreckenläufer
- Medina, Luis (* 1970), chilenischer Fußballspieler
- Medina, Manuel (* 1971), mexikanischer Boxer im Federgewicht und fünffacher Weltmeister
- Medina, Manuel (* 1976), venezolanischer Radrennfahrer
- Medina, Mario (* 1952), mexikanischer Fußballspieler
- Medina, Mario (* 1958), venezolanischer Radrennfahrer
- Medina, Nathan de (* 1997), belgischer Fußballspieler
- Medina, Nelson (* 1978), peruanischer Künstler
- Medina, Nicolás (* 1982), argentinischer Fußballspieler
- Medina, Nicolás (* 1987), chilenischer Fußballspieler
- Medina, Noé (* 1943), ecuadorianischer Radrennfahrer
- Medina, Orlando (1918–2004), argentinischer Tangosänger
- Medina, Óscar (1917–1984), chilenischer Fußballspieler
- Medina, Pascual Aláez (1917–1936), spanischer Oblate der Makellosen Jungfrau Maria, Märtyrer
- Medina, Patricia (1919–2012), britische SchauspielerinPatricia Medina (1919–2012)

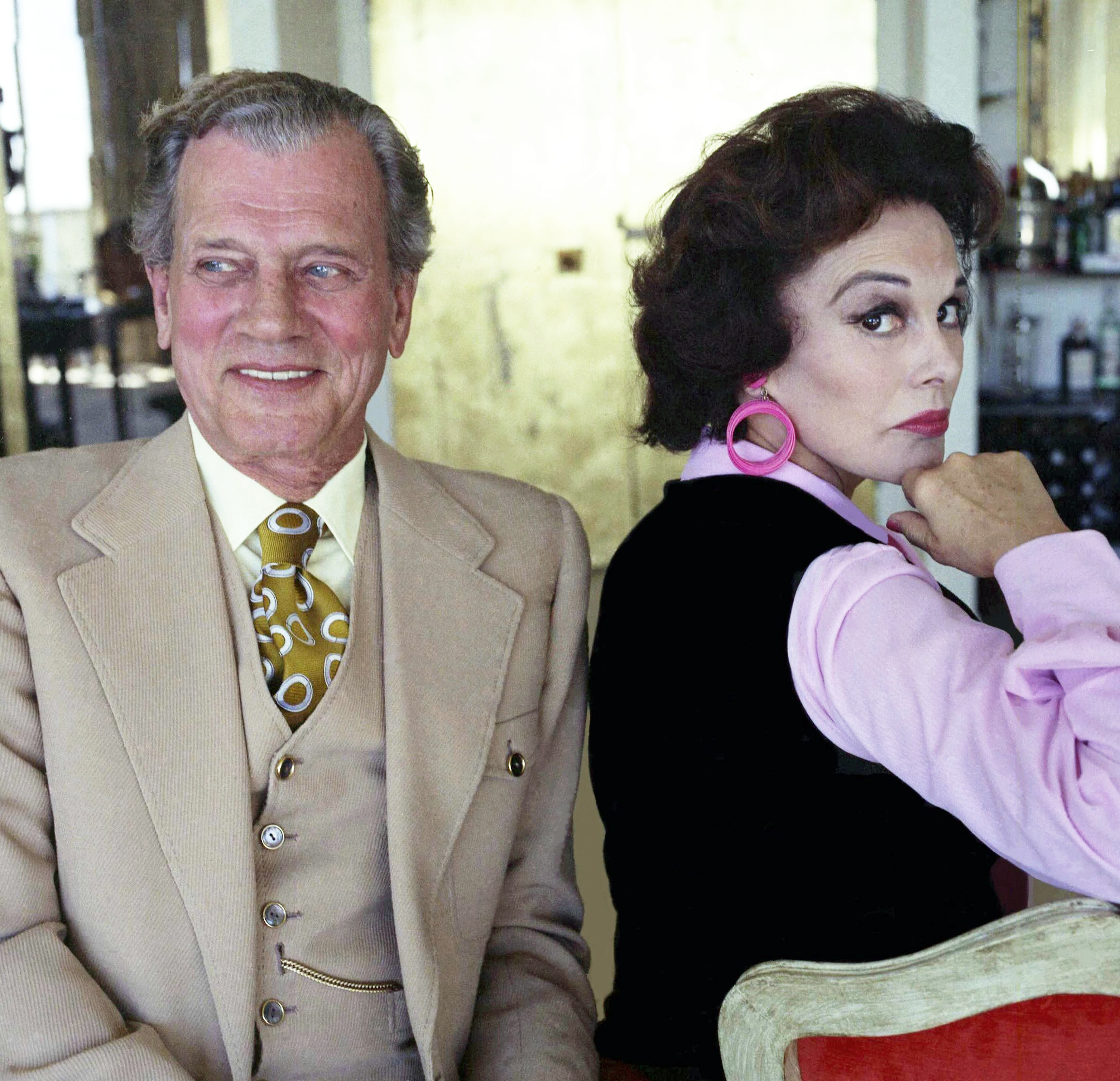
Patricia Medina (1919–2012)

- Medina, Pedro P., uruguayischer Politiker
- Medina, Rafael (* 1979), mexikanischer Fußballspieler
- Medina, Ricardo, uruguayischer Fußballspieler
- Medina, Roberto (* 1968), mexikanischer Fußballspieler
- Medina, Sebastián (* 1993), uruguayischer Fußballspieler
- Medina, Teresa (* 1965), spanische Kamerafrau und Regisseurin
- Medina, Wilder (* 1981), kolumbianischer Fußballspieler
- Medina, Wisleidy (* 2000), venezolanische Handballspielerin
- Medine, Yaprak, türkische Schauspielerin
- Meding, August Werner von (1792–1871), preußischer Beamter
- Meding, Carl Heinrich (1791–1870), deutscher Mediziner und Autor
- Meding, Christian Friedrich August von (1735–1825), Erblandmarschall im Fürstentum Lüneburg und Heraldiker
- Meding, Ernst August von (1711–1794), braunschweig-lüneburgischer Adliger und Generalleutnant
- Meding, Ernst August von (1855–1928), deutscher Staatsbeamter, Regierungschef von Reuß älterer Linie
- Meding, Ernst von (1806–1875), hannoverscher Hofbeamter und Theaterintendant
- Meding, Franz von (1765–1849), hannoverscher Berghauptmann und Kabinettsminister
- Meding, Georg von (1601–1666), Hofbeamter und Soldat
- Meding, Hans von (1868–1917), deutscher Gutspächter und Politiker (DHP), MdR
- Meding, Heinrich Ludwig (1822–1865), deutscher Mediziner
- Meding, Holger M. (* 1962), deutscher Historiker
- Meding, Oskar (1828–1903), deutscher Schriftsteller
- Meding, Theo (1931–1971), deutscher Eisschnellläufer
- Meding, Wichmann von (* 1939), deutscher lutherischer Theologe, Pfarrer, Sachbuchautor, Herausgeber und Hochschullehrer
- Meding, Wilhelm von (1625–1674), deutscher Domherr und Gutsbesitzer
- Medinger, Johann von (1846–1908), österreichischer Industrieller
- Médinger, Paul (1859–1895), französischer Bahnradsportler
- Medinger, Wilhelm von (1878–1934), österreichisch-tschechoslowakischer Politiker
- Medini, Gaetano (1772–1857), italienischer Koch
- Medinilla, Baltasar Elisio de (1585–1620), spanischer Schriftsteller
- Mediņš, Jānis (1890–1966), lettischer Komponist
- Mediņš, Jāzeps (1877–1947), lettischer Komponist
- Mediņš, Jēkabs (1885–1971), lettischer Komponist
- Medinski, Wladimir Rostislawowitsch (* 1970), russischer PolitikerWladimir Rostislawowitsch Medinski (* 1970)

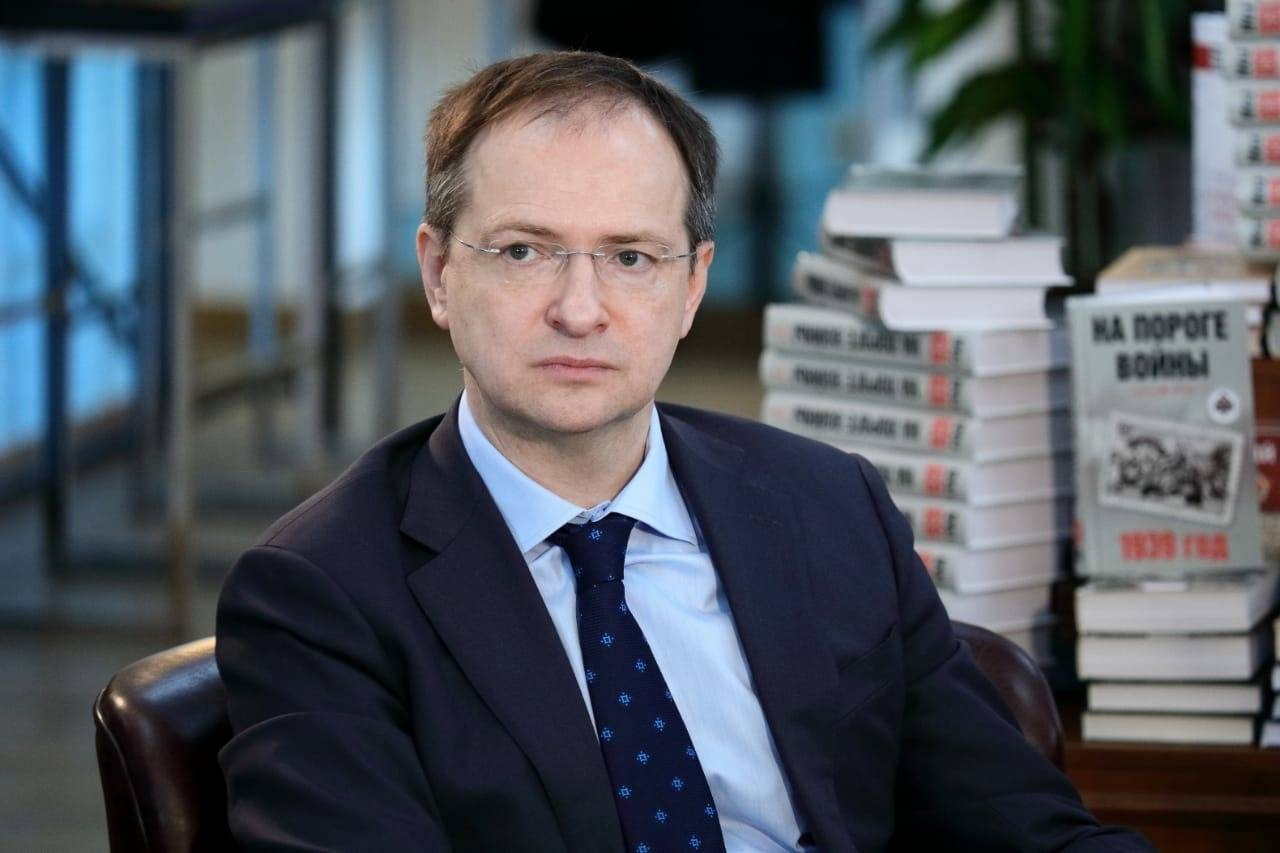
Wladimir Rostislawowitsch Medinski (* 1970)

- Medioli, Enrico (1925–2017), italienischer Drehbuchautor
- Mediorreal Arias, Valentina (* 2007), kolumbianische Tennisspielerin
- Medios von Larissa, Admiral Alexanders des Großen und von Antigonos Monophthalmos
- Medioub, Abdel (* 1997), algerischer Fußballspieler
- Medita, Deariska Putri (* 1992), indonesische Badmintonspielerin
- Meditsch, Otto (1896–1976), deutscher Landrat und Ministerialbeamter
- Mediu, Fatmir (* 1967), albanischer Politiker
- Mediz Bolio, Antonio (1884–1957), mexikanischer Dramatiker, Lyriker, Journalist und Politiker
- Mediz, Karl (1868–1945), österreichischer Maler
- Mediz-Pelikan, Emilie (1861–1908), österreichisch-deutsche Malerin

#### Medj
- Medjani, Carl (* 1985), französisch-algerischer Fußballspieler
- Medjannikow, Andrei (* 1981), kasachischer Radrennfahrer
- Medjedović, Admir (* 1985), österreichischer Fußballspieler
- Međedović, Avdo († 1953), muslimischer Guslar aus dem heutigen Montenegro
- Medjedovic, Dino (* 1989), österreichischer Fußballspieler
- Međedović, Hamad (* 2003), serbischer TennisspielerHamad Međedović (* 2003)

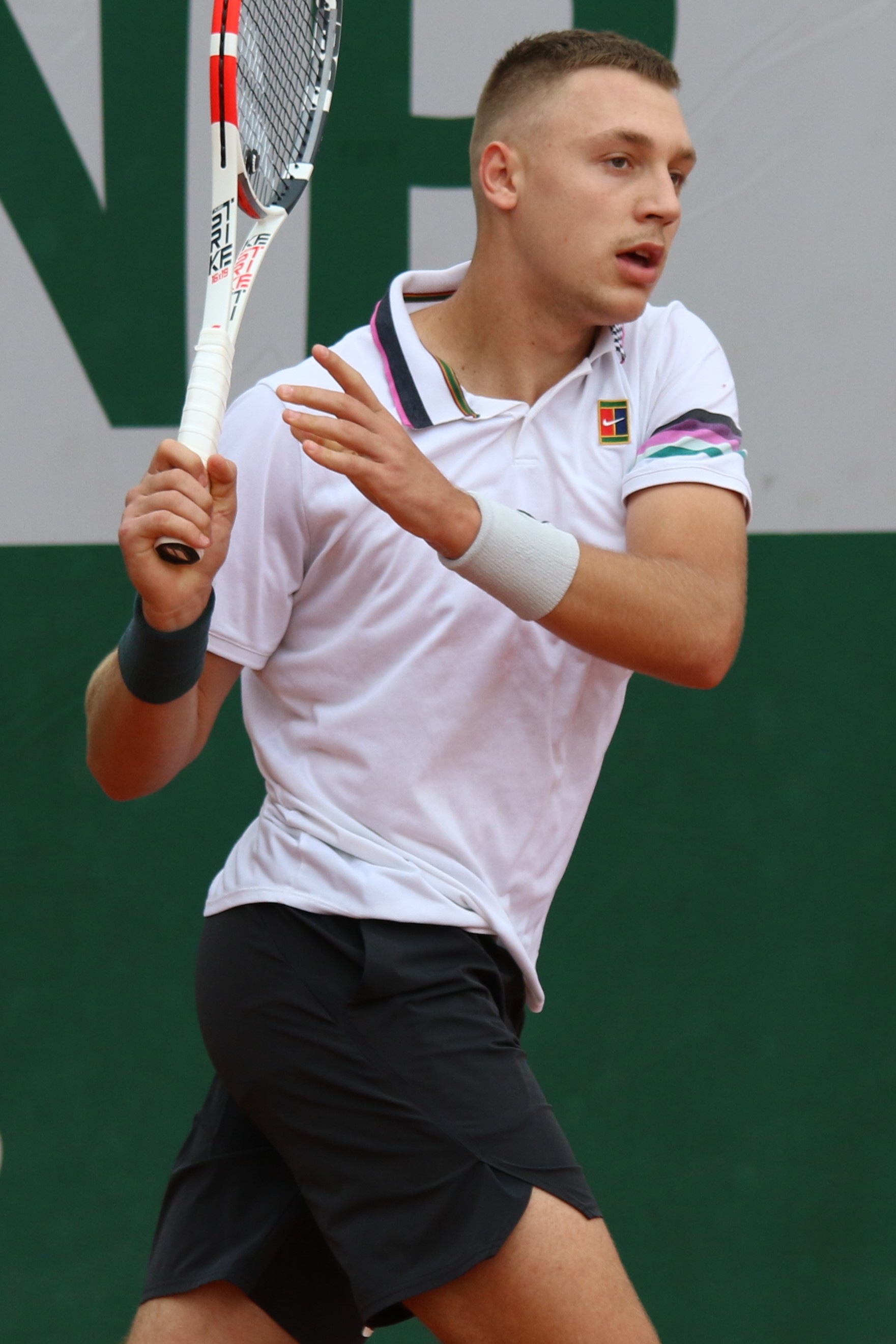
Hamad Međedović (* 2003)

- Međedović, Jelena, serbische Fußballschiedsrichterin
- Medjehoud, Noureddine (* 1975), algerischer Boxer
- Međimurec, Josip Horvat (1904–1945), jugoslawischer Kunstmaler, Grafiker und Illustrator
- Međimurec, Jože (* 1945), slowenischer Leichtathlet
- Medjkoune, Salim (* 1971), französischer Boxer im Superbantamgewicht
- Medjuck, Joe (* 1943), kanadischer Filmproduzent

#### Medk
- Medkeff, Jeffrey S. (1968–2008), amerikanischer Astronom
- Medková, Emila (1928–1985), tschechische Fotografin

#### Medl
- Medl, Josef (1917–1995), österreichischer Politiker (SPÖ), Landtagsabgeordneter, Mitglied des Bundesrates
- Medland, Lilian Marguerite (1880–1955), britisch-australische Krankenschwester und Vogelzeichnerin
- Medlar, britischer House-Produzent und DJ
- Medlar, Martin (1899–1965), irischer Politiker (Fianna Fáil)
- Medler, Nikolaus (1502–1551), Theologe, Pfarrer, Reformator, Rektor in Eger und Hof
- Medley, Bill (* 1940), US-amerikanischer Sänger des Soul-Duos „The Righteous Brothers“Bill Medley (* 1940)

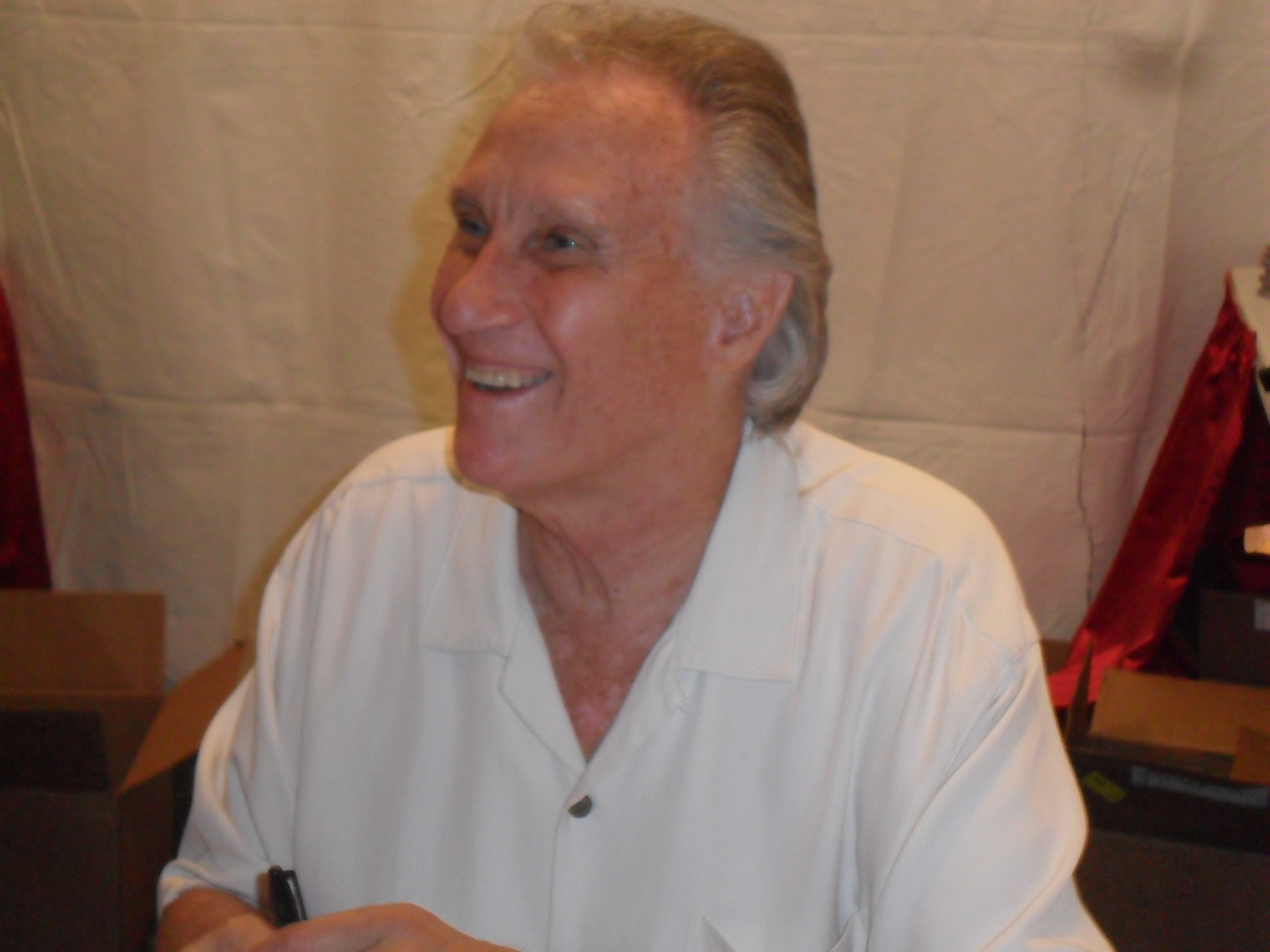
Bill Medley (* 1940)

- Medley, Les (1920–2001), englischer Fußballspieler
- Medley, William Francis (* 1952), US-amerikanischer Geistlicher, römisch-katholischer Bischof von Owensboro
- Medlicott, Henry Benedict (1829–1905), irischer Geologe
- Medlin, Ferdinand (1892–1954), österreichischer und deutscher Sozialdemokrat und Gewerkschafter
- Medlin, Joe (1919–1995), US-amerikanischer Jazz-, R&B- und Soul-Musiker sowie Musik-A&R, Produzent und Promoter
- Medlock, Carlos (* 1987), US-amerikanischer Basketballspieler
- Medlock, Mark (* 1978), deutscher PopsängerMark Medlock (* 1978)

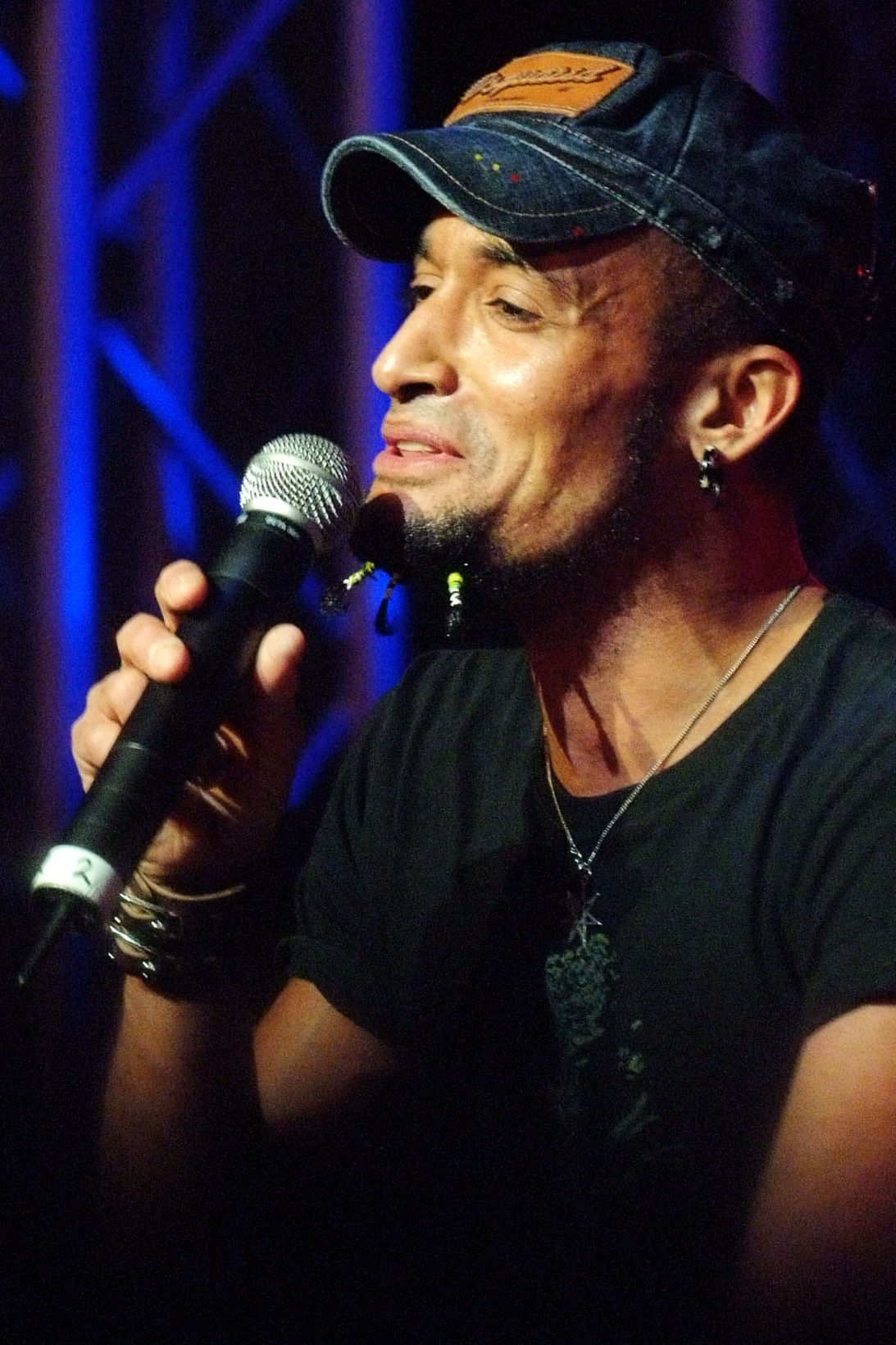
Mark Medlock (* 1978)

- Medlová, Klaudia (* 1993), slowakische Snowboarderin
- Medlycott, Adolph Edwin (1838–1918), anglo-indischer Bischof und Apostolischer Vikar in Indien, Kirchenhistoriker

#### Medm
- Medmann, Petrus (1507–1584), deutscher Theologe und Diplomat

#### Medn
- Mednik, Mara (1940–2024), russisch-deutsche klassische Pianistin und Hochschulprofessorin
- Mednikarow, Bojan Kirilow (* 1961), bulgarischer Flottillenadmiral, Hochschullehrer und Autor
- Mednikowa, Marija Borissowna (* 1963), sowjetisch-russische Anthropologin und Hochschullehrerin
- Mednis, Arnis (* 1961), lettischer Sänger und Komponist
- Mednis, Edmar (1937–2002), US-amerikanischer Schachspieler und -autor
- Mednyánszky, Alois von (1784–1844), Verwaltungsbeamter, Historiker und Schriftsteller
- Mednyánszky, László (1852–1919), ungarischer Maler
- Mednyánszky, Mária (1901–1979), ungarische Tischtennisspielerin
- Mednyánszky, Szilvia (* 1971), ungarische Kanutin

#### Medo
- Medo, Marko (* 1972), kroatischer römisch-katholischer Geistlicher, Bischof von Gospić-Senj
- Medoff, Mark (1940–2019), US-amerikanischer Dramatiker, Drehbuchautor, Film- und Theaterregisseur, Schauspieler und Hochschullehrer
- Medojević, Slobodan (* 1990), serbischer Fußballspieler
- Medon, griechischer Bildhauer
- Medon, Caroline (1802–1882), deutsche Opernsängerin und Theaterschauspielerin
- Medon, Gustav (1823–1905), deutscher Tänzer und Tanzlehrer
- Medori, Alfredo (1923–1984), italienischer Filmregisseur und Drehbuchautor
- Medoruma, Shun (* 1960), japanischer Schriftsteller
- Medosch, Armin (1962–2017), österreichischer Journalist und MedienkünstlerArmin Medosch (1962–2017)

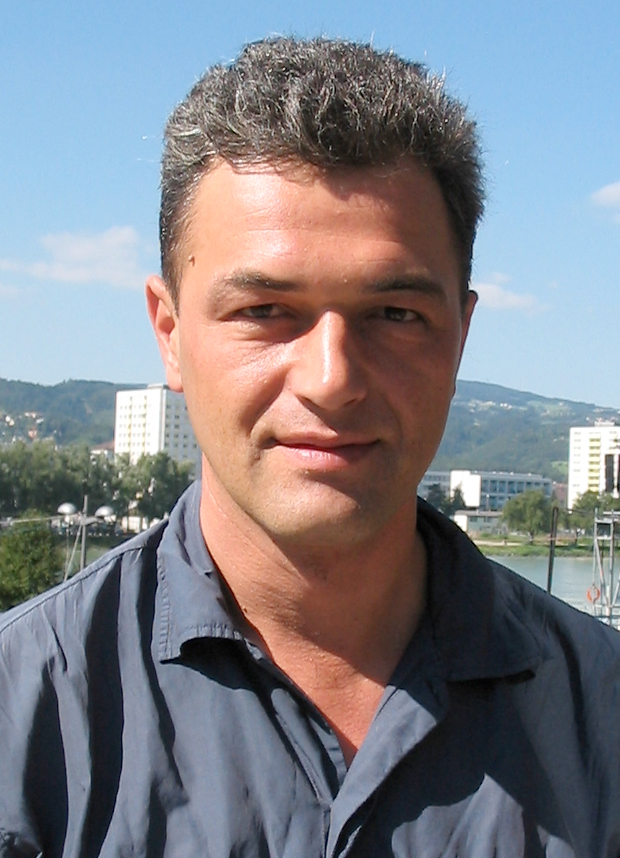
Armin Medosch (1962–2017)

- Medović, Celestin Mato (1857–1920), kroatischer Maler
- Medows, William (1738–1813), britischer Offizier und Kolonialgouverneur

#### Medr
- Medrado, Patricia (* 1956), brasilianische Tennisspielerin
- Medrán, Álvaro (* 1994), spanischer Fußballspieler
- Medrano, Ana (* 1955), argentinische Tangosängerin
- Medrano, Benjamín, mexikanischer Politiker
- Medrano, Francisco, mexikanischer Fußballspieler und -trainer
- Medrano, Frank (* 1958), US-amerikanischer Schauspieler
- Medrano, Héctor (* 1967), mexikanischer Fußballspieler und -trainer
- Medrano, Vivienne (* 1992), US-amerikanische Animatorin, Illustratorin, Comic-Zeichnerin und SynchronsprecherinVivienne Medrano (* 1992)

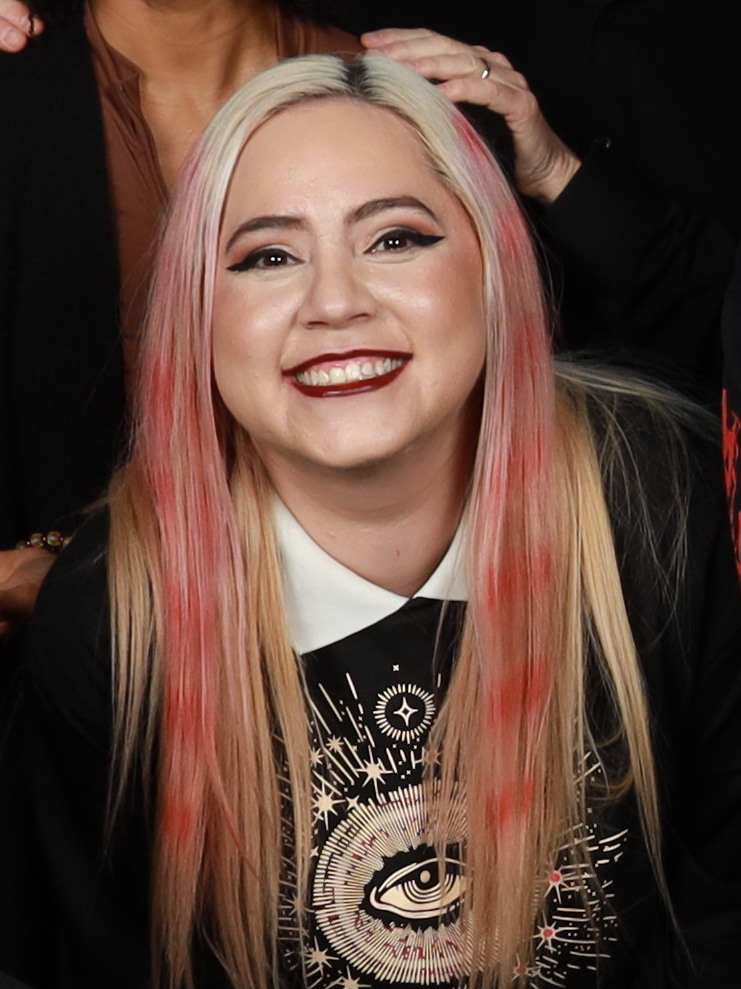
Vivienne Medrano (* 1992)

- Medri, Giampiero (1909–1997), italienischer Eishockeyspieler und -trainer
- Medřická, Dana (1920–1983), tschechische Schauspielerin
- Medrizer, Bernhard († 1522), österreichischer Zisterzienser, Abt des Stiftes Heiligenkreuz

#### Meds
- Medschinski, Ingeborg (1924–2018), deutsche Schauspielerin und Hörspielregisseurin

#### Medt
- Medtner, Alexander Karlowitsch (1877–1961), russischer Geiger, Dirigent, Komponist und Hochschullehrer
- Medtner, Emili Karlowitsch (1872–1936), russischer Publizist und Musikkritiker
- Medtner, Nikolai Karlowitsch (1880–1951), russischer Komponist und Pianist

#### Medu
- Medulitsch, Pjotr Petrowitsch (* 1991), russischer Freestyle-Skier
- Medullinus, Lucius Furius, Politiker der Römischen Republik
- Medum, Anna von (1613–1674), deutsche christliche Schriftstellerin
- Meduna, Eduard (* 1950), tschechischer Schachgroßmeister
- Meduna, Ladislas J. (1896–1964), ungarischer Psychiater
- Meduna, Michal (* 1981), tschechischer Fußballspieler
- Meduna, Veronika (* 1965), deutsche Biologin, Hörfunkjournalistin und Schriftstellerin tschechischer Herkunft
- Medunefer, Arzt
- Medunjanin, Amira (* 1972), bosnisch-kroatische Sevdalinka-SängerinAmira Medunjanin (* 1972)

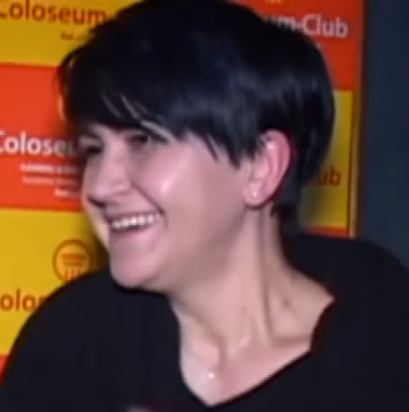
Amira Medunjanin (* 1972)

- Medunjanin, Haris (* 1985), bosnischer Fußballspieler
- Médus, Henri (1904–1985), französischer Opernsänger (Bass)
- Medusa, Mieze (* 1975), österreichische Autorin
- Meduza, Eddie (1948–2002), schwedischer Musiker, Komponist und Sänger

#### Medv
- Medve, Árpád (1917–2001), ungarischer Fußballspieler und -trainer
- Medvecká, Taťjana (* 1953), tschechische Schauspielerin und Synchronsprecherin
- Medveczky, Erika (* 1988), ungarische Kanutin
- Medved, Dirk (* 1968), belgischer Fußballspieler
- Medved, Igor (* 1981), slowenischer Skispringer
- Medved, Michael (* 1948), US-amerikanischer konservativer Radiomoderator
- Medveď, Tomáš (* 1973), slowakischer Fußballspieler
- Medvedev, Maksim (* 1989), aserbaidschanischer Fußballspieler
- Medvedeva, Katerina (* 1968), russische Schauspielerin
- Medvedeva, Nijolė (* 1960), litauische Leichtathletin
- Medvedevas, Nikolajus (* 1933), litauischer Politiker
- Medveďová, Tereza (* 1996), slowakische Radsportlerin
- Medveds, Artūrs Niklāvs (* 1999), lettischer Langstrecken und Hindernisläufer
- Medvegy, Nóra (* 1977), ungarische Schachspielerin
- Medvegy, Zoltán (* 1979), ungarischer Schachmeister
- Medves, Matteo (* 1994), italienischer Judoka
- Medvešek, Sven (* 1965), jugoslawischer bzw. kroatischer Schauspieler und Synchronsprecher
- Medvetz, Tim (* 1970), US-amerikanischer Produzent, Motorradentwickler und Bergsteiger
- Medvey, Susanne von (* 1961), deutsche Theater- und Filmschauspielerin und Synchronsprecherin
- Medvey, Undine von (1926–2004), deutsche Sängerin und Schauspielerin
- Medviďová, Laura (* 2005), slowakische Eishockeytorhüterin

#### Medw
- Medway, Heather (* 1972), US-amerikanische Schauspielerin
- Medwecka-Kornaś, Anna (* 1923), polnische Botanikerin, Pflanzensoziologin
- Medweczuk, Johann (* 1926), Fußballspieler
- Medwed, Alexander Wassiljewitsch (1937–2024), sowjetischer Ringer und belarussischer Sportfunktionär
- Medwed, Elias (* 2002), österreichischer Skispringer
- Medwedew, Alexander Iwanowitsch (* 1955), russischer Manager und Eishockeyfunktionär
- Medwedew, Alexei Anatoljewitsch (* 1982), russischer Eishockeyspieler
- Medwedew, Alexei Sergejewitsch (* 1977), russischer Fußballspieler
- Medwedew, Alexei Sidorowitsch (1927–2003), sowjetischer Gewichtheber
- Medwedew, Daniil Sergejewitsch (* 1996), russischer Tennisspieler
- Medwedew, Dmitri Anatoljewitsch (* 1965), russischer Politiker, Ministerpräsident und PräsidentDmitri Anatoljewitsch Medwedew (* 1965)

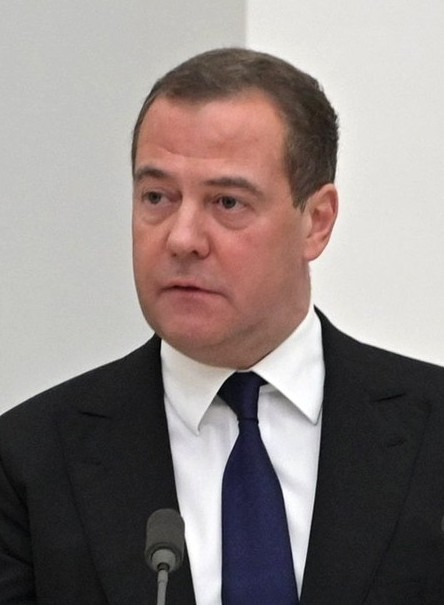
Dmitri Anatoljewitsch Medwedew (* 1965)

- Medwedew, Dmitri Gennadjewitsch (1970–2005), sowjetischer und russischer Offizier
- Medwedew, Jewgeni Wladimirowitsch (* 1982), russischer Eishockeyspieler
- Medwedew, Juri Nikolajewitsch (1920–1991), sowjetischer Schauspieler und Synchronsprecher
- Medwedew, Kirill Felixowitsch (* 1975), russischer Dichter, Essayist, Übersetzer, politischer Aktivist
- Medwedew, Nikita Olegowitsch (* 1994), russischer Fußballspieler
- Medwedew, Oleg Wladimirowitsch (* 1986), russischer Rennrodler
- Medwedew, Roi Alexandrowitsch (* 1925), sowjetisch-russischer Historiker und Politiker
- Medwedew, Schores Alexandrowitsch (1925–2018), russischer Biologe, Historiker und Dissident
- Medwedew, Wadim Andrejewitsch (1929–2025), sowjetischer bzw. russischer Wirtschaftswissenschaftler und Politiker
- Medwedewa, Anna Jewgenjewna (* 1989), russische Skilangläuferin
- Medwedewa, Jewgenija Armanowna (* 1999), russische Eiskunstläuferin
- Medwedewa, Swetlana Wladimirowna (* 1965), russische PräsidentengattinSwetlana Wladimirowna Medwedewa (* 1965)

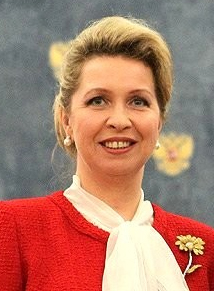
Swetlana Wladimirowna Medwedewa (* 1965)

- Medwedewa, Tatjana Wladimirowna (* 2003), russische Handballspielerin
- Medwedewa-Arbusowa, Jewgenija Wladimirowna (* 1976), russische Skilangläuferin
- Medwedjew, Andrij (* 1974), ukrainischer Tennisspieler
- Medwedjewa, Natalija (* 1971), ukrainische Tennisspielerin
- Medwedkin, Alexander Iwanowitsch (1900–1989), russischer Filmregisseur der russischen Avantgarde
- Medwedkow, Juri Wladimirowitsch (* 1928), sowjetisch-US-amerikanischer Geograph
- Medwednikow, Iwan Logginowitsch (1807–1889), russischer Unternehmer und Mäzen
- Medwednikowa, Alexandra Xenofontowna (1814–1899), russische Mäzenin
- Medwedskaja, Inna Nikolajewna (* 1943), sowjetisch-russische Iranistin
- Medwedtschuk, Wiktor (* 1954), ukrainischer Politiker und OligarchWiktor Medwedtschuk (* 1954)

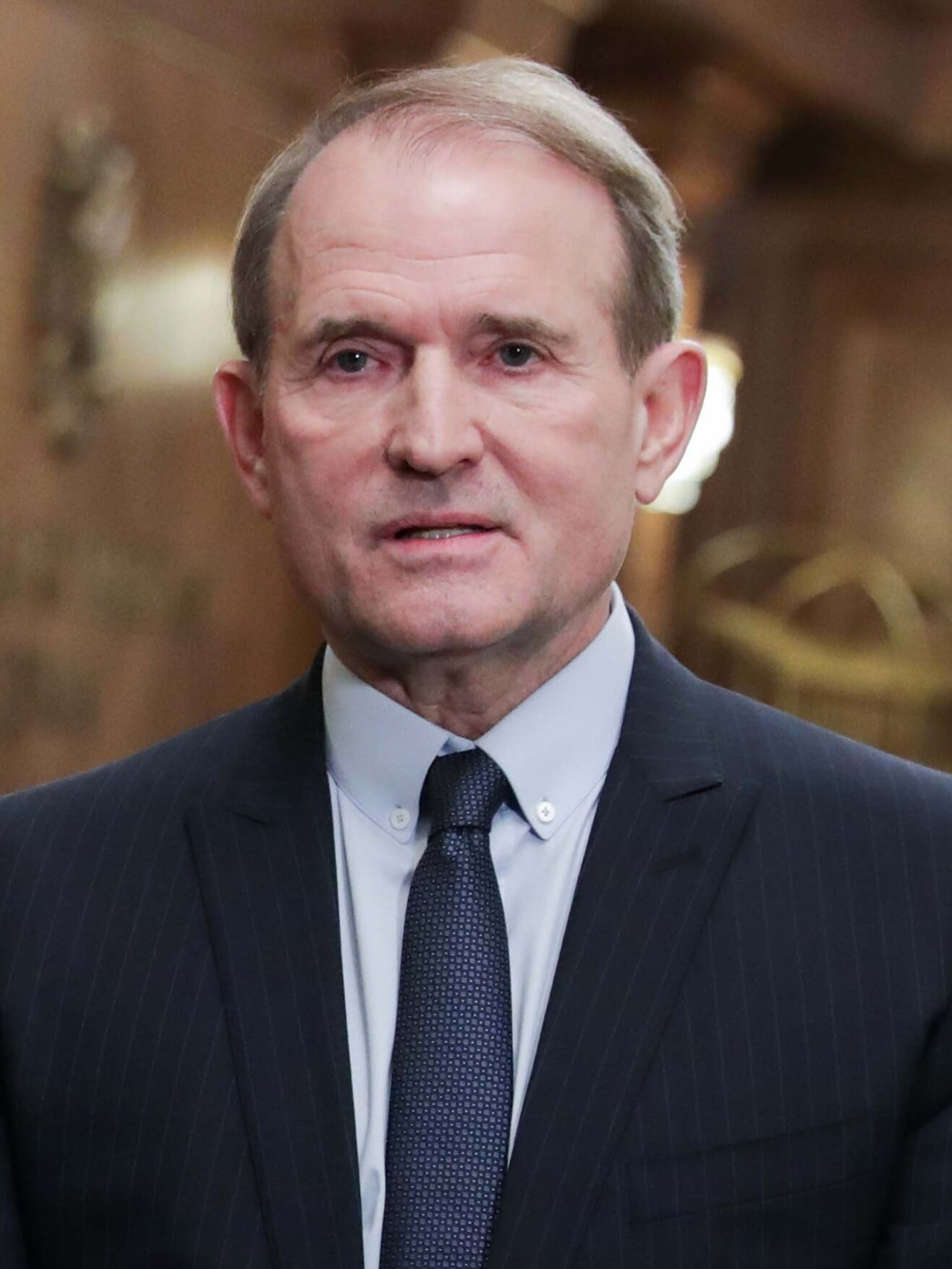
Wiktor Medwedtschuk (* 1954)

- Medwedzew, Waleri Alexejewitsch (* 1964), russischer Biathlet
- Medwedzewa, Olga Walerjewna (* 1975), russische Biathletin
- Medwenitsch, Anna (1907–2018), österreichische Supercentenarian und Landwirtin
- Medwin, Michael (1923–2020), britischer Schauspieler und Filmproduzent
- Medwin, Terry (1932–2024), walisischer Fußballspieler
- Medwin, Thomas (1788–1869), britischer Schriftsteller und Übersetzer
- Medwit, Wassylij (1949–2024), ukrainisch griechisch-katholischer Weihbischof, Titularbischof und Exarch
- Medwood, Kenneth (* 1987), Sprinter aus Belize

#### Medy
- Médy, Camille (1902–1989), französischer Skilangläufer

#### Medz
- Medzarents, Misag (1886–1908), westarmenischer Dichter
- Medzhitov, Ruslan (* 1966), usbekischer Immunologe
- Medzihradská, Lucia (* 1968), slowakische Skirennläuferin

### Mee
- Mee, Ada (* 1946), deutsche Künstlerin
- Mée, Anna Maria du (1862–1949), niederländische Krankenschwester
- Mee, Arthur Butler Phillips (1860–1926), britischer Journalist und Amateurastronom
- Mee, Ben (* 1989), englischer FußballspielerBen Mee (* 1989)

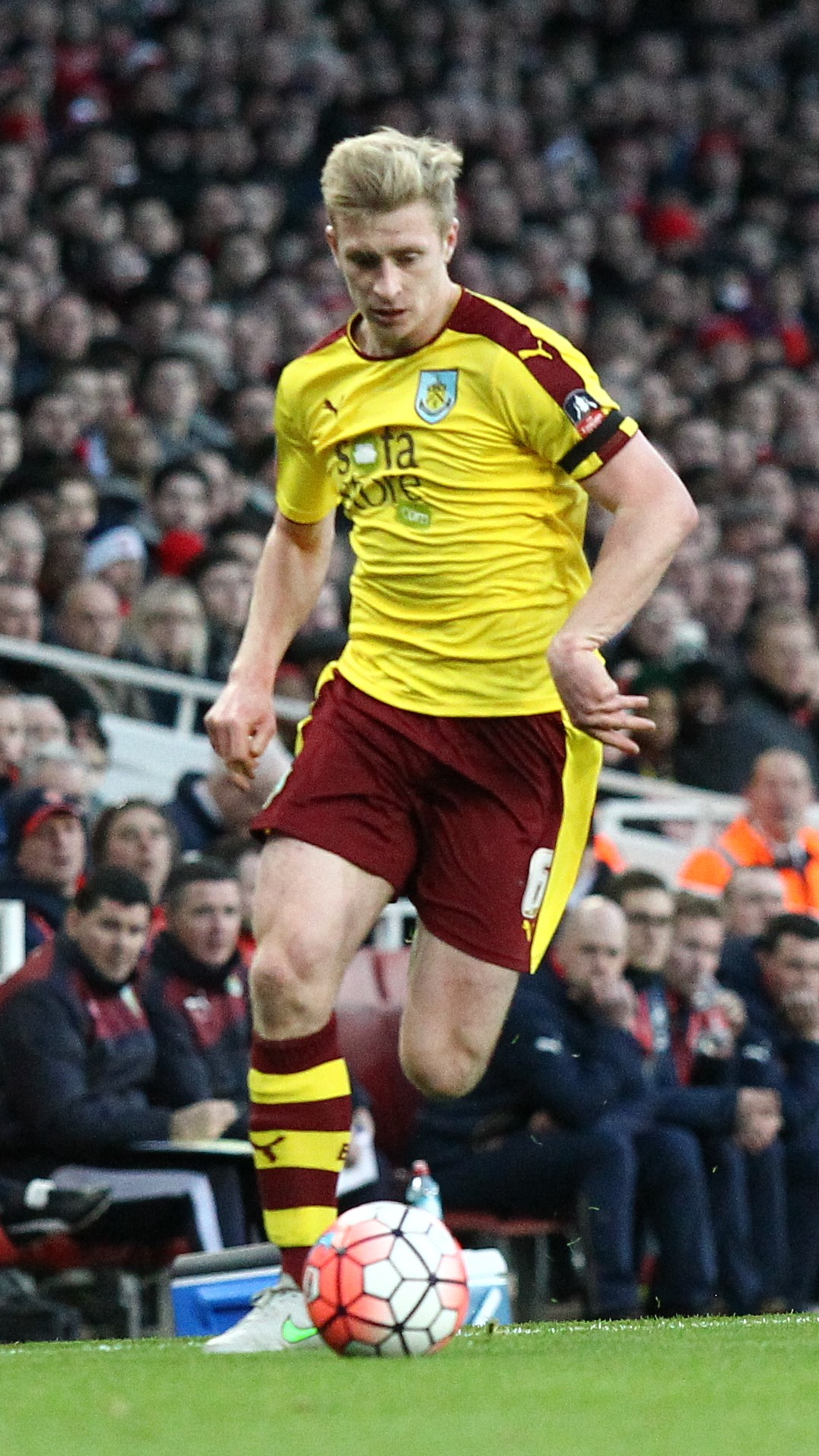
Ben Mee (* 1989)

- Mee, Bert (1893–1964), englischer Fußballschiedsrichter
- Mee, Bertie (1918–2001), englischer Fußballspieler und -trainer
- Mee, Charles L. (* 1938), US-amerikanischer Schriftsteller
- Mee, Darnell (* 1971), US-amerikanisch-australischer Basketballspieler
- Mée, Elly du (1914–2002), niederländische Sprinterin
- Mee, Margaret (1909–1988), britische Illustratorin
- Meebold, Alfred (1863–1952), deutscher Botaniker, Schriftsteller und Anthroposoph
- Meebold, Johann Gottlieb (1796–1871), deutscher Unternehmer, Mitbegründer der Württembergischen Cattunmanufactur
- Meech, Athol (1907–1981), kanadischer Ruderer
- Meech, Daniel (* 1973), neuseeländischer Springreiter und Trainer
- Meech, Derek (* 1984), kanadischer Eishockeyspieler
- Meech, Ezra (1773–1856), US-amerikanischer Politiker
- Meech, Molly (* 1993), neuseeländische Seglerin
- Meech, Sam (* 1991), neuseeländischer Segler
- Meechai Ruchuphan (* 1938), thailändischer Politiker
- Meechan, Frank (1929–1976), schottischer Fußballspieler
- Meechok Marhasaranukun (* 1997), thailändischer Fußballspieler
- Meed, Geoff (* 1965), US-amerikanischer Schauspieler, Autor, Regisseur und Kampfsportlehrer
- Meed, Vladka (1921–2012), polnisch-amerikanische Autorin; Überlebende des Holocaust, jüdische Widerstandskämpferin in Polen
- Meeden, Patricia (* 1986), deutsche Schauspielerin, Sängerin und Musicaldarstellerin
- Meeder, Karola (* 1964), deutsche Filmregisseurin
- Meeds, Lloyd (1927–2005), US-amerikanischer Politiker
- Meegen, Sven van (* 1976), deutscher Alttestamentler und HochschullehrerSven van Meegen (* 1976)

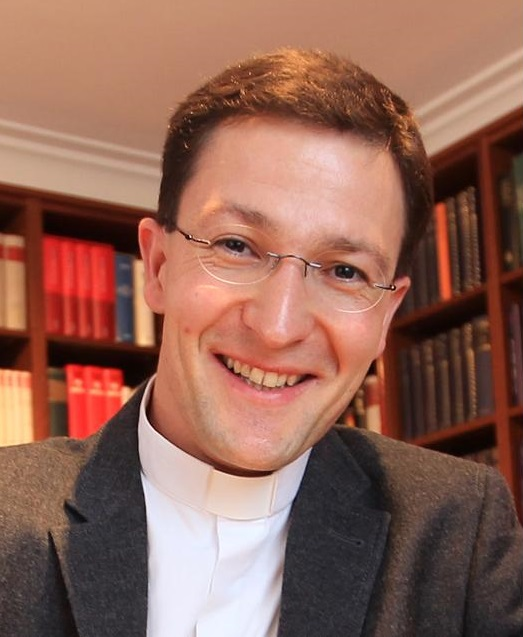
Sven van Meegen (* 1976)

- Meegeren, Han van (1889–1947), niederländischer Maler, Restaurator, Kunsthändler und Kunstfälscher
- Meehan, Elizabeth (1894–1967), britische Drehbuchautorin
- Meehan, Elizabeth (1947–2018), britische Politologin und Hochschullehrerin
- Meehan, Francis J. (1924–2022), US-amerikanischer Diplomat
- Meehan, John (1873–1954), irischer römisch-katholischer Pater von Bathurst
- Meehan, John (1890–1954), US-amerikanischer Drehbuchautor
- Meehan, John (1902–1963), US-amerikanischer Architekt, Artdirector und Szenenbildner
- Meehan, John Silva (1790–1863), Leiter der Library of Congress
- Meehan, Kali (* 1970), australischer Boxer
- Meehan, MacKenzie, US-amerikanische Schauspielerin
- Meehan, Martin (1945–2007), nordirischer Politiker der Sinn Féin-Partei und Freiwilliger der Belfast Brigade der Provisional IRA
- Meehan, Marty (* 1956), US-amerikanischer Jurist und Politiker
- Meehan, Pat (* 1955), US-amerikanischer Jurist und Politiker
- Meehan, Paula (* 1955), irische Schriftstellerin und Hochschullehrerin
- Meehan, Tony (1943–2005), britischer Schlagzeuger und Produzent
- Meehl, Paul E. (1920–2003), US-amerikanischer Psychologe und Wissenschaftsphilosoph

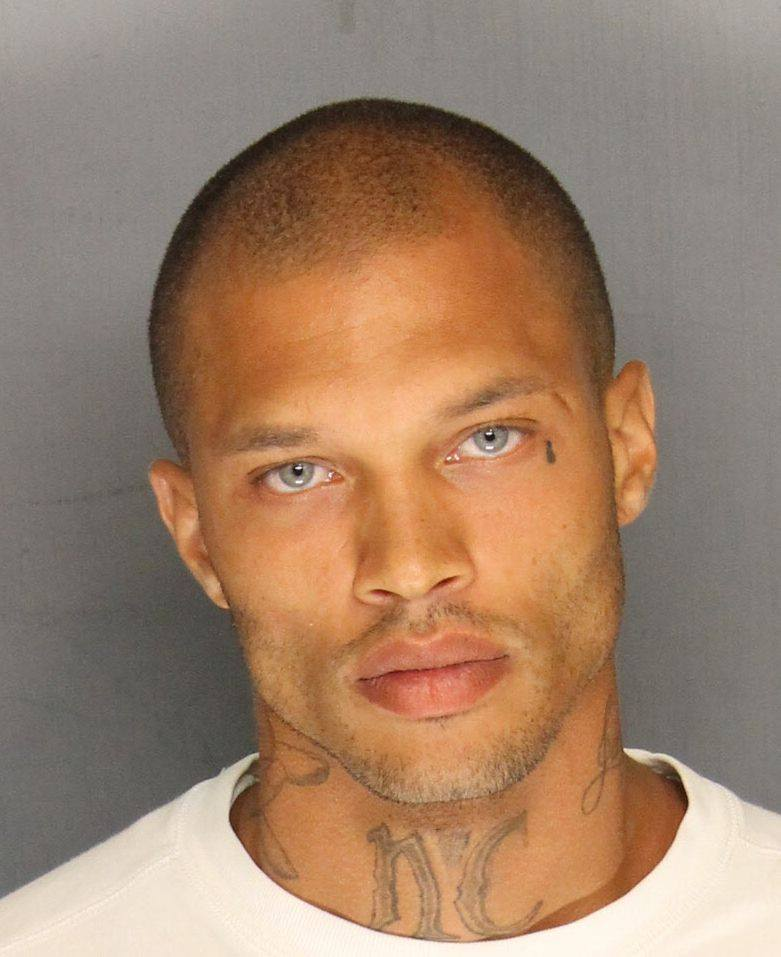
Jeremy Meeks (* 1984)

- Meek Mill (* 1987), US-amerikanischer RapperMeek Mill (* 1987)

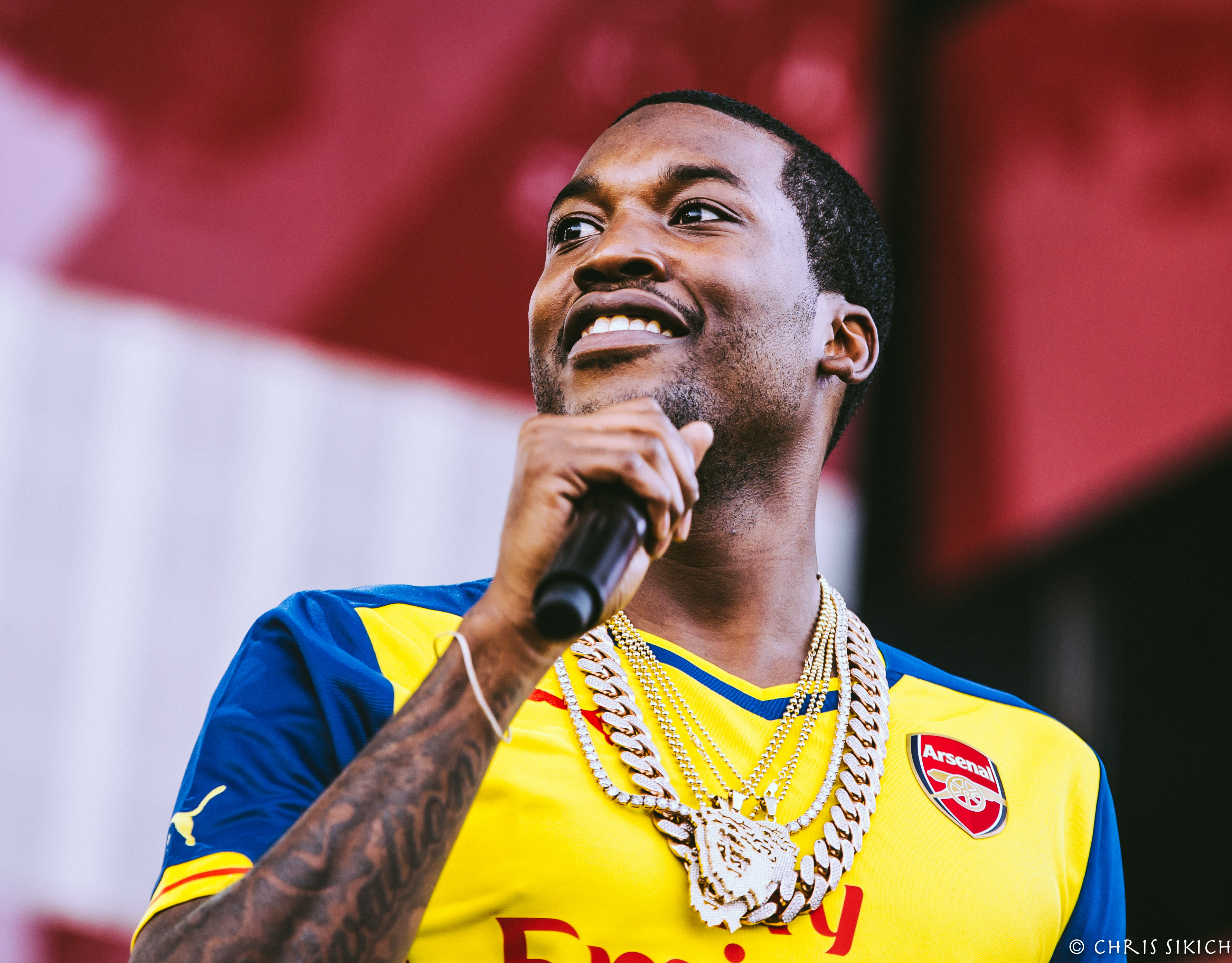
Meek Mill (* 1987)

- Meek, Albert Stewart (1871–1943), britischer Naturforscher und zoologischer Sammler von Vogelbälgen und Insekten
- Meek, Carrie P. (1926–2021), US-amerikanische Politikerin
- Meek, Chantal (* 1978), australische Flachwasserkanutin
- Meek, Charles Kingsley (1885–1965), britischer Anthropologe
- Meek, Donald (1878–1946), schottisch-amerikanischer Film- und Theaterschauspieler
- Meek, Fielding Bradford (1817–1876), US-amerikanischer Geologe und Paläontologe
- Meek, Gary (* 1961), amerikanischer Jazzmusiker
- Meek, Hudson (2008–2024), US-amerikanischer Schauspieler
- Meek, Jeffrey (* 1959), US-amerikanischer Schauspieler
- Meek, Joe (1929–1967), britischer Musikproduzent und Songwriter
- Meek, Kendrick (* 1966), US-amerikanischer Politiker
- Meek, Kenneth (1908–1976), kanadischer Organist, Pianist, Cembalist, Chorleiter und Musikpädagoge englischer Herkunft
- Meek, Patrick (* 1985), US-amerikanischer Eisschnellläufer
- Meek, Paul (* 1959), britischer Esoterik-Autor
- Meek, Ronald L. (1917–1978), neuseeländischer Ökonom
- Meek, S. P. (1894–1972), amerikanischer Schriftsteller und Armeeoffizier
- Meek, Seth Eugene (1859–1914), US-amerikanischer Ichthyologe
- Meeke, Brent (* 1950), kanadischer Eishockeyspieler
- Meeke, Kris (* 1979), britischer Rallyefahrer
- Meeker, Ezra (1830–1928), US-amerikanischer Pionier und Hopfenanbauer
- Meeker, George (1904–1984), US-amerikanischer Schauspieler
- Meeker, Howie (1923–2020), kanadischer Eishockeyspieler und -trainer sowie Sportkommentator und Politiker
- Meeker, Jacob Edwin (1878–1918), US-amerikanischer Politiker
- Meeker, Mary (* 1959), US-amerikanische Wertpapieranalystin und Fonds-Managerin von Risikokapital
- Meeker, Ralph (1920–1988), US-amerikanischer Schauspieler
- Meeker, Tony (* 1939), US-amerikanischer Politiker (Republikanische Partei)
- Meekeren, Paul van (* 1993), niederländischer Cricketspieler
- Meeking, John Basil (1929–2020), neuseeländischer Geistlicher, römisch-katholischer Bischof von Christchurch
- Meekings, Cecil (1914–1977), britischer Historiker und Archivar
- Meekings, Josh (* 1992), englischer Fußballspieler
- Meekison, Archie (* 2002), schottischer Fußballspieler
- Meekison, David (1849–1915), US-amerikanischer Politiker
- Meeks, Dimitri (* 1941), französischer Ägyptologe
- Meeks, Edward (1934–2022), US-amerikanischer Schauspieler
- Meeks, Gregory (* 1953), US-amerikanischer Politiker der Demokratischen Partei
- Meeks, James A. (1864–1946), US-amerikanischer Politiker
- Meeks, Jeremy (* 1984), US-amerikanisches Model und SchauspielerJeremy Meeks (* 1984)
- Meeks, Jodie (* 1987), US-amerikanischer Basketballspieler
- Meeks, Michael (* 1972), kanadischer Basketballspieler
- Meeks, William (* 1947), US-amerikanischer Mathematiker
- Meel, Caspar van (* 1979), niederländischer Jazzmusiker (Kontrabass, Arrangement, Komposition)
- Meel, Sebastian Wilhelm von († 1666), deutscher Jurist, Gesandter bei den Westfälischen Friedensverhandlungen sowie beim Regensburger Reichstag
- Meelführer, Johannes (1570–1640), deutscher evangelischer Theologe und Schriftsteller
- Meemeak, Molthila (* 1983), thailändische Badmintonspielerin
- Meems, Albert (* 1888), niederländisch-deutsch-amerikanischer Tiertrainer und -händler
- Meena Keshwar Kamal (1956–1987), afghanische Frauenrechtlerin
- Meena, P. Rosy (* 1997), indische Stabhochspringerin
- Meena, Shyam Lal (* 1965), indischer Bogenschütze
- Meenakshi, B. R. (* 1979), indische Badmintonspielerin
- Meenakshisundaram, T. P. (1901–1980), indischer Gelehrte, Schriftsteller und Universitätsrektor
- Meenapra, Jirapong (* 1993), thailändischer Sprinter
- Meencke, Heinz-Joachim (* 1945), deutscher Neurologe und Epileptologe
- Meendsen-Bohlken, Wilhelm (1897–1985), deutscher Marineoffizier und Vizeadmiral im Zweiten Weltkrieg
- Meene, Heinrich (1710–1782), deutscher Theologe
- Meene, Hellen van (* 1972), niederländische Fotokünstlerin und Fotografin
- Meenen, Norbert Michael (* 1949), deutscher Unfallchirurg und Hochschullehrer
- Meenen, Uwe (* 1965), deutscher Politiker (NPD)
- Meeng, Frans Alfred (1910–1944), indonesischer Fußballspieler
- Meenhorst, Alex (* 1987), neuseeländischer Straßenradrennfahrer
- Meentzen, Charlotte (1904–1940), deutsche Unternehmerin, KosmetikerinCharlotte Meentzen (1904–1940)

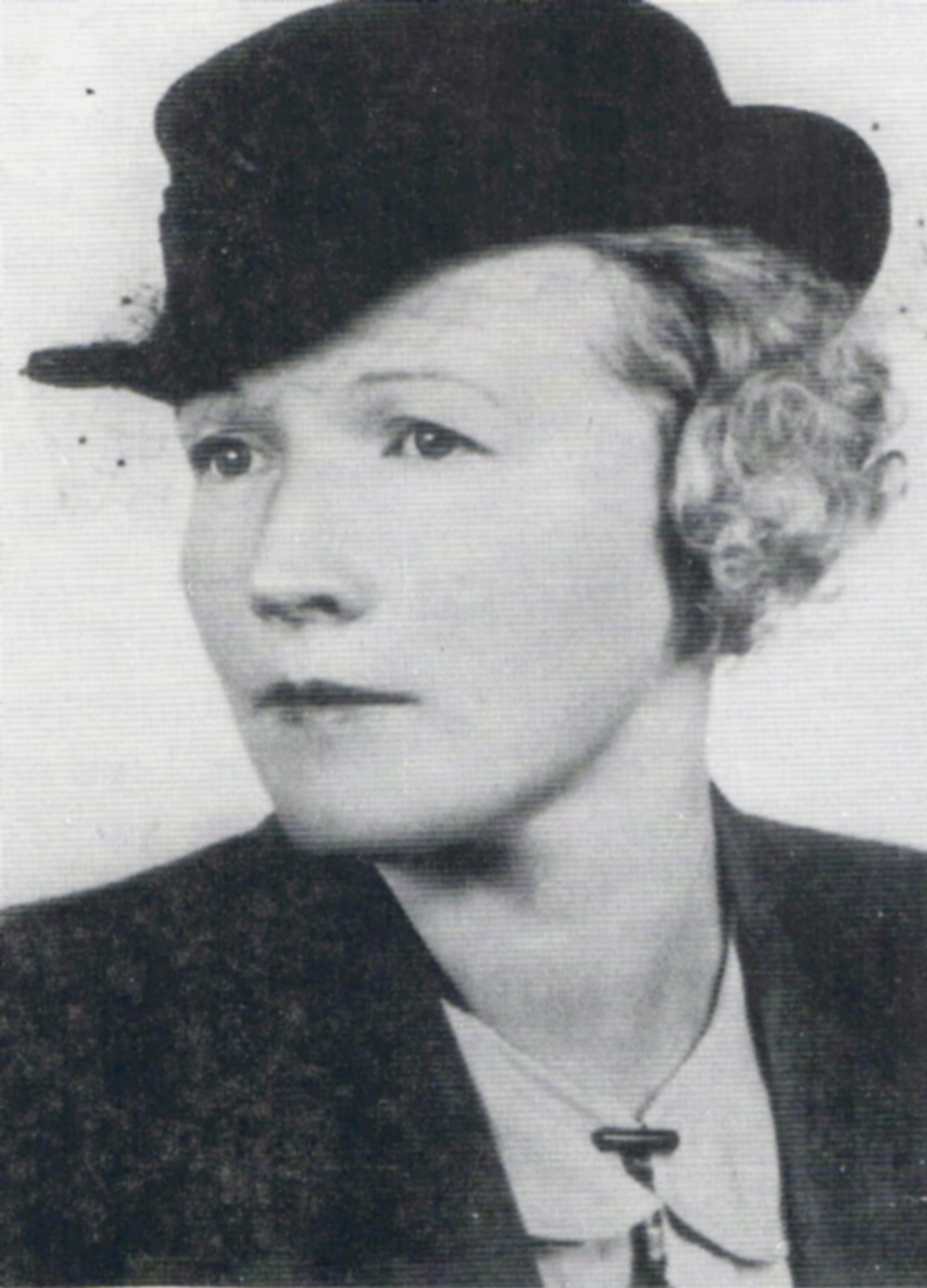
Charlotte Meentzen (1904–1940)

- Meentzen, Theodor (1875–1963), deutscher Schriftsteller, Publizist, Redakteur, Freidenker
- Meentzen, Wilhelm (1915–2001), deutscher Vizeadmiral der Bundesmarine
- Meer Abdulrahman, Eissa (* 1967), Fußballspieler aus den Vereinigten Arabischen Emiraten
- Meer Abdulrahman, Ibrahim (* 1967), Fußballspieler aus den Vereinigten Arabischen Emiraten
- Meer de Walcheren, Pieter van der (1880–1970), niederländischer römisch-katholischer Ordenspriester, Dichter und Schriftsteller
- Meer, Bouke van der (* 1945), niederländischer klassischer Archäologe mit dem Spezialgebiet Etruskologie
- Meer, Edmund ter (1852–1931), deutscher Chemiker und Unternehmer
- Meer, Fatima (1928–2010), südafrikanische Soziologin und Antiapartheidskämpferin
- Meer, Frederik van der (1904–1994), niederländischer Kleriker, katholischer Theologe, Kunstgeschichtler und Kirchenhistoriker
- Meer, Fritz ter (1884–1967), deutscher Chemiker und KriegsverbrecherFritz ter Meer (1884–1967)

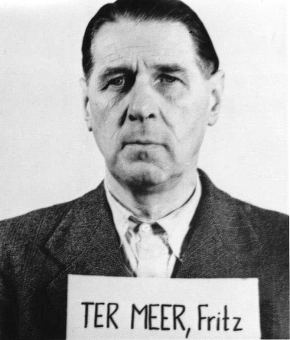
Fritz ter Meer (1884–1967)

- Meer, Herman H. ter (1871–1934), niederländischer Tierpräparator
- Meer, Jacques van (* 1958), niederländischer Radrennfahrer
- Meer, Johan van der (1913–2011), niederländischer Dirigent
- Meer, Johan van der (* 1954), niederländischer Radrennfahrer
- Meer, John Henry van der (1920–2008), niederländischer Musikwissenschaftler
- Meer, Jolande van der (* 1964), niederländische Schwimmerin
- Meer, Moosa Ismail (1897–1972), südafrikanischer Journalist und Zeitungsverleger
- Meer, Simon van der (1925–2011), niederländischer Physiker
- Meer, Susie van der (* 1973), deutsche Singer-Songwriterin
- Meer, Tycho van (* 1974), niederländischer Hockeyspieler
- Meerapfel, Jeanine (* 1943), argentinisch-deutsche Filmregisseurin, Drehbuchautorin und DozentinJeanine Meerapfel (* 1943)

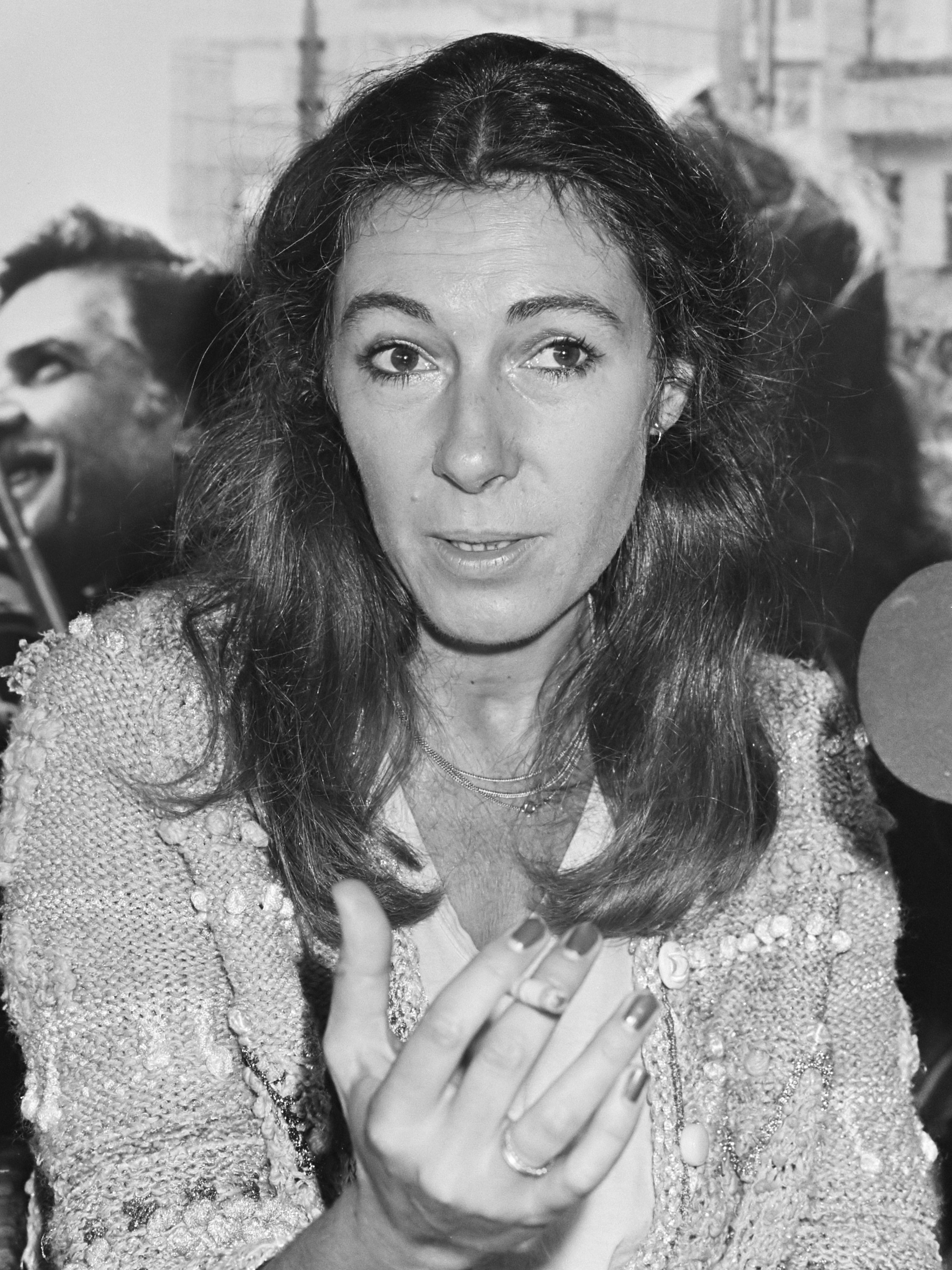
Jeanine Meerapfel (* 1943)

- Meeraus, Robert (1899–1944), österreichischer Kunsthistoriker
- Meerbach, Bernd (* 1943), deutscher Ruderer
- Meerbaum-Eisinger, Selma (1924–1942), rumänische deutschsprachige Dichterin
- Meerfeld, Johannes (1871–1956), deutscher Politiker (SPD), MdR
- Meergans, Günther (1915–2011), deutscher Nordischer Kombinierer
- Meerhaeghe, Marcel van (1921–2014), belgischer Ökonom
- Meerheim, Gottfried August (1753–1802), deutscher Literaturwissenschaftler
- Meerheimb, Ferdinand von (1823–1882), preußischer Generalmajor und Militärschriftsteller
- Meerheimb, Hans Wilhelm von (1620–1688), deutscher Offizier in kaiserlichen und dänischen Diensten
- Meerheimb, Henriette von (1859–1920), deutsche Schriftstellerin
- Meerheimb, Jasper Friedrich von (1785–1872), deutscher Offizier und Gutsbesitzer
- Meerheimb, Ludwig von (1864–1924), deutscher Politiker und Beamter
- Meerheimb, Richard von (1825–1896), sächsischer Oberst und Schriftsteller
- Meerheimb, Wilhelm von (1790–1865), großherzoglicher Kammerdirektor von Mecklenburg-Schwerin, Gutsbesitzer und Freimaurer
- Meerholz, Nico (* 1959), südafrikanischer Badmintonspieler
- Meerhout, Jan († 1677), niederländischer Landschaftsmaler des Goldenen Zeitalters
- Meerits, Marko (* 1992), estnischer Fußballspieler
- Meerkamp, Achim (* 1955), deutscher Gewerkschafter
- Meerkämper, Emil (1877–1948), deutscher Ingenieur und Fotograf
- Meerman, Gerard (1722–1771), niederländischer Gelehrter, Autor und Büchersammler
- Meerman, Johan (1753–1815), niederländischer Staatsmann, Gelehrter und Schriftsteller
- Meermann, Arnold (1829–1908), deutscher Maler und Illustrator
- Meermann, Dorothea (1547–1619), Opfer der Hexenprozesse in Bernau
- Meermann, Hedwig (1913–2000), deutsche Politikerin (SPD) und Bundestagsabgeordnete
- Meermann, Josef (1862–1938), Mitgründer des Kaufhauses Cramer & Meermann
- Meernhout, Marc (1952–2006), belgischer Radrennfahrer
- Meeropol, Abel (1903–1986), US-amerikanischer Schriftsteller, Librettist und Songwriter
- Meerpohl, Jörg (* 1973), deutscher Pädiater und Hochschullehrer
- Meers, Ernest George (1848–1928), englischer Tennisspieler
- Meerscheidt genannt Hüllessem, Otto Kasimir von (1721–1803), preußischer Generalmajor und Kommandeur von Magdeburg
- Meerscheidt-Hüllessem, Emil von (1840–1923), preußischer General der Infanterie
- Meerscheidt-Hüllessem, Hermann von (1830–1899), preußischer Generalleutnant
- Meerscheidt-Hüllessem, Leopold von (1849–1900), deutscher Kriminalbeamter
- Meerscheidt-Hüllessem, Oskar von (1825–1895), preußischer Offizier, zuletzt General der Infanterie
- Meersman, Gianni (* 1985), belgischer Radrennfahrer
- Meersman, Maurice (1922–2008), belgischer Radrennfahrer
- Meersmann, Friedrich († 1584), deutscher Steinmetzmeister und Bildhauer
- Meerson, Lazare (1897–1938), russisch- und polnischstämmiger Filmarchitekt
- Meerson, Mary (1902–1993), bulgarische Tänzerin und Model
- Meerson, Olga (* 1959), israelisch-US-amerikanische Slawistin, Hochschullehrerin
- Meerson, Olga Markowa (1885–1930), russische MalerinOlga Markowa Meerson (1885–1930)

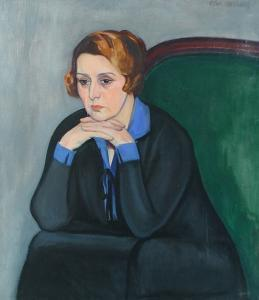
Olga Markowa Meerson (1885–1930)

- Meersseman, Gilles Gérard (1903–1988), belgischer römisch-katholischer Theologe
- Meert, Michael (* 1953), deutscher Filmregisseur
- Meerten, Anna Barbara van (1778–1853), niederländische Schriftstellerin und Pädagogin
- Meerten, Lambert van (1842–1904), niederländischer Kunst- und Antiquitätensammler
- Meerts, Franz (1836–1896), belgischer Genre- und Stilllebenmaler sowie Aquarellist
- Meerts, Lambert Joseph (1800–1863), belgischer Violinist und Musikpädagoge
- Meerwald, Erich (1895–1973), deutscher Grafiker, Philatelist und Briefmarkenkünstler
- Meerwald, Renate (1939–2009), deutsche Malerin
- Meerwald, Willy (1888–1960), deutscher Jurist und Staatsbeamter
- Meerwald, Willy (1924–2005), österreichischer Jazzmusiker
- Meerwaldt, Bruno (1890–1945), deutscher Politiker (SPD)
- Meerwarth, Hermann (1870–1943), deutscher Zoologe, Autor, Tierfotograf und Museumsleiter
- Meerwarth, Ljudmila Alexandrowna (1888–1965), russische bzw. sowjetische Ethnographin, Linguistin und Hochschullehrerin
- Meerwarth, Rudolf (1883–1946), deutscher Nationalökonom, Statistiker und Professor an der Universität Leipzig
- Meerwein, Carl Friedrich (1737–1810), deutscher Baumeister und Konstrukteur eines Flugapparats
- Meerwein, Emil (1844–1927), deutscher Architekt und Politiker, MdHB
- Meerwein, Fritz (1922–1989), Schweizer Psychiater und Psychoanalytiker
- Meerwein, Hans (1879–1965), Chemiker
- Meery, Hans (1851–1930), Theaterregisseur in Leipzig, Berlin und Stuttgart
- Mees, Charles E. (1882–1960), britisch-US-amerikanischer Physiker und Photograph
- Mees, Gerlof Fokko (1926–2013), niederländischer Ornithologe und Ichthyologe
- Mees, Hans-Kurt (* 1935), deutscher Jurist, Richter am Bundesgerichtshof
- Mees, Heleen (* 1968), niederländische Ökonomin, Publizistin und Juristin
- Mees, Helga (1937–2014), deutsche Florettfechterin
- Mees, Herbert (* 1910), deutscher Landrat und nationalsozialistischer Funktionär
- Mees, Joseph (1923–2001), belgischer katholischer Geistlicher, Bischof und vatikanischer Diplomat
- Mees, Joshua (* 1996), deutscher Fußballspieler
- Mees, Peter (* 1951), deutscher Arzt und Medizinjournalist
- Mees, Philipp (1901–1971), deutscher Politiker (SPD) und Widerstandskämpfer
- Mees, Stefan (* 1969), deutscher Fußballspieler
- Mees, Tainara (* 2004), brasilianische Siebenkämpferin
- Mees, Ulrich (* 1943), deutscher Allgemeiner Psychologe und Professor
- Mees, Vic (1927–2012), belgischer Fußballspieler
- Mees, Wouter J. G. (1921–2018), niederländischer Schachkomponist
- Meese, Edwin (* 1931), US-amerikanischer Politiker (Republikanische Partei)
- Meese, Jonathan (* 1970), deutscher Performancekünstler, Maler und BildhauerJonathan Meese (* 1970)

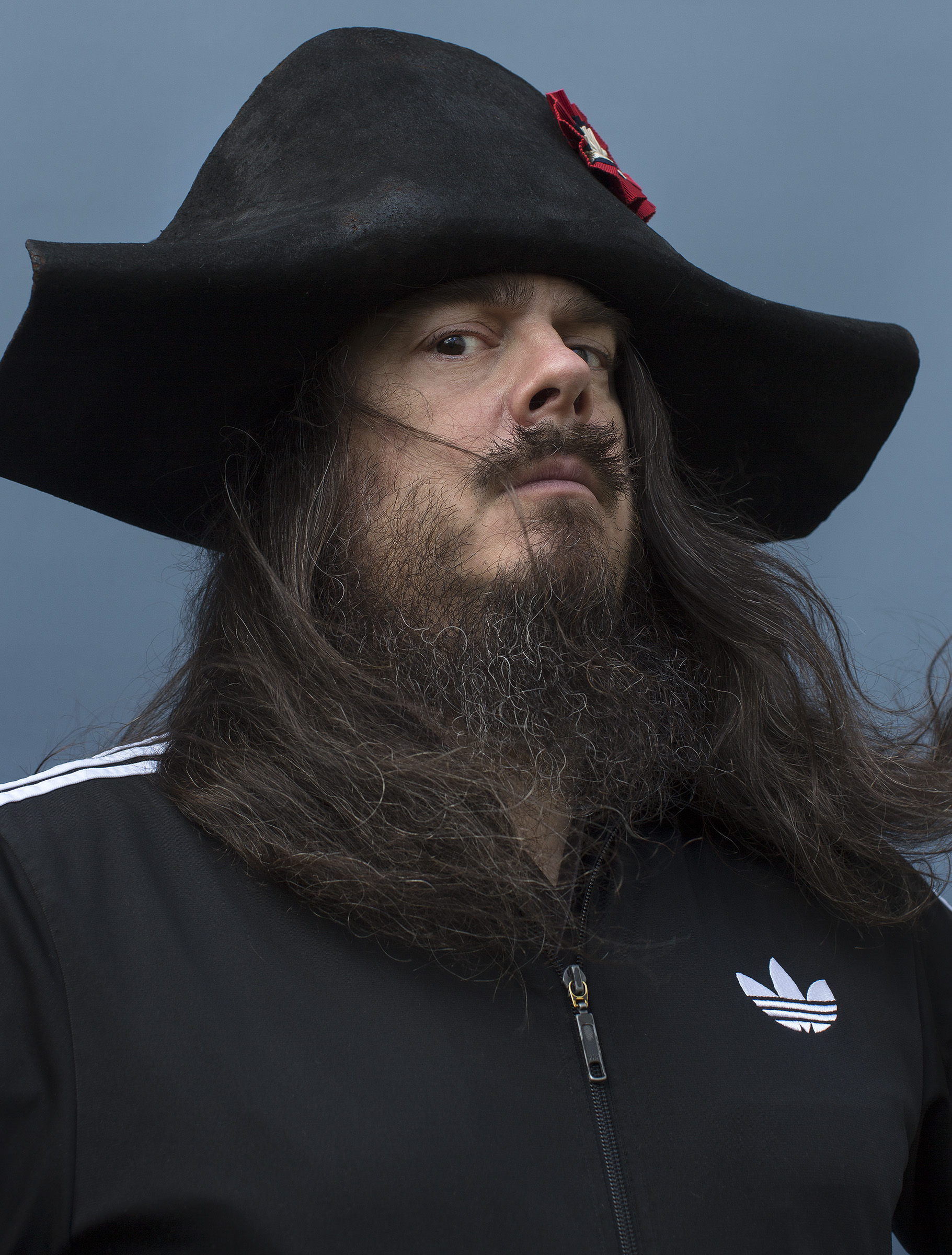
Jonathan Meese (* 1970)

- Meese, Julius, deutscher Unternehmer, Montanindustrieller, Hotelier und Münzsammler
- Meeske, Marilyn (* 1928), US-amerikanische Schriftstellerin
- Meesmann, Alois (1888–1969), deutscher Augenarzt und Hochschullehrer
- Meesri, Suchada (* 1994), thailändische Hürdenläuferin
- Meesseman, Emma (* 1993), belgische Basketballspielerin
- Meessen, Karl (1939–2015), deutscher Rechtswissenschaftler
- Meester de Ravestein, Emile de (1812–1889), belgischer Botschafter
- Meester, Brad (* 1977), US-amerikanischer American-Football-Spieler
- Meester, Jurgens A. J. (1931–1994), südafrikanischer Mammaloge
- Meester, Leighton (* 1986), US-amerikanische SchauspielerinLeighton Meester (* 1986)

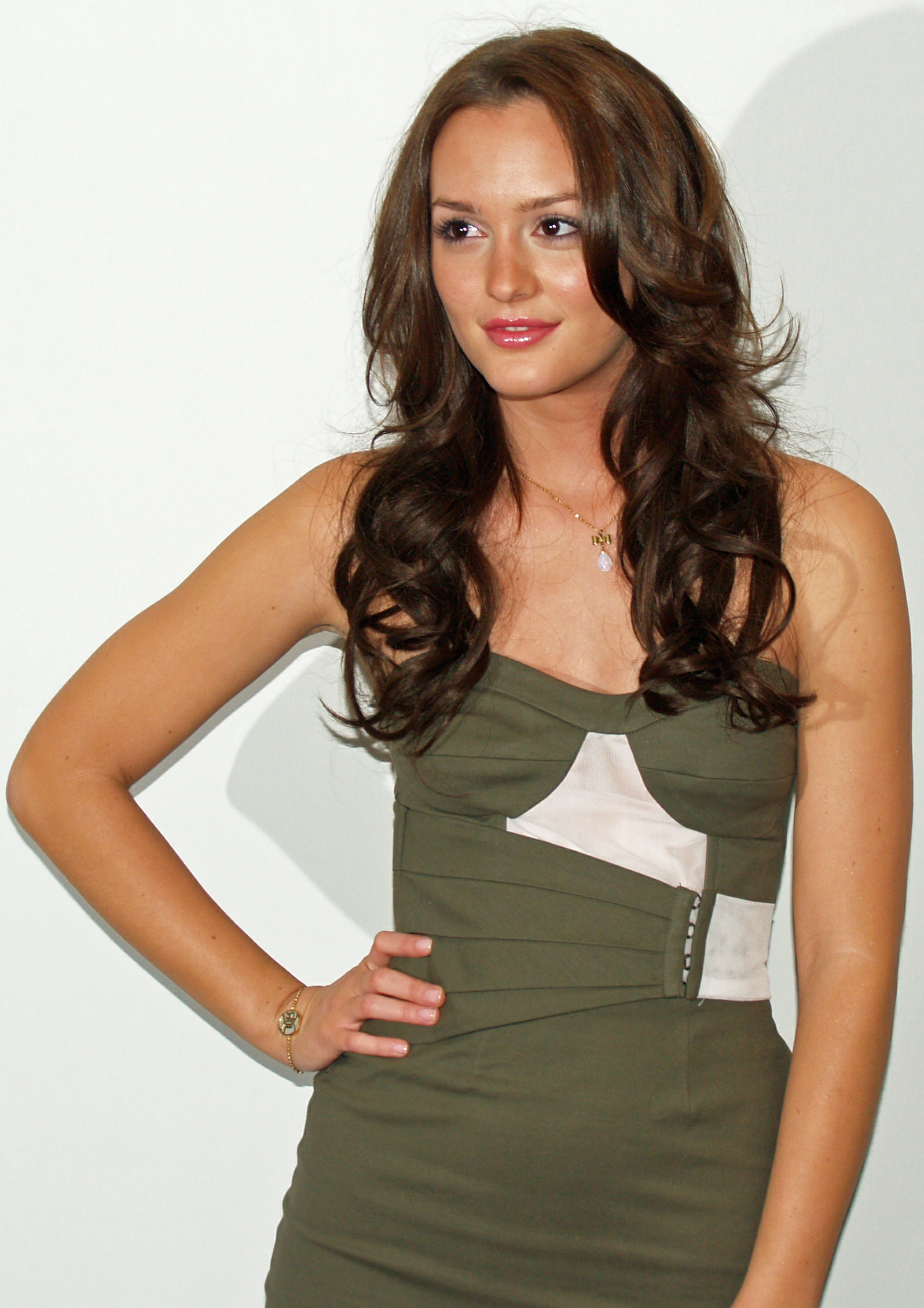
Leighton Meester (* 1986)

- Meester, Luca de (* 2004), deutscher Fußballspieler
- Meester, Sam de (* 1982), französisch-belgischer Fußballspieler
- Meester, Theo de (1851–1919), niederländischer Politiker
- Meester, Veronique (* 1995), niederländische Ruderin
- Meesters, Norbert (* 1957), deutscher Sozialpädagoge und Politiker (SPD), MdL
- Meet, Angelique van der (* 1991), niederländische Tennisspielerin
- Meet, Janek (* 1974), estnischer Fußballspieler
- Meetelen, Maria ter (* 1704), niederländische Reisende und Autorin
- Meeteren, Udo van (1926–2024), deutscher Unternehmer und Kunstmäzen
- Meeths, Hermann (1843–1907), deutscher Klempner, Obermeister der Innung, Mitglied der Bürgerschaft
- Meetschen, Stefan (* 1969), deutscher Kulturwissenschaftler, Journalist und Autor
- Meetua, Elis (* 1979), estnische Fußballspielerin
- Meetz, Klaus (* 1946), deutscher Volleyballspieler
- Meeus, Jean (* 1905), belgischer Eishockeyspieler
- Meeus, Jean (* 1928), belgischer Mathematiker, Astronom und Autor
- Meeus, Jordi (* 1998), belgischer RadrennfahrerJordi Meeus (* 1998)

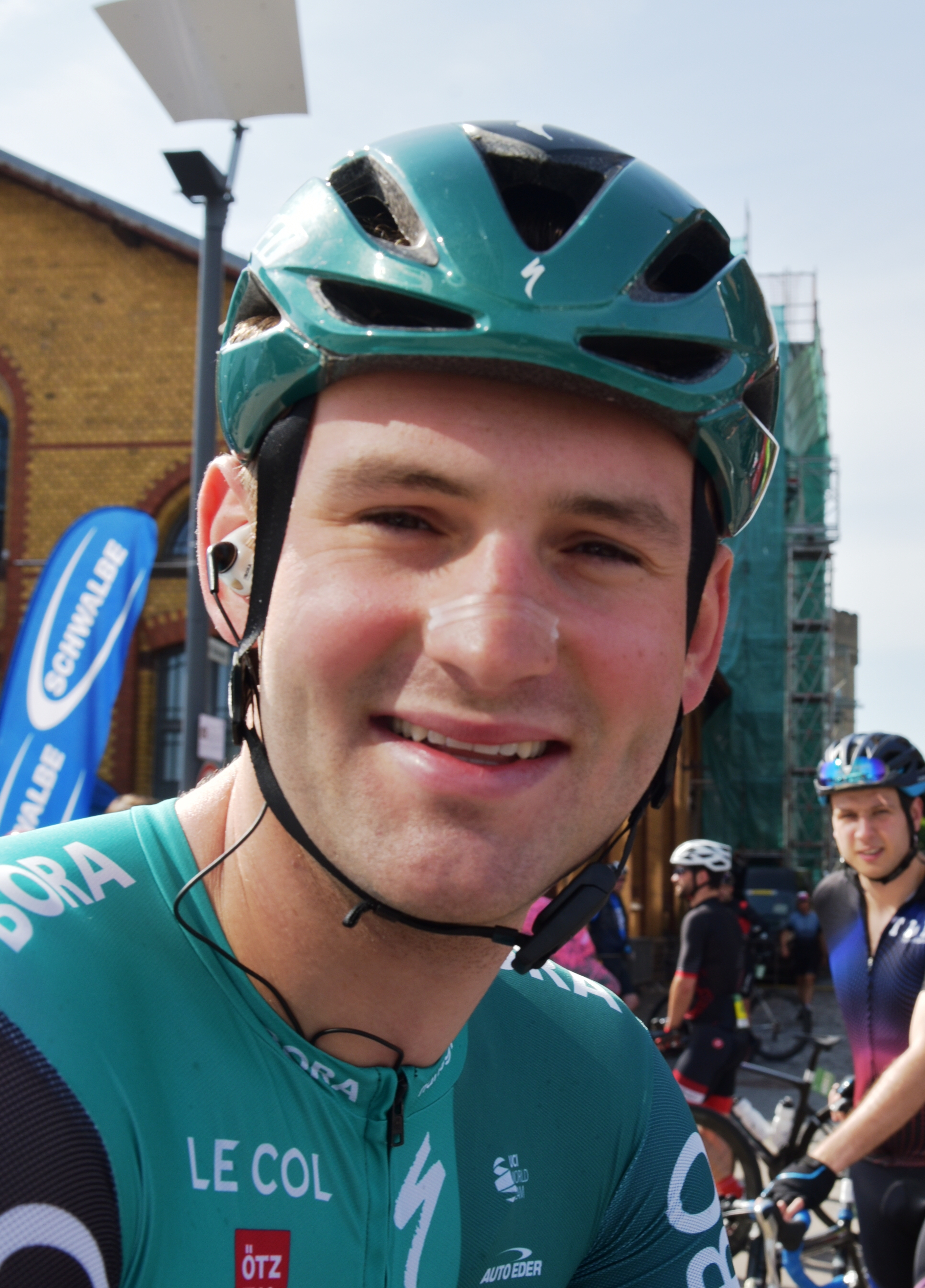
Jordi Meeus (* 1998)

- Meeusen, Tom (* 1988), belgischer Radrennfahrer
- Meeussen, Witse (* 2001), belgischer Radrennfahrer
- Meeuvissen, Annette (1962–2004), deutsche Tourenwagenfahrerin
- Meeuw, Folkert (* 1946), deutscher Schwimmer
- Meeuw, Helge (* 1984), deutscher Schwimmer
- Meeuwis, Guus (* 1972), niederländischer Popsänger
- Meeuwis, Jan (* 1905), belgischer Radrennfahrer
- Meeuwis, Marcel (* 1980), niederländischer Fußballspieler
- Meeuws, Walter (* 1951), belgischer Fußballspieler und -trainer
- Meeuwsen, Robert (* 1988), niederländischer Beachvolleyballspieler
- Meewes, Helmut (* 1929), deutscher Kameramann, Regisseur und Drehbuchautor